# Geschichte Stralsunds
Der Artikel Geschichte Stralsunds behandelt die Entwicklung der Stadt Stralsund.
Gegründet als slawische Siedlung im 10. Jahrhundert, erhielt die Siedlung Stralow im Jahr 1234 das Lübische Stadtrecht verliehen. Stralsund kam nach dem Erlöschen des Fürstentums Rügen 1325 an Pommern-Wolgast und war seit dem 14. Jahrhundert nach Lübeck die bedeutendste Hansestadt im südlichen Ostseeraum. Vom 17. bis ins frühe 19. Jahrhundert gehörte Stralsund zum Besitz des Königs von Schweden im Heiligen Römischen Reich, danach kam es zur preußischen Provinz Pommern und war Sitz eines Regierungsbezirkes. Von 1949 bis 1990 gehörte die Stadt zur DDR. Seit 1990 Teil der Bundesrepublik Deutschland, ist Stralsund Kreisstadt des Landkreises Vorpommern-Rügen und, zusammen mit Greifswald, Oberzentrum im Landesteil Vorpommern des Landes Mecklenburg-Vorpommern.

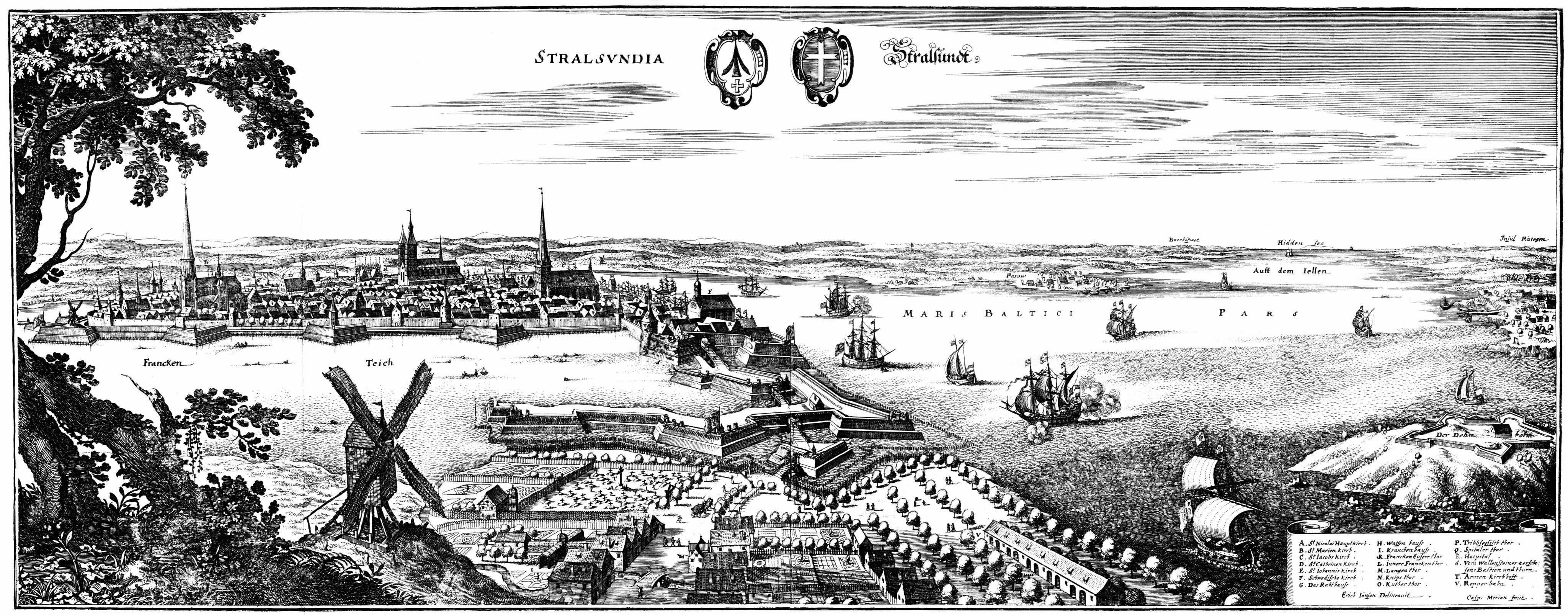
Stralsund nach Mattheus Merian d. Ä.

## Basis dieses Artikels
Die Basis dieses Artikels bildet für die Angaben bis in die 1980er Jahre ganz überwiegend das von Herbert Ewe im Jahr 1984 anlässlich des Stadtrechtsjubiläums Stralsunds herausgegebene Werk „Geschichte der Stadt Stralsund“. Daran beteiligt waren Konrad Fritze, Johannes Schildhauer, Herbert Langer, Hans-Joachim Hacker, Reinhard Kusch, Herbert Ewe selbst, Karl Heinz Jahnke, und Dietrich Richter. Aufgrund der Entstehungszeit der Ausgabe kann nicht ausgeschlossen werden, dass auch die politische Ideologie dieser Zeit in die Darstellungen einfloss.

## 10. bis 13. Jahrhundert

### Slawische Siedlung bis zur Mitte des 12. Jahrhunderts
Die Insel Rügen und Teile des gegenüberliegenden Festlandes gehörten zum Siedlungsgebiet der slawischen Ranen, die sich bis zur Mitte des 12. Jahrhunderts ihre politische Selbständigkeit bewahrt hatten und eine der letzten nichtchristlichen Völkerschaften in Mitteleuropa waren. Im Jahr 1168 endete der jahrelange Zwist mit den christlichen Nachbarn mit dem Sieg des Dänenkönigs Waldemar I. über die Ranen und der Eroberung ihres Hauptheiligtums, der Jaromarsburg am Kap Arkona. Nach dem Sieg der Dänen wurden die slawischen Fürsten Lehnsleute der dänischen Krone und nahmen den christlichen Glauben an. Die Fürsten zogen nunmehr gegen die pommerschen Umlandgebiete zu Felde und sannen darauf, ihre Macht auch auf dem Festland auszubauen. Die Siedlung Strale lag strategisch günstig an der Kreuzung der Handelswege zwischen Rostock, Demmin, Rügen und Stettin. Die vorgelagerte Insel Stralow bot einen natürlichen Hafen, einer der Gründe für die Stadtansiedlung.
Der Geschichtsschreiber Saxo Grammaticus berichtete, dass die Dänen schon im 12. Jahrhundert die Insel Stralow als Liegeplatz für ihre Schiffe bei Kriegszügen ins Landesinnere nutzten. Auf dieser Insel befand sich lange vor der Gründung der Stadt ein slawisches Fischerdorf. Als gesichert gilt, dass es sich zum Zeitpunkt der Stadtgründung bereits um eine große Siedlung handelte. Dazu kam der Umstand, dass Sümpfe und Teiche eine Verteidigung erleichterten. Die Stadtteiche wurden erst später ausgebaut. Die Lage am Strelasund ermöglichte die Zufahrt zur Ostsee auf zwei Seiten. Aufgrund der reichen Heringsbestände der Gewässer siedelten sich viele Kaufleute an, die darin ihre Handelsgrundlage sahen.

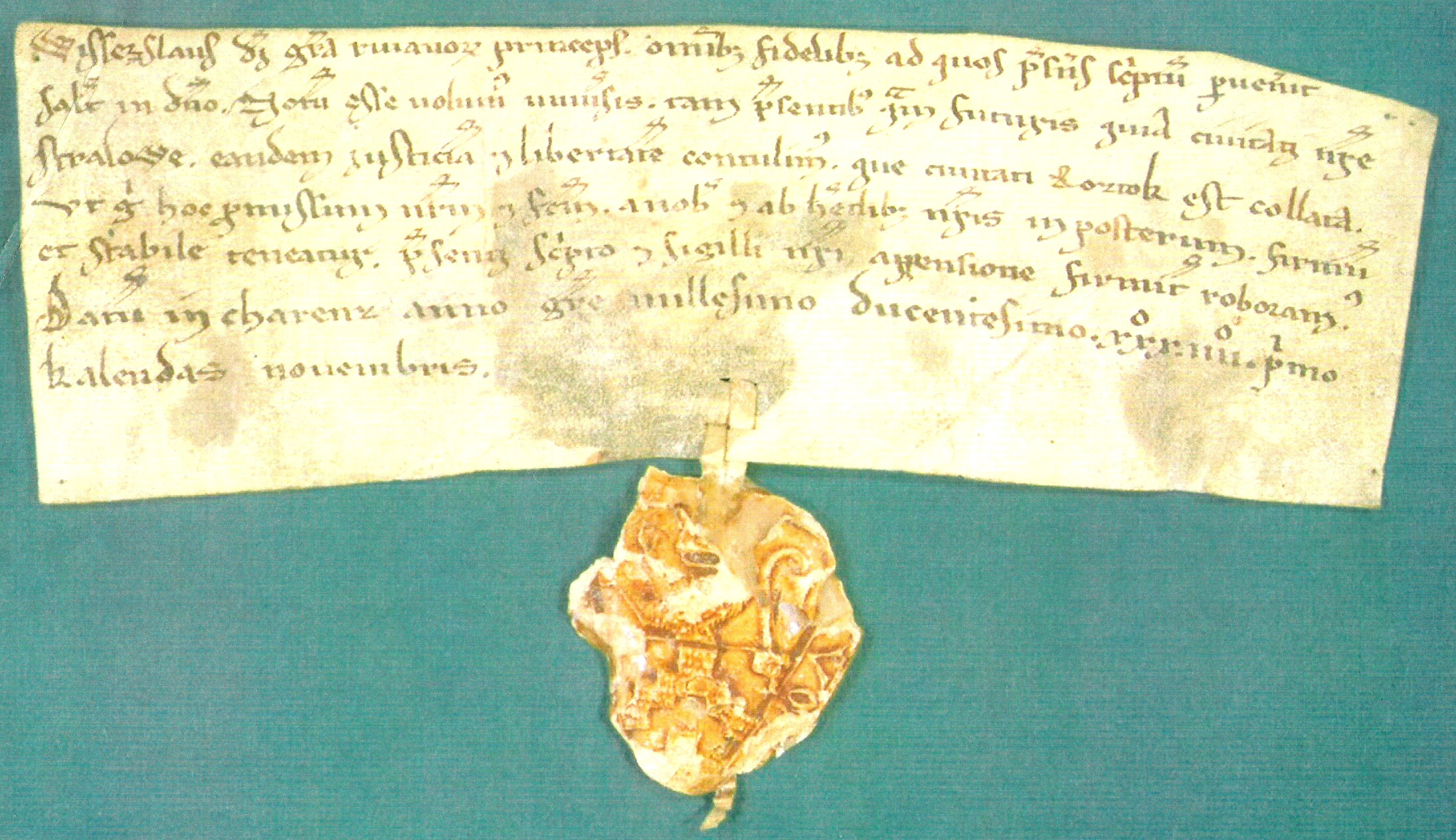
Urkunde der Stadtrechtsverleihung von 1234

### Stadtrechtsverleihung 1234
Am 31. Oktober 1234 verlieh der slawische Fürst Wizlaw I. zu Charenza (Rügen) dem Fischerdorf Stralow am Strelasund das Lübische Stadtrecht mit folgendem Text:

„Witzlaw, von Gottes Gnaden Fürst der Ruianer, allen Getreuen, zu denen das gegenwärtige Schreiben gelangt, Gruß im Herrn. Wir wollen es allen, sowohl dem gegenwärtigen wie dem künftigen Geschlecht kund getan haben, dass wir unserer Stadt Stralow dieselbe Gerechtigkeit und Freiheit verliehen haben, welche der Stadt Rostock verliehen ist. Auf dass nun diese von uns gegebene Zusage fest und unverbrüchlich gehalten werde, bestätigen und bekräftigen wir sie durch gegenwärtiges Schreiben und Anhängung unseres Siegels. Gegeben zu Charenz, im Jahre der Gnade 1234, am 31. Oktober.“

Die Urkunde, die im Stadtarchiv Stralsund verwahrt wird, besteht aus einem 5,5 × 15 Zentimeter großen Pergamentstreifen. Unüblich sind der spärliche Inhalt und die Größe, aber auch, dass keine Zeugen für diesen Akt benannt sind.
Die Stadtgründung erfolgte von Seiten der rügenschen Fürsten nicht selbstlos: Der Handel sollte der wirtschaftlichen Entwicklung und die zu erwartenden Abgaben der fürstlichen Kasse dienen. Gemäß der damals geltenden Kastellaneiverfassung unterstand ein Dorf dem jeweiligen Landvogt, eine Stadt aber direkt dem Fürsten. Auch die Stralsunder Kaufleute profitierten, da mit der Verleihung des Stadtrechts auch die Zollfreiheit verbunden war.

## 13. bis 16. Jahrhundert

### Deutsche Besiedlung im 13. Jahrhundert
Im Zuge der Christianisierung kamen bald Menschen aus den westelbischen Gebieten: Niedersachsen, Westfalen, Holsteiner, Friesen, Holländer und Flamen zogen in den ostelbischen Raum. Nach und nach nahmen sie Besitz von den neuen Siedlungsräumen, wie die Gründungswelle der Städte entlang der Ostseeküste belegt. Aus der Stadtgründungsurkunde geht hervor, dass es sich bei den Gründern Stralsunds wohl um Rostocker Kaufleute handelte. Dazu kamen weitere Einwanderer. Anhand der Namen im Stadtbuch von 1270 und im Bürgerbuch ab 1319, die oft auf die regionale Herkunft deuteten, ist erkennbar, dass knapp ein Drittel aus dem direkten Umland (Festland und Rügen) stammte und zwei Drittel aus ferneren Gegenden – bis hin nach Nowgorod, Italien, Böhmen – zugezogen waren. Obwohl die Stadt auf ehemals slawisch besiedeltem Territorium lag, überwog schon bald der Anteil der Deutschen. Die Slawen mussten sich bald den deutschen Zuwanderern in Sprache und Lebensweise anpassen.
Am 25. Februar 1240 stellte Fürst Witzlaw I. auf seinem Prohner Schloss eine zweite Urkunde aus, die bedeutsam für Stralsund war. In dem Text nannte Witzlaw I. nochmals die Stadtrechtsverleihung nach Rostocker Vorbild, erwähnt wurde auch erstmals Stralesund als Stadtname. Die Stadt erhielt das Fährdorf (antiquus navalis transitus) gegen Zahlung von neunzig Mark rügenscher Münze und die Insel Strale sowie Wälder (heute: Frankenvorstadt) und Äcker (heute: Kniepervorstadt) innerhalb der Stadtgrenzen als Geschenk. Zusätzlich gestattete die Urkunde den Stralsundern freien Fischfang und die Jagd auf Niederwild. Sie garantierte auch die Zollfreiheit im gesamten Fürstentum. Schnell entwickelte sich die junge Stadt zu einem aufblühenden Handelsstandort und als Konkurrenz zu den bestehenden Handelsstädten. Im Jahr 1249 überfiel eine Flotte Lübecks unter Alexander von Soltwedels unerwartet die Stadt und legte sie in Schutt und Asche, die Stadt wurde aber schnell wieder aufgebaut.

### Die Anlage der Stadt im 13. Jahrhundert
Die ursprüngliche Stadt reichte bis an die heutigen Straßen Papenstraße und Apollonienmarkt. In der Altstadt, ausgehend vom Alten Markt als damaligem Stadtzentrum, wurden beeindruckende Bauten errichtet. Die Nikolaikirche wurde 1276 erstmals erwähnt, im langen inneren Gang des angrenzenden Rathauses befanden sich ursprünglich die Verkaufsstände vieler Händler. Das Gebiet südwestlich davon gehörte zunächst weiterhin dem Rügenfürsten, der dort vermutlich schon seit 1242 seine Niederlassung hatte und im Jahr 1251 ein Dominikanerkloster gründete. Da die ursprüngliche Altstadt bald an ihre räumlichen Grenzen stieß, siedelten sich die Bürger auch in der Neustadt an. Diese wurde 1256 erstmals urkundlich erwähnt. Im Jahre 1270 war erstmals vom Neuen Markt die Rede, mit dem 1298 die Marienkirche erwähnt wurde. Diese Pfarrkirche ersetzte die Peter-und-Paul-Kirche, von der nichts erhalten ist; vermutlich befand sie sich an der Ecke Frankenstraße und Badstüberstraße.
Beide Teile der Stadt wurden ab 1261 durch einen gemeinsamen Befestigungsring geschützt, der Ende des 13. Jahrhunderts fertiggestellt wurde. Als günstig erwies sich dabei die Lage der Stadt, die von allen Seiten durch Wasser (Strelasund, Stadtteiche) begrenzt war. Zehn Stadttore, nämlich sechs Wassertore und vier Landtore, bestehend aus Außen- und Innentor, befanden sich in der Stadtmauer. Ein fünftes landseitiges Tor wird vermutet. Dieses soll allein dem Landesherrn vorbehalten gewesen sein.
Da die räumliche Situation in der Altstadt aufgrund des prosperierenden Handels immer schwieriger wurde, begann in den 1260er Jahren die Erweiterung mit dem Zusammenwachsen von Alt- und Neustadt zum Ende des 13. Jahrhunderts. 1271 wurden große Teile der überwiegend aus Holz gebauten Stadt durch ein Feuer zerstört. Danach wurde die Stadt mit einem erheblich höheren Anteil an Backsteinbauten erneuert. 1283 gab es drei Ziegeleien in Stralsund.
Im Jahr 1269 gab Fürst Wizlaw II. urkundlich bekannt, dass er der neuen Stadt Schadegard („Graue Burg“) die Stadtrechte entziehen und sie „zum Gedeihen und Nutzen seiner geliebten Bürger zu Stralsund aufgeben“ werde („propter melius bonum et propter utilitatem futuram […] burgensium nostrorum videlicet dilectorum Stralesund“). Einige Historiker vermuten eine Identität der Neustadt mit Schadegard. Dem steht die urkundliche Erwähnung der Neustadt als solche um 1256 entgegen.
Obwohl sich die Stadt recht schnell entwickelte, waren in den ersten 50 Jahren noch viele Flächen innerhalb der Stadtgrenze unbebaut. Die Grundlage für die Versorgung der Stralsunder mit Lebensmitteln bildete die sogenannte Feldmark, deren Äcker, Weiden und Gärten Bürgern der Stadt und den Ackerbürgern gehörten. Die zahlreichen Gewerke waren zumeist in kleineren Betrieben angesiedelt. Getreide wurde z. B. zum Teil direkt in der Stadt verarbeitet, was der Name Mühlenstraße belegt.
Die große Bedeutung der Bierherstellung zeigte sich im Vorhandensein eines im ersten Stadtbuch erwähnten Hopfenmarktes. Der Charakter als Seestadt war prägend für weitere Handwerkszweige wie das Schiffbauerhandwerk. Die ersten Aufzeichnungen berichten zwar erst 1393 von acht Werften auf dem Gebiet der heutigen Frankenvorstadt, aus anderen Quellen kann geschlossen werden, dass schon vor der Stadtgründung Schiffe gebaut wurden. Aus Wismar wurde 1284 vom Kauf Stralsunder Schiffe berichtet. Aber auch alle Handwerke rund um Schiffbau und Handel hatten sich in Stralsund angesiedelt, so beispielsweise Böttcher, denn der Handel mit nahezu allen Produkten erfolgte damals in Tonnen und Fässern.

### Handel und Gewerbe im 13. Jahrhundert
Die Handwerker spielten in der Politik keine bedeutende Rolle; das Lübische Stadtrecht untersagte die Mitgliedschaft von Angehörigen der Handwerkerschaft im Rat der Stadt. Dies führte im Laufe der Jahre immer wieder zu Streit mit den Kaufleuten, die im Rat die Geschicke der Stadt bestimmten. Diese exportierten vor allem landwirtschaftliche Produkte, Brenn- und Bauholz, Fisch, Tran, Getreide, Hopfen, Rinder und Schweine sowie Bier. War anfangs noch der Handel hauptsächlich auf die einheimischen Produkte beschränkt, wurde die Palette alsbald insbesondere im Fernhandel erweitert. Die Stralsunder Kaufleute waren dadurch zu Zwischenhändlern geworden.
Da Stralsund auf dem Gebiet eines dänischen Lehens lag, war es nahezu selbstverständlich, dass die Stralsunder ihre ersten Handelsbeziehungen nach dort knüpften. Nachgewiesen sind diese erstmals im Jahr 1249. Für dieses Jahr belegte eine Urkunde, dass Schiffbrüchige aus den rügenschen Fürstentümern vom Strandrecht auszunehmen waren. Wichtig für die Kaufleute der Stadt der Aufbau und der Pflege von Handelsbeziehungen zu Kaufleuten aus Flandern (Brügge), Spanien, Italien, Frankreich und dem süddeutschen Raum. Handelsbeziehungen existierten ferner nach England und Schweden, Probleme bereiteten die Beziehungen nach Norwegen. Dafür lief das Geschäft mit Händlern aus dem baltischen Raum hervorragend. Nowgorod (Peterhof), Riga, Reval und Pskow waren Ziele von Fernreisen. Dass gerade der Handel im Osten bedeutende Gewinne erbrachte, zeigt noch heute das Rigafahrergestühl (auch Nowgorodfahrergestühl genannt) in der Nikolaikirche. Wichtigste Gilde der Kaufmannschaft war zu damaliger Zeit in Stralsund die der Gewandschneider.
Die erstarkende Wirtschaftskraft brachte den Vorteil mit, dass sich die Stralsunder von ihren Landesherren, den rügenschen und später den pommerschen Fürsten, weitreichende Privilegien erkaufen konnten, die beinahe an eine Autonomie heranführten. Allerdings blieb Stralsund der rechtliche Status einer Freien Stadt, wie ihn Lübeck oder Hamburg erreichten, immer verwehrt – dafür spielte Stralsund eine zu große strategische Rolle in den Plänen der jeweils Herrschenden.
Mit der zweiten Verleihung des Stadtrechts im Jahr 1240 hatte Stralsund vom Fürsten Wizlaw I. an das Stadtgebiet angrenzenden Wald sowie die Feldmark des alten Fährdorfes erworben und zudem neben der Insel Strale Äcker und Weiden geschenkt bekommen. Diese Stadtfeldmark genannten Flächen wurden an Stralsunder Bürger verpachtet. Die in Geld oder Naturalien zu entrichtende Pacht bildete schnell eine der Haupteinnahmequellen der Stadt neben dem Zoll auf Waren und den Verbrauchssteuern und Mieten. Städtischer Grundbesitz wurde in Zeiten dringenden Geldbedarfs ausschließlich an Stralsunder Bürger verkauft, gemäß Lübischem Recht war der Verkauf an „Geistliche, Ritter oder Ritterbürtige“ untersagt: Die Bürgerschaft wollte einmal gewonnenes Eigentum keineswegs wieder an Adlige oder an die Kirche abtreten.
Noch im 13. Jahrhundert dehnte die Stadt ihren Grundbesitz deutlich über die einstigen Grenzen der Feldmark aus. 1290 wurden die Dörfer Voigdehagen und Lüdershagen erworben. Von Wizlaw I. ließ sich die Stadt das Eigentum nochmals schriftlich bestätigen und dazu das Recht einräumen, auch künftig Erwerbungen von Grundbesitz außerhalb der Stadtmauern zu tätigen. 1301 kam das Dorf Vogelsang, 1302 Lüssow in städtischen Besitz. 1306 erwarb Stralsund Weideland auf dem Zingst, 1321 dann auch die Dörfer Devin, Tessekenhagen, Zitterpenningshagen, Wendorf, Lützow, Langendorf und Kedingshagen. 1306 schließt das Kloster Hiddensee einen Vertrag mit der Stadt, über die Errichtung eines Leuchtturmes, genannt Luchte, bei der Gellenkirche auf Hiddensee an der nördlichen Zufahrt in den Strelasund.

### Mitglied der Hanse ab dem 13. Jahrhundert
Die (Gründungs-)Mitgliedschaft und teilweise bedeutende Rolle in der Hanse prägten den Charakter der Stadt, gaben ihr ein Selbstverständnis, welches sich wiederum in einer Zunahme der politischen und wirtschaftlichen Macht niederschlug. Mit der Stadtgründung wurden wirtschaftliche Interessen der anderen Ostseestädte berührt: So hatte Lübeck bis dato diverse Handelsprivilegien im Fürstentum Rügen inne, die zwar offiziell nicht endeten, durch die Existenz eines aufstrebenden Konkurrenten jedoch faktisch beschnitten wurden. Im Jahre 1249 eroberte Lübeck mit seiner Flotte nach dem Sieg über den Dänenkönig und der Eroberung des Kopenhagener Schlosses die neue Konkurrentin am Strelasund und brannte sie nieder. Stralsund wurde wieder aufgebaut, andere Konkurrenten wie Schadegard durch Einflussnahme der Stralsunder beim rügenschen Fürsten verdrängt. Den Handel treibenden Bürgern der Städte entlang der Ostseeküste jedoch war klar, dass ihr Wohl eher in einem Zusammengehen als in Zwist liegen würde; nur so konnten sie auch langfristig ihre Interessen gegen die der Adligen durchsetzen. 1265 schloss Stralsund einen Vertrag mit Demmin und 1267 mit Tribsees, in welchen weitgehende Rechtshilfen besiegelt wurden. 1278 erwarb Stralsund zusammen mit Lübeck, Rostock, Wismar und Greifswald die Zollfreiheit auf den Märkten in Hvidanger (Dänemark). 1283 waren es wieder diese Städte sowie Stettin, Demmin und Anklam, die im Rostocker Landfrieden Verträge mit den Landesfürsten schlossen. Darin wurde den Städten erstmals auch das Recht eingeräumt, Bündnisse zu schließen.

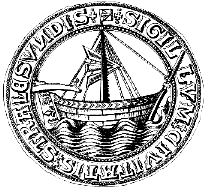
Stralsunder Siegel im 13. Jahrhundert

Bereits Ende 1283 bewährte sich dieses Bündnis erstmals in der Blockade der norwegischen Häfen im Streit zwischen Norwegen und den deutschen Handelsstädten. 1293 verpflichteten sich Stralsund, Lübeck, Rostock, Wismar und Greifswald zu gegenseitigem Beistand, was nach diplomatischen Maßnahmen der Städte füreinander auch das Aufstellen gemeinsamer Kriegsflotten vorsah. Der Grundstein für die Städtehanse („Hanse“ bedeutet „Schar“) war gelegt.
In der Folgezeit offenbarten sich immer wieder die großen Vorteile, die das Bündnis für die Handelsstädte bot. So wurden den deutschen Hansestädten in Norwegen günstige Zölle eingeräumt; 1358 sicherte König Magnus den Stralsunder Bürgern seinen besonderen Schutz zu, sofern sie Norwegen als Handeltreibende besuchten. Auch im Handel mit England war die Hanse ein Trumpf für die Kaufleute. Und als es im Handel mit Flandern 1356 zu Streitigkeiten um das Hansekontor in Brügge kam, die durch diplomatische Bemühungen nicht bereinigt werden konnten, wendeten die Hansestädte das bewährte Mittel der Blockade an: 1360 gab Flandern den Hansestädten nach. Weitere Handelspartner waren Kaufleute aus Westfalen (auch auf dem Landwege wurden Waren gehandelt, so sind rege Geschäfte der Stralsunder Kaufleute mit Dortmund und Soest belegt), Elbing, Kolberg, Litauen und Nowgorod.
Mit dem Handel entwickelte sich auch das produzierende Gewerbe. Die Handwerker hatten sich in Ämtern (Zünfte) organisiert, die nach Gewerken unterschieden wurden. Erstes nachweisbares Amt in Stralsund war das der Schuhmacher, welches 1290 belegt ist. An der Spitze der Ämter standen die gewählten Altermänner (Zunftvorsteher). Im Gegensatz zu den Kaufleuten hatten die Ämter keinerlei politische Mitbestimmung. Das Lübische Recht gestattete nur Kaufleuten die Erlangung der Mitgliedschaft im Rat der Stadt. Altermänner konnten nur im Beisein eines Ratsherren gewählt werden und mussten den Beschlüssen der Ratsherren stets nachkommen. Widerspruch wurde bestraft: 1340 wurde ein Böttchermeister, der die Absetzung des mit der Zustimmung des Rates gewählten Altermannes seines Amtes gefordert hatte, aus der Stadt verbannt. Die Aufnahme in ein Amt war streng reglementiert. Der um Aufnahme bittende Handwerker musste seine eheliche und vor allem freie Geburt nachweisen, ein Meisterstück vorweisen, einen finanziellen Obolus an das Amt und eine Weinspende an die Altermänner entrichten, das Bürgerrecht vor dem Rat erwerben und ein bestimmtes Vermögen nachweisen. Die Zahl der Mitglieder eines Amtes war begrenzt. Die Ämter legten zudem fest, wie viele Gesellen die Meister beschäftigen und wie viele Aufträge sie annehmen durften. Streitigkeiten waren zuerst den Altermännern vorzutragen, bevor der Rat angerufen wurde. Dies ergab sich aus dem Lübschen Recht, das den Ämtern die sog. Morgensprache (morgensprak) einräumte. Hierbei handelte es sich um die Regelung innerer Angelegenheiten auf Versammlungen der Ämter.
Die Städte waren in einer fatalen Situation, die aus ihrer Lage innerhalb von Ländern feudaler Herrscher wie z. B. der Dänen resultierte. Diesen gaben sie Geld gegen Privilegien. Als sich die Fürsten und Könige wiederum ihrer Einflussnahme auf die reichen Städte weitgehend beraubt sahen, machten sie mobil gegen die Seestädte: 1311 zog im Markgrafenkrieg eine vereinigte Streitmacht aus Dänemark, Sachsen, Braunschweig, Thüringen, Meißen, Polen, Brandenburg, Holstein, Magdeburg, Bremen und Wittenburg zuerst gegen Wismar und Rostock, die von den Streitmächten erobert wurden. Stralsund kaufte sich 1313 frei und verzichtete auf einen Großteil seiner bisherigen Privilegien. Drei Jahre später hatte sich die Lage grundlegend geändert: Nachdem sich Stralsund mit den Brandenburgern verbündete, wurde 1316 die Belagerung Stralsunds durch dänische und mit den Dänen verbündete Truppen gebrochen. Die Gefangennahme des Herzogs von Sachsen-Lauenburg brachte der Stadt hohe Lösegelder, nach dem Bruch der Koalition gegen Stralsund konnte die wieder erstarkte Stadt ihre Privilegien sogar noch ausbauen, so erwarb Stralsund den Stralsunder und den rügenschen Zoll sowie die Münze im Fürstentum, dazu die Schirmherrschaft über die Schulen und die fürstlichen Mühlen vor der Stadt.
Nachdem mit dem Tode des rügenschen Fürsten Wizlaw III. die Besitzfrage über das Fürstentum aufkam, verbündeten sich Dänen und Mecklenburger zur Übernahme der Macht dort. Stralsund schlug mit dem holsteinischen Verbündeten jedoch 1327 die Mecklenburger; das Fürstentum Rügen vereinigte sich mit dem Herzogtum Pommern-Wolgast. Nach dem Ende dieser langen kriegerischen Auseinandersetzungen, die die wirtschaftliche Entwicklung stark gehemmt hatten, blühten der Handel und die Wirtschaft Stralsunds schnell wieder auf. Durch das dank der Vereinigung der Länder erweiterte Wirtschaftsgebiet und den Ausbau des Fernhandels hatte Stralsund große Vorteile. Der Ostseehandel bekam jedoch mit den Auseinandersetzungen zwischen dem König Magnus von Schweden und Norwegen und dem holsteinischen Herrscher in Dänemark einen Dämpfer, da sich Piraterie immer mehr zum Hindernis entwickelte. Erst 1343 konnten die Mitgliedsstädte der Hanse in einem Vertrag mit König Magnus diese Hindernisse abstellen.

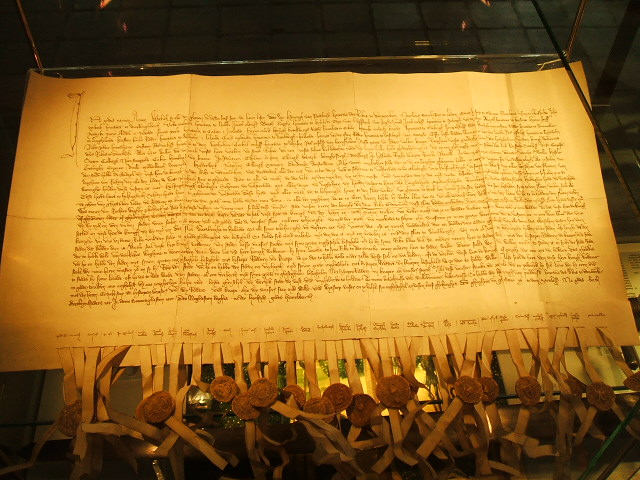
Urkunde des Stralsunder Friedens von 1370

### Der Stralsunder Frieden von 1370
Siehe Hauptartikel: Friede von Stralsund
Stralsunds Rolle im Wendischen Quartier der Hanse war zu dieser Zeit zweifellos gleich hinter Lübeck anzusetzen. Diese politische Bedeutung Stralsunds fand ihren Ausdruck in der Wahl Stralsunds für die Besiegelung der Ergebnisse der Verhandlungen der Hanse mit dem dänischen Rat, was als Stralsunder Frieden in die Geschichte einging.

### Die Stadtverfassung von 1391
Nach dem Sieg über Dänemark blühte der Handel erneut auf. Von diesem Aufschwung profitierten nahezu alle Schichten in Stralsund. Politisch jedoch war weiterhin einzig der Rat bestimmend, weder die Ämter noch andere Handwerker hatten Mitbestimmungsrechte. Dies führte in allen Hansestädten zu Unruhen, die sich 1391 auch in Stralsund in Erhebungen äußerten. Die Stralsunder Ratspolitik bestimmte seit 1361 maßgeblich der Bürgermeister Bertram Wulflam mit. Zwischen 1361 und 1385 nahm er als Vertreter Stralsunds an 59 Hansetagen teil, in den beiden Kriegen gegen Dänemark hatte er sich großes Ansehen erworben und seine Macht gefestigt. Am Alten Markt hatte er sich gegenüber dem Rathaus ein Handels- und Wohnhaus (Wulflamhaus) bauen lassen, dessen Front dem Rathaus zugewandt war. Sein Handeln wurde immer diktatorischer und selbstherrlicher. Zudem erregte auch sein Sohn Wulfhard Wulflam mit Herrschsucht und Willkür Aufruhr. Während Bertram Wulflam durch seine Leistungen für Stralsund Ansehen genoss, konnte Wulf Wulflam, der seine politischen Ämter auf Betreiben seines Vaters erhalten hatte, nicht mit Erfolgen aufwarten. Eine von ihm befehligte Streitmacht, die gegen Seeräuber vorgehen sollte, scheiterte 1385. In der Folge mussten die Hansestädte 1386 mit den adligen Seeräubern ein demütigendes Waffenstillstandsabkommen abschließen. Unfriede zog in Stralsund ein und brachte den Rat dazu, den Wulflams nicht gewogene Ratsherren aufzustellen. Einer von ihnen war Karsten Sarnow, der 1391 in einem Unternehmen gegen Seeräuber diese vernichtend schlagen konnte, was ihm in Stralsund einen guten Stand sicherte. Sarnow, in Opposition zu den Wulflams und der hergebrachten Stadtverfassung stehend, erzwang am 2. Mai 1391 eine Reform dieser Stadtverfassung.
Alle geltenden Ratsverfassungen (willköre) wurden außer Kraft gesetzt und u. a. eine Vertretung der Altermänner, die Gemeindealtermännervertretung, geschaffen. Damit gewannen die Ämter erstmals einen Einfluss auf die Geschicke der Stadt. Im selben Jahr 1391 führte eine Missernte zu Not und Verdruss. Die aus der Stadt vertriebenen Wulflams erwirkten am 18. Oktober 1392 einen Beschluss der übrigen Hansestädte, der Stralsund den Ausschluss aus der Hanse angedrohte, sofern nicht die alte Verfassung wiederhergestellt würde. Die Stimmung in Stralsund wendete sich gegen Sarnow; er wurde am 21. Februar 1393 auf dem Alten Markt hingerichtet. Die Stadtverfassung wurde kassiert.
Weiterhin gab es Auseinandersetzungen der Stralsunder mit ihren Landesherren oder fremden Mächten, aber auch intern waren Streitigkeiten keine Seltenheit. So etwa 1407, als die Stralsunder im Papenbrand thom Sunde drei Priester verbrannten, denen sie Hochmut vorwarfen. Im Streit zwischen Dänemark und Holstein zu Beginn des 15. Jahrhunderts versuchten beide Herrscher, die Hanse auf ihre Seite zu ziehen. 1423 schloss die Hanse ein Bündnis mit dem dänischen König Erich, das dieser allerdings 1426 brach, indem er strikte Handelsbeschränkungen wie den Sundzoll erließ, die die Hanse schwer trafen. Am 22. September 1426 schlossen Lübeck, Hamburg, Lüneburg, Wismar, Rostock und Stralsund ein Kriegsbündnis gegen König Erich und verbündeten sich mit den Herzögen von Schleswig. Nur 18 sächsische Hansestädte schlossen sich dem Bündnis an, die preußischen Städte verweigerten die Zusammenarbeit, wie auch die beiden Mitglieder des wendischen Viertels Greifswald und Anklam. Diese beiden wurden daraufhin aus der Hanse ausgeschlossen. Stralsund stand unter pommerscher Landesherrschaft, die wiederum eng mit Dänemark verbandelt war, wies jedoch diplomatischen Druck von dieser Seite zurück. 1427 brachen die Auseinandersetzungen aus, es kam zum Krieg der Kalmarer Union gegen die Hanse. Nach anfänglichen großen Erfolgen der Hansestädte erlitt am 11. Juli 1427 die 36 Schiffe starke Flotte der Hanse unter Kommando des Lübecker Bürgermeisters Tidemann Steen im Strelasund eine schwere Niederlage. In den Städten wurde Protest laut gegen den Rat, so auch in Stralsund. Im Januar 1427 bildete sich eine oppositionelle Gruppe unter Führung der Brauer, die allerdings von Bürgermeister Nikolaus von der Lippe niedergeschlagen wurde. Trotz der inneren Unruhen wurde der Krieg weitergeführt. Kaperkrieg und Angriffe auf Dänemark und Norwegen wurden forciert. Im Gegenzug rüstete Dänemark eine 77 Schiffe starke Flotte aus, die am 5. Mai 1429 Stralsund angriff. Vollkommen überrumpelt, gab es keinerlei nennenswerte Gegenwehr seitens der Stadt. Die Dänen kaperten die Stralsunder Schiffe; einige entführten sie, andere wurden in Brand gesetzt. Da sich die Dänen für ihre Rückfahrt einige Tage Zeit ließen, die sie zum Brandschatzen und Räubern im Strelasund nutzten, konnten die Stralsunder sechs neu im Hafen eingetroffene Schiffe aus Wismar bzw. Lübeck zu Kriegsschiffen umrüsten und gegen die dänische Flotte ziehen lassen. Dieses Seegefecht beim Dänholm wurde ein Erfolg, dem die Dänen sich nur durch Flucht und unter großen Verlusten an Menschen und Schiffen entziehen konnten. Zum Andenken an diesen Erfolg nannten die Stralsunder fortan die Insel Strale den Dänholm.

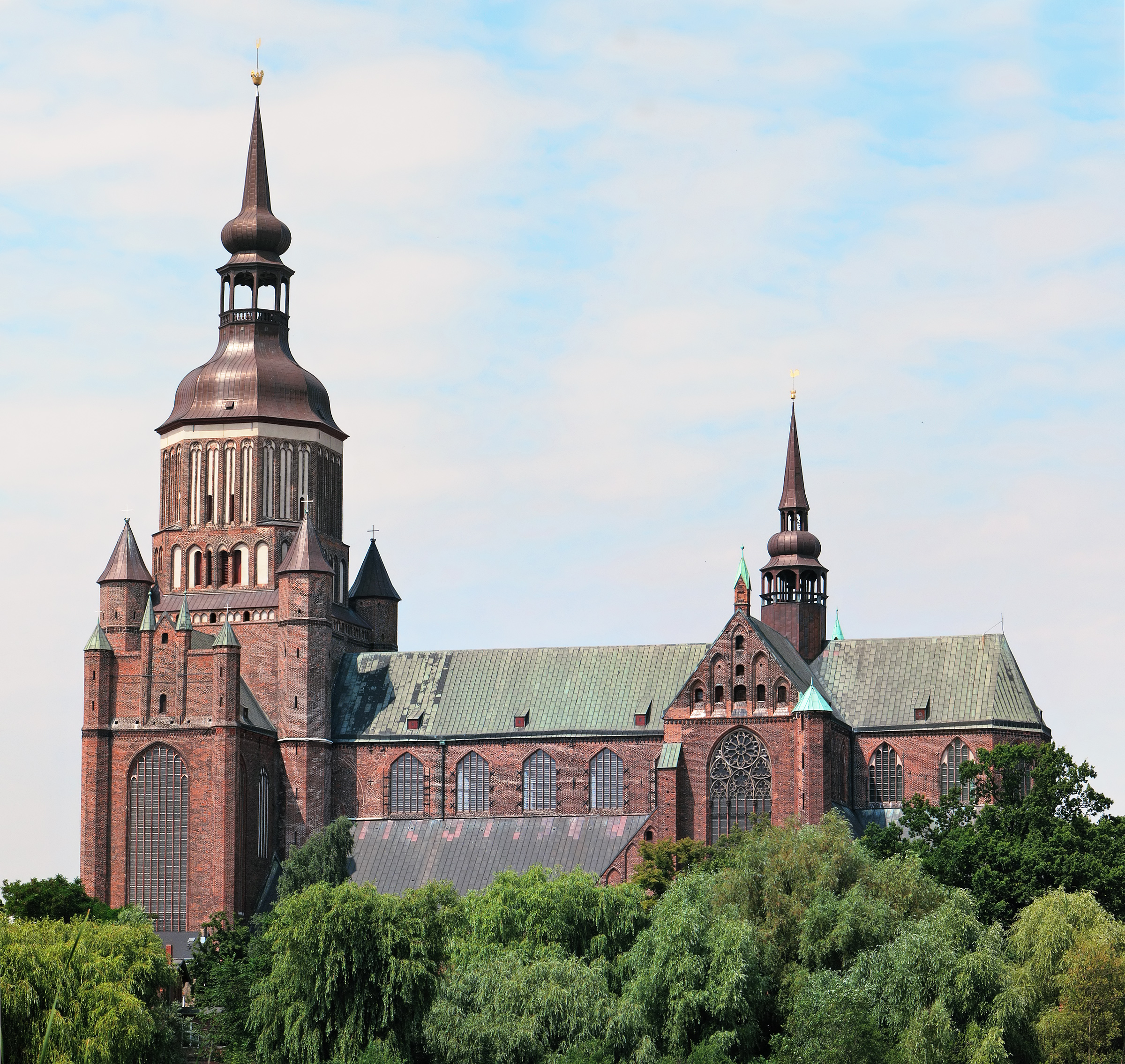
Stralsunder Marienkirche (2006)

Die folgende Zeit war durch Diplomatie bestimmt. Im Jahr 1430 schloss Stralsund einen Separatfrieden mit König Erich ab, der bei den Bündnispartnern Widerstand weckte. Stralsund jedoch hatte guten Grund für diesen Friedensschluss, denn infolge des Krieges mied auch der Handel der neutralen Städte den Strelasund und verlagerte sich auf den Landweg. Nach dem Separatfrieden stand Stralsund zwischen den Parteien; erst als König Erich 1435 mit allen Hansestädten den Frieden von Vordingborg schloss entspannte sich die Lage. Es hatte sich gezeigt, dass die Hanse keineswegs so einig war wie in den Anfangsjahren.

### Blütezeit im 15. Jahrhundert
Das 15. Jahrhundert wurde zur Blütezeit Stralsunds. Fernhandel und Schifffahrt waren die wichtigsten Wirtschaftsfaktoren. Zu den bisherigen Handelspartnern traten Schottland und Spanien. 350 Kaufleute betrieben um 1450 den Fernhandel, davon gehörte die Hälfte zu den Gewandschneidern. Um das Jahr 1421 verzeichnete das Stadtbuch insgesamt 13 Werften. 1488 gründen 50 Schiffer die St. Marienbruderschaft der Schiffer in Stralsund, den Vorläufer der Stralsunder Schiffercompagnie. Die Stralsunder besaßen das Handelsmonopol auf der gesamten Insel Rügen und kontrollierten beide Fährverbindungen zwischen Rügen und dem Festland, nämlich der Fähre zwischen Altefähr und Stralsund (Strelasundquerung) sowie zwischen Glewitz und Stahlbrode. Das Bauwesen erlebte einen gewaltigen Aufschwung, sowohl durch die Erneuerung der bestehenden und den Aufbau weiterer Festungsanlagen als auch durch den Bau prächtiger Giebelhäuser durch Stralsunder Kaufleute. Auch die Schaufassade des Rathauses wurde nun errichtet. Ebenso wurden die Stralsunder Kirchen ausgebaut, insbesondere wurde die Marienkirche wieder aufgebaut.
Erst im 15. Jahrhundert wird in Stralsund auch buchstäblich Geschichte geschrieben. Umfangreiche Aufzeichnungen, wie sie etwa in Lübeck überliefert sind, gibt es aus Stralsund nicht. Nur zwei sehr kurze Chroniken eben aus dem 15. Jahrhundert, geschrieben wahrscheinlich von Mönchen, sind erhalten geblieben und zeugen u. a. von der Installation der Uhr an der Marienkirche im Jahre 1411 oder dem Bau einer Wasserleitung 1418. Eine dritte Chronik existiert nur noch in Fragmenten – möglicherweise aber war gerade diese sehr viel umfangreicher als die beiden anderen. Bei der Erforschung der Stralsunder Geschichte ist man somit zumeist auf Quellen anderer Städte angewiesen. Allerdings bieten erhalten gebliebene Stadtbücher durchaus wichtige Anhaltspunkte. Zudem ist das Stralsunder Stadtarchiv sehr umfangreich, es beherbergt z. B. die älteste papierne Urkunde Dänemarks.
Am Ende des 15. Jahrhunderts offenbarte sich immer mehr der Konflikt zwischen den Städten und den umgebenden Fürstentümern. Bogislaw X. Herzog von Pommern (1474–1523) zentralisierte sein Reich und erteilte damit den pommerschen Städten, die nach mehr Unabhängigkeit strebten, eine Abfuhr. Er erhöhte die Zölle, nahm selbst Handelsbeziehungen zu fremden Ländern auf und ließ Ländereien, die schon einmal an Bürger verkauft worden waren, einziehen und dann an die Bürger verpachten. Nur unter großen Anstrengungen gelang es Stralsund, seine Privilegien bis zum Anfang des 16. Jahrhunderts zu bewahren.
Aus einem erhalten gebliebenen Steuerregister vom Beginn des 16. Jahrhunderts, welches die Einnahmen der Stadt aus einer Sondersteuer zur Sicherung der Privilegien in Dänemark, Norwegen und Schweden auflistet, ergibt sich ein Bild der Sozialstruktur Stralsunds. Die Liste unterteilt die Einwohner nach ihrem Vermögen in sieben Gruppen. Demnach gehörten zu den wohlhabendsten Einwohnern die Ratsherren, die Mitglieder der Gewandschneiderkorporation waren. Sie stellten 0,5 Prozent der Stralsunder. 1,2 Prozent stellte die zweite Gruppe, die ebenfalls aus Gewandschneidern und aus Großkaufleuten bestand. In der dritten Gruppe der Bürger, 3,9 Prozent umfassend, waren ebenfalls Mitglieder der Gewandschneider und Großkaufleute gelistet. In der vierten Gruppe, 7 Prozent der Bevölkerung umfassend, finden sich kleinere Kaufleute und vereinzelt auch Handwerksmeister. Viele der Handwerksmeister, besonders die Knochenhauer, Bäcker und Böttcher, finden sich in der 6,7 Prozent der Bevölkerung umfassenden fünften Gruppe. Die sechste Gruppe, 35 Prozent umfassend, vereint die restlichen Handwerksmeister. In der siebten Gruppe, die 45,7 Prozent der Stralsunder Bevölkerung umfasst, befinden sich die Besitzlosen: Träger und Tagelöhner. Nicht besteuert und daher nicht in der Aufstellung erfasst wurden die Unselbständigen (Gesellen, Dienstboten und Arme).

### Reformation in den 1520er Jahren
Zu Beginn der 1520er Jahre drang auch nach Pommern die Reformation. Ausgehend vor allem vom Kloster Belbuck, an dessen Klosterschule Johann Bugenhagen als Lektor tätig war, verbreitete sich die Lehre im Norden. Zwei Schüler Bugenhagens, Christian Ketelhot und Johann Kureke, kamen auf der Flucht wegen ihrer reformatorischen Ansichten 1523 nach Stralsund; ihr Ziel war Livland. Beide setzten ihre Flucht jedoch nicht fort, sondern predigten in Stralsund, was vor allem in den unteren und mittleren Schichten der Bevölkerung Anklang fand. Sie wurden dabei von Mitgliedern der Bürgerschaft, wie Franz Wessel, unterstützt. Der Rat der Stadt allerdings nahm klar dagegen Stellung und damit schon bald gegen einen großen Teil der Bürger. Nach Konflikten mit den Bürgern ließ sich der Rat, allen voran Nikolaus Smiterlow, ebenfalls auf die reformatorischen Lehren ein. Gegen diese Strömungen rebellierte die katholische Geistlichkeit. Sie versuchte, vor allem Ketelhot zu verleumden. Auch die Hanse sah in der Reformation ein Ärgernis. Allerdings musste sie von ihrer Forderung an Stralsund und Wismar auf dem 1525er Hansetag in Lübeck, den neuen Glauben und die martianischen secten zu verfolgen, Abstand nehmen. Ende 1525 gestand der nächste Hansetag bereits jeder Stadt die Entscheidung über ihre Prediger selbst zu. Die pommerschen Herzöge, mehrheitlich gegen die Reformation eingestellt, konnten die Verbreitung in Stralsund nicht aufhalten. Johannes Aepinus schuf die neue Kirchenordnung, die erste evangelische in Deutschland.
Der Rat der Stadt bekannte sich zwar zur Reformation, verweigerte aber weiter soziale Änderungen. Mit Unterstützung der Franziskaner aus dem Stralsunder Johanniskloster erstarkte die bürgerliche Bewegung. Wortführer war Roloff Möller, der, obschon selbst Mitglied der Gewandschneiderzunft, der oppositionellen Bewegung beitrat und diese sogar anstachelte. Spontan zogen im Jahr 1524 Bürger zum Rathaus und ließen sich dort vom Rat einen Rezess unterschreiben, dass ein sogenannter „48er-Ausschuss“ (nach der Anzahl der Mitglieder benannt) der Bürger fortan über dem Rat regieren sollte. Der 48er-Ausschuss ließ am 10. April 1525 alle Armen zu einer Sichtung in die Nikolaikirche beordern, um diejenigen zu kennzeichnen, denen das Betteln erlaubt sei. Hierbei entstand ein allgemeiner Tumult, in dem sich auch der Unmut der Armen ob ihrer Situation entlud. In der Folge wurden Altäre und Kapellen beschädigt. Der Aufstand breitete sich schnell aus, die Johanniskirche wurde gestürmt und geplündert, ebenso die Behausungen der Mönche. Weitere Zerstörungen und Plünderungen folgten im Brigittenkloster und im Kloster St. Annen und St. Katharinen. Vor allem Gesellen, Bootleute, Mägde, Tagelöhner, Knechte sowie Arme waren am Stralsunder Kirchenbrechen beteiligt. Nur durch die Aufstellung einer 900 Mann starken Truppe konnten die Aufständischen gestoppt werden.
Die Furcht nach dem Kirchenbrechen ausnutzend, ließ sich der 48er-Ausschuss weitere Privilegien vom Rat einräumen. Zudem wurden 1525 neun der Mitglieder zu Bürgermeistern ernannt, unter ihnen Roloff Möller und Franz Wessel. In den Folgejahren wurde auf diese Art nahezu der gesamte Rat neu besetzt, so dass nunmehr die Bürger die herrschende Rolle einnahmen. Die alten Ratsfamilien waren nahezu vollständig zurückgedrängt worden. Keine Machtbeteiligung erhielten weiterhin die Handwerksmeister. Die Kirchenbrecher von 1525 wurden bald sowohl vom 48er-Ausschuss als auch von den Reformatoren als loses Gesindel und Gottlose bezeichnet. Die Mitglieder des Ausschusses nutzten die Stellung im Rat mehr und mehr zu ihren eigenen Gunsten aus, was 1534 zum Sturz des Ausschusses führte. Die Kaufmannschaft baute ihre neu erworbene Machtstellung aus und herrschte schon bald uneingeschränkt wie vorher die patrizischen Ratsherren.
Im Jahre 1575 wurde für das Stralsunder Stadtgebiet ein eigenes Stralsunder Konsistorium errichtet, das als kirchliches Gericht bis 1849 bestand.

### Bildung und Schulwesen nach der Reformation
Nach der Reformation wurde in Pommern auch das Schulwesen grundlegend geändert, so auch in Stralsund. Der Landtag hatte im Jahre 1534 eine von Johann Bugenhagen reformierte Ordnung beschlossen, die nach und nach in ganz Pommern durchgesetzt werden sollte. In Stralsund wurden 1560 die drei Kirchgemeindeschulen im seit 1555 nicht mehr als Kloster genutzten Katharinenkloster zusammengeführt. Die siebenklassige Lateinschule, an der auch Lesen, Schreiben und die neue Religion unterrichtet wurden, war zur zentralen Bildungsstätte der Stralsunder Bürger geworden und trug bald den Namen Gymnasium Stralsund. Ein langjähriger Rektor war Kaspar Jentzkow 1569–1598.
Schule und Bildung gewannen zunehmend an Bedeutung. Dies schlägt sich in zahlreichen Aufzeichnungen nieder, die ab dem 16. Jahrhundert vom Leben in Stralsund berichten. Reiche Kaufleute und bestellte oder selbst ernannte Chronisten zeigen das mittelalterliche Leben auf. Der lutherische Prediger Johann Berckmann schrieb eine die Jahre 1124 bis 1560 umfassende „Stralsundische Chronik“, in der er die letzten 50 Jahre aufgrund eigenen Erlebens besonders umfangreich schildert. Der Bürgermeister Nikolaus Gentzkow legte in den Jahren 1558 bis 1567 sein Leben in einem Tagebuch dar, welches auch sehr genaue Angaben über das Privatleben der Kaufleute in Stralsund enthält. Ein von Joachim Lindemann im Jahre 1531 begonnenes Memorialbuch (in Frühneuhochdeutsch verfasst) wurde von anderen Schreibern bis 1611 fortgesetzt. In Mittelniederdeutsch schrieb Gerhard Hannemann, Untervogt des Gerichts, sein Tagebuch der Jahre 1553 bis 1587. Das Leben des Bürgermeisters Franz Wessel wurde von Gerhard Dröge ausführlich beschrieben. Und auch der Bürgermeister Bartholomäus Sastrow lässt – in einer Autobiografie der Jahre 1520 bis 1555 – Einblicke in das Leben der Ratsherren und Bürger Stralsunds zu. Diese Chroniken sind Zeugnis des Willens der Stralsunder Bürger im 16. Jahrhundert, Wissen zu erwerben, zu mehren und weiterzugeben. Bis dahin war es außerhalb von Klöstern unüblich gewesen, Tagesgeschehen aufzuzeichnen. Das Bürgertum des 16. Jahrhunderts hatte hier eine neue Rolle eingenommen. Ergänzt werden diese Chroniken von der bedeutenden „Pomerania“ des pommerschen Chronisten Thomas Kantzow.

### Abkehr von der Hanse zu Ende des 16. Jahrhunderts
Stralsunds Handel mit den Städten entlang der Ostseeküste sowie mit Nord- und Nordwesteuropa gedieh weiterhin. Vor allem landwirtschaftliche Erzeugnisse aus Stralsunds Umgebung wurden gehandelt und waren begehrt. Importiert wurden vor allem Fisch sowie Salz, Gewürze und Wein. Handelsgesellschaften wurden gegründet mit mehreren Vorteilen: So konnte durch die Bereederung eines Schiffes durch mehrere Händler das Risiko, eine volle Schiffsladung infolge von Piratenüberfällen zu verlieren, gemindert werden, da die Fracht der Kaufleute auf mehrere Schiffe verteilt wurde; der Schiffer hatte die Ware dann bestmöglich zu verkaufen. Den Gewinn teilten sich die Beteiligten gemäß ihren Anteilen. Ebenfalls an Bedeutung gewann der Geldhandel der Kaufleute. Geld wurde verliehen und brachte somit Kapital. Dass es sich hier oft auch um Wucher handelte, belegt die Tatsache, dass zwischen 1574 und 1595 insgesamt 111 Stralsunder Häuser verpfändet wurden, deren Besitzer das geliehene Geld nicht zurückzahlen konnten. Auch kauften die Bürger Land in der Stralsunder Umgebung zur Sicherung ihrer Handelstätigkeit sowie zur Verpachtung an die bisherigen Eigentümer.
Zunehmende Bedeutung erlangte auch die Bierherstellung. 1594 sind in Stralsund 171 Brauhäuser nachgewiesen, von denen die Mehrzahl Starkbier für den Export per Seehandel herstellte. Mehr und mehr verfolgte Stralsund auch innerhalb des von der Hanse übrig gebliebenen Wendischen Quartiers eigene Interessen. So wurde gegen die bisherigen Statuten und gegen die ausdrücklichen Unmutsbekundungen Lübecks der Handel „über Strand“, d. h. außerhalb der Kontore forciert. Nachdem Verhandlungen mit Dänemark über die Aufhebung der nach dem Dreikronenkrieg (1563–1570) verhängten Beschränkungen gescheitert waren, richtete Stralsund seine Bemühungen erfolgreich auf Schweden. Gegen die Interessen Lübecks wurden mit Schweden Handels- und Zollfreiheiten ausgehandelt. Stralsund entwickelte sich zum Brückenkopf Schwedens auf dem Kontinent.

## 17. Jahrhundert – Im schwedischen Königreich

### Politik (17. Jahrhundert)
Stralsund nahm immer öfter Partei für die Interessen Schwedens in den Kriegen des beginnenden 17. Jahrhunderts. Damit brach es aus der noch 1605 erklärten gemeinsamen Haltung der Hansestädte im Krieg zwischen den Niederlanden, Spanien und England aus. 1628 wirkte sich dieses Bündnis mit den niederländischen Generalstaaten in der Art aus, dass Stralsund bei der Belagerung durch Wallensteins kaiserliche Truppen starke Finanzhilfen aus den Niederlanden erhielt. In den kriegerischen Konflikten Schwedens mit Russland, Dänemark und Polen setzte Stralsund auf die zugesicherten Handelsprivilegien im schwedisch besetzten Teil des Baltikums und Pommerns.
Obwohl Stralsund nie Freie Hansestadt wurde und der Herrschaft der Landesherren von Pommern-Wolgast unterstand, wurde doch ein großes Maß an Selbständigkeit erreicht. War die Stadt mit den Beschlüssen des Landtages, in dem sie vertreten war, nicht einverstanden, wurden diese Beschlüsse nicht durchgesetzt. Dies gelang auch den Landesfürsten nicht; ihr Einfluss auf die Stadt blieb gering. In Kenntnis dieser Tatsache gründete der pommersche Herzog Bogislaw XIII. am Ort des Klosters Neuenkamp die Stadt Franzburg, die Stralsund Konkurrenz bieten sollte. Dieser Plan scheiterte; Franzburg konnte die Rolle einer Konkurrentin Stralsunds nie wahrnehmen.
Auch innerhalb der Stadt wuchs der Einfluss der Stadtherren wieder. Der 48er Ausschuss wurde aufgelöst und die Macht wieder vollständig in die Hände der Patrizier gelegt. 1559 gründeten Großkaufleute, vorwiegend die Altermänner der Gewandschneider, einen neuen Bürgerausschuss, das Hundertmänner-Kollegium.

#### Erbvertrag mit dem Herzog 1615 und Bürgerverfassung 1616
Zu Beginn des 17. Jahrhunderts verschärfte sich in der Stadt die Finanzlage drastisch. Abgaben waren zu leisten an das Reich, die Landesherren und an Gesandte in Handelssachen. Stralsund musste beim Amtsantritt eines Fürsten Huldigungskosten zahlen und den pommerschen Herzog und sein Gefolge beköstigen, sobald dieser in die Stadt kam. Daraus erwuchsen Schulden, die nicht mehr durch Steuern gedeckt war. Die Umlage der Ausgaben auf die Einwohner der Stadt verstärkte den Widerstand der Bürgerschaft gegen den Rat der Stadt. Der 1595 gegen starken Widerstand des Rates, vor allem von Bartholomäus Sastrow, abgeschlossene Bürgervertrag war noch nicht umgesetzt worden, eine Finanzkontrolle seitens der Bürgerschaft nicht möglich. Zudem nahm die Vetternwirtschaft innerhalb des Rates zu. Die Verwandtschaftsbeziehungen der Ratsmitglieder untereinander schürten Unzufriedenheit. Diese Situation machte sich der Herzog von Pommern-Wolgast, Philipp Julius, zu Nutzen. Am 3. Februar 1612 zog er in die Stadt ein und setzte eine Untersuchungskommission ein, die die von der Bürgerschaft beklagten Verfehlungen des Rates zum Thema hatte. Der Herzog präsentierte der Bürgerschaft einen Vertragsentwurf, der neben der Rechenschaftspflicht des Rates gegenüber der Bürgerschaft die Oberaufsicht über die Stralsunder Kirchen durch den Herzog selbst vorsah. Auch die Einsetzung der Geistlichen sollte dem Herzog obliegen. Das Hundertmänner-Kollegium wurde mit Hilfe des Herzogs von Verwandten der Ratsherren und den Altermännern der Gewandschneider befreit. Zum Bürgerworthalter wurde Justquinus von Gosen gewählt.
Da der Rat den Vertrag nicht einhielt, zog der Herzog am 18. März 1612 erneut nach Stralsund ein und berief zwei Bürgermeister, den Protonotarius, vier Ratsmitglieder und den Syndicus der Stadt, Lambert Steinwich, ab. Nachfolger des als zu zögerlich angesehenen von Gosen wurde Heinrich Stamke. Auf dem Hansetag in Lübeck beschwerten sich die beiden später vom Herzog abberufenen Ratsherren Christof Krauthof und Niklas Dinnies über die Einflussnahme des Herzogs. Die Hanse versuchte den Herzog zur Rücknahme seiner Änderungen an den Machtverhältnissen zu bewegen. Philip Julius allerdings sah die geringe Macht der im Niedergang befindlichen Hanse und die ihm ins Konzept passende Opposition der Bürgerschaft gegen das Patriziat und betonte in Schreiben an den Hansetag, dass seine Eingriffe in die Geschicke der Stadt seiner Rechtsgewalt als Reichsfürst entsprachen. Die Stralsund angedrohte Verhansung, d. h. den Ausschluss aus dem Bündnis, sah er gelassen. Im Dezember 1612 setzte der Herzog eine Bürgerkommission ein, welche die geistlichen Güter der Stadt untersuchen sollte. Hierbei stellte sich heraus, dass seitens des Rates eine Misswirtschaft vorgelegen hatte: Ganze Grundstücke waren dem Besitz ohne Nachweise abhandengekommen. Die Bürgerschaft war zutiefst gespalten. Gerade bei der Besteuerung gab es nicht auszuräumende Differenzen in den Ansichten. Die aufkommenden gewaltsamen Zusammenrottungen veranlassten Philipp Julius, Verhandlungen mit dem Rat aufzunehmen, was am 11. Juli 1615 zum Abschluss des Erbvertrages führte. In ihm wurde vereinbart, dass Stralsund sich dem Herzog als Erbherrn zu Gehorsam und Treue verpflichtet. Gesiegelt war der Vertrag vom Herzog, dem Rat, den Vertretern der vier bedeutsamsten Gewerke und den einst von Philipp Julius entmachteten Gewandhausvertretern. Der Herzog musste etliche seiner Forderungen fallen lassen, nachdem ihm die landständischen Ritter in Anbetracht der drohenden großen Macht des Herzogs erfolgreich Widerstand leisteten, was wieder der relativen Eigenständigkeit Stralsunds zugutekam. Die Bürgerschaft jedoch hatte sich durch die Uneinigkeit selbst geschwächt.
Am 14. Februar 1616 wurden auch die Forderungen der Bürgerschaft nach innerstädtischen Veränderungen mit der Siegelung eines Bürgervertrages erfüllt. Der Bürgerschaft wurden Mitbestimmungsrechte eingeräumt. Der Rat selbst führte weiterhin die Verwaltung und repräsentierte die Stadt. Die Kontrolle der Finanzen oblag den Achtmännern, die sich in der Achtmannskammer trafen. Dabei stellten der Rat und das Hundertmänner-Kollegium je vier Vertreter, ersterer zwei Bürgermeister, einen Ratsherren und den Kämmerer, letzterer vier Bürger. Einigkeit wurde auch in der Frage der Steuern erzielt. Das Bürgerrecht wurde reformiert und dem Zuzug von müßigem Gesindel Grenzen gesetzt. Ebenso wurde eine Arbeitspflicht für die Stadt bei Bedarf festgelegt. Der Korruption wirkten Neuregelungen für die städtischen Ämter entgegen.
Der Bürgervertrag bildete fortan bis 1870 die Grundlage für die innerstädtischen Beziehungen. Herzog Philipp Julius, der den Vertrag durch seine Machtbestrebungen und seinen Einsatz ermöglicht hatte, starb 1625; sein Nachfolger Bogislaw XIV. konnte nicht an seine Macht anknüpfen. Die neue Ordnung funktionierte, daher waren Themen wie das im Februar des Jahres 1625 über Stralsund hereinbrechende Sturmhochwasser, das große Schäden angerichtet hatte, die Hexenverfolgungen und die Schwäche des neuen Herzogs die bestimmenden Themen in Stralsund.

#### Allianzvertrag mit Schweden 1630

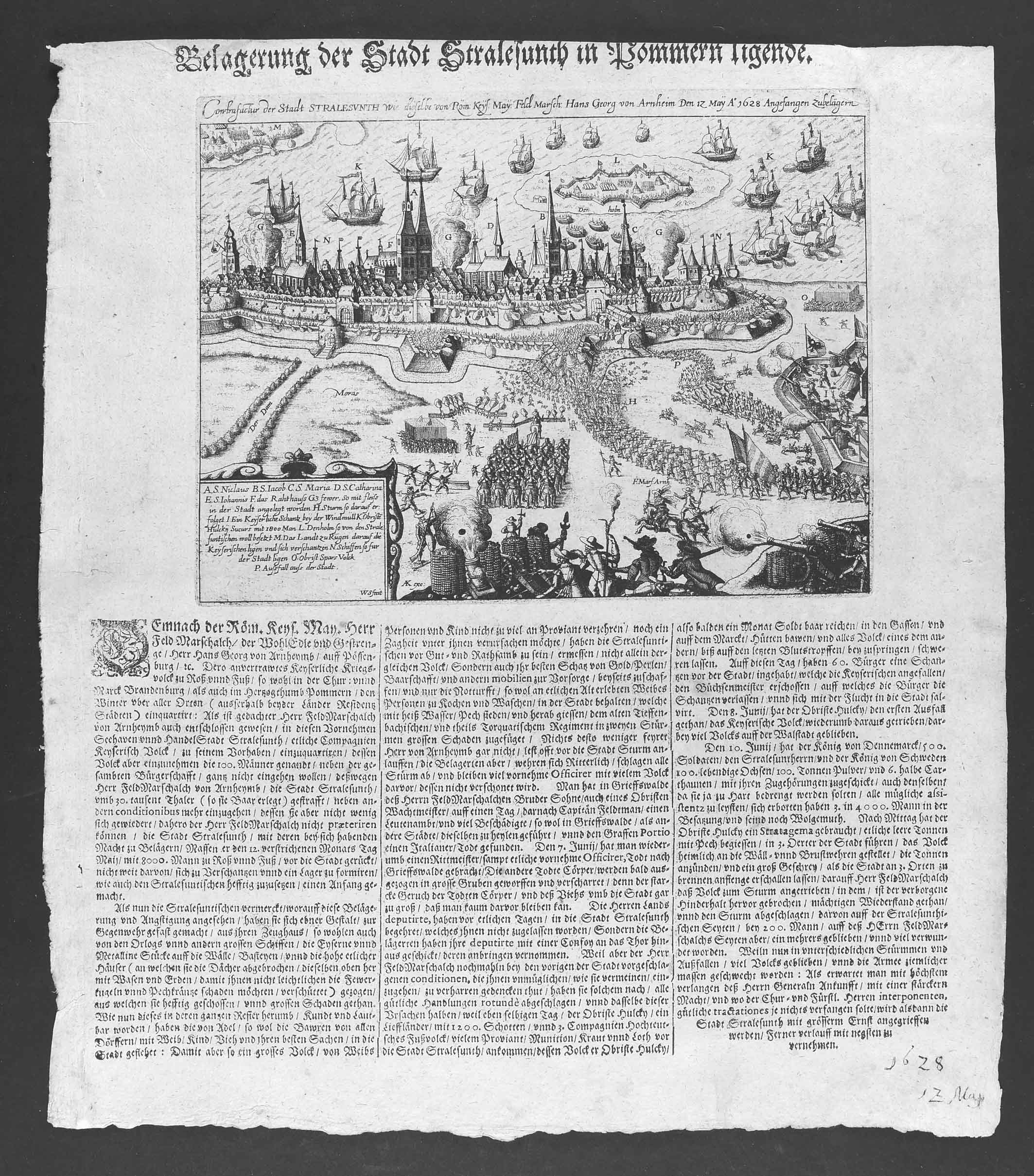
Flugblatt mit der Beschreibung der Belagerung von Stralsund, 1628

Vom Dreißigjährigen Krieg wurde Stralsund lange Zeit nur durch Nachrichten berührt. Stralsund gehörte zu den reformierten Städten, stand aber zunächst nicht in Gegnerschaft zum Kaiser. 1626 verdrängten kaiserliche Truppen die Dänen unter König Christian IV. aus Mecklenburg. Danach war absehbar, dass Pommern zu einem Ziel künftiger Eroberungen würde. Anfang 1627 begannen in Stralsund vorbereitende Maßnahmen zur Verteidigung der Stadt: 100 Söldner wurden angeworben und die nach längerer Friedenszeit dringend erneuerungsbedürftigen Stralsunder Stadtbefestigungen wurden bis zum Frühjahr 1628 wieder aufgebaut. Die Bürger hatten sich für ein Jahr zu bevorraten, die Wachordnung bezog auch Ratsmitglieder ein und Die Stadt erwarb in großem Umfang Kriegsmaterial.
Nach Wismar im Oktober 1627 kapitulierte 1628 auch Rostock. Die mecklenburgischen Herzöge flohen nach Dänemark. Herzog Bogislaw XIV. von Pommern hatte sich zwar immer kaiserfreundlich verhalten; trotzdem besetzten die kaiserlichen Truppen unter Hans Georg von Arnim auch Pommern. In der Franzburger Kapitulation vom 10. November 1627 wurde vereinbart, dass Pommern fortan ca. 20.000 Mann Besatzungstruppen als Einquartierung erhielt. Barth und Greifswald sowie die Insel Rügen wurden von den Kaiserlichen ohne nennenswerten Widerstand eingenommen.
Seit Beginn des Jahres 1628 stand Stralsund in Geheimverhandlungen mit den Königen von Dänemark und von Schweden, die beide Protestanten waren und erklärte Gegner des Kaisers, die sich zudem in ihrer wirtschaftlichen Stellung im Ostseeraum bedroht sahen. Der schwedische König Gustav Adolf war schon 1620 in Stralsund gewesen und hatte hier Beziehungen geknüpft.
Die Kaufleute verdienten zwar an der Belieferung der kaiserlichen Truppen im Umland mit Waffen und anderen Waren, doch wuchs in Stralsund der Widerstand gegen die Besatzung. Bürgermeister Lambert Steinwich versicherte dem Kommissar Graf Ernst Georg von Sparre das Wohlwollen der Stadt, die keine Garnison werden wollte. Verhandlungen mit den kaiserlichen Anführern hatten zum Ziel, sich von Einquartierungen freizukaufen. Oberst von Arnim verlangte anfänglich noch 150.000 Reichstaler, senkte diese Summe zu Weihnachten 1627 auf 100.000 Taler. Der Stralsunder Rat wollte hingegen nur 30.000 Taler zahlen.
Am 11. Februar 1628 wurde im Greifswalder Vergleich eine Zahlung von 30.000 Talern und die Beendigung der Arbeiten an den Stadtbefestigungen vereinbart gegen die Zusicherung, auf eine Einquartierung zu verzichten und auf dem Dänholm keine Schanzen zu errichten. Die Zahlung erfolgte, allerdings wurden die weiteren Bedingungen des Vergleichs von Stralsunder Seite abgelehnt. Weitere Verhandlungen folgten, aber auch Kampfhandlungen: Am 4. April 1628 kapitulierten die Besatzungstruppen auf dem Dänholm vor der Stralsunder Seeblockade, die unter der Führung Peter Blomes und Justquinus von Gosens stand und räumten die Insel. Am 18. April 1628 erteilte Wallenstein aus Jičín den Befehl an von Arnim, entweder eine Garnison in Stralsund unterzubringen oder die Stadt zu belagern. Die Belagerung begann am 13. Maijul. / 23. Mai 1628greg.. Vor Stralsund wurden Truppen zusammengezogen, die Zufahrten zur Stadt wurden gesperrt, einzig der Hafen blieb frei. 1500 Mann Stralsunder Truppen standen allein im Hauptlager von Arnims im Hainholz 8000 Mann gegenüber, die zudem besser ausgerüstet waren. Am 25. Mai 1628 traf auf Bitten des Rates dänische Hilfe in der Stadt ein, bis Mitte August annähernd 2500 Mann. Nach Verhandlungen mit den Schweden wurden auch von dort Hilfstruppen entsandt, die am 23. Juni 1628 in Stralsund landeten. Mit der Annahme der Hilfe erklärter Gegner des Kaisers und dem Abschluss eines Allianzvertrages mit Schweden stellte sich die Stadt offen reichsfeindlich. Dies rief Wallenstein persönlich auf den Plan. Ihm wird (auch in Friedrich Schillers Trilogie „Wallenstein“) der Spruch nachgesagt: „Und wenn die Stadt mit sieben Ketten und Schlössern am Himmel hinge, ich werde sie doch herunter holen!“ Sein Eintreffen im Lager vor Stralsund am 26. Juni 1628 war mit einer Änderung der Strategie verbunden, die zusehends Erfolge zeigte. Immer wieder kam es zu Verhandlungen zwischen dem Rat und den Belagerern.
Nach der Legende schoss ihm ein Verteidiger ein Weinglas aus der Hand, worauf Wallenstein begleitet vom Hohnblasen von den Stralsunder Festungsmauern entnervt abzog. Alljährlich wird dies heute mit den Wallensteintagen gefeiert.
Sicher ist, dass Wallenstein nach Verstärkung der Hilfe aus Schweden und Dänemark und aufgrund widriger Witterung am 15. Juli 1628 abzog und von Arnim am 21. Juli 1628 die Belagerung ganz aufgab. Die letzten kaiserlichen Einheiten zogen am 24. Julijul. / 3. August 1628greg. vor der Stadt ab. Die Belagerung hatte etwa 12.000 Söldnern Wallensteins das Leben gekostet. Im Jahr 2010 fanden im Quartier Frankenhof südöstlich der Stralsunder Altstadt archäologische Untersuchungen statt. Auf der Fläche wurden in zwei Massengräbern 13 Bestattete gefunden, die mit der Belagerung von 1628 oder einer späteren Epidemie in Zusammenhang gebracht wurden. Alle Toten waren männlich und vorwiegend jüngeren Alters zwischen 21 und 25 Jahren, sodass ein militärischer Kontext zu vermuten war. Die durchschnittliche Körperhöhe betrug 1,66 m. Die begrabenen Männer waren in schlechtem gesundheitlichen Zustand. Besonders häufig waren Erkrankungen, die auf unzureichende Lebensbedingungen schließen lassen, wie Kieferhöhlenentzündung oder Entzündung der Mundschleimhaut. Lediglich zwei Männer zeigten unverheilte Hiebverletzungen, die jedoch vermutlich nicht sofort zum Tode geführt hatten. Vermutlich handelt es sich bei den Verstorbenen nicht um Opfer einer Kampfhandlung, sondern um Insassen eines Krankenlagers oder einer ähnlichen Einrichtung, die an Infektionserkrankungen (z. B. Seuchen) starben.
In der Stadt hielten sich 4700 Soldaten aus Dänemark und Schweden auf, die Einwohner litten unter den Folgen der Belagerung und der Versorgung der fremden Hilfstruppen. Der Gesandte des schwedischen Königs traf im August 1628 in Stralsund ein und gemahnte den Rat an die Abmachungen und die bedingungslose Bindung an Gustav Adolf von Schweden. Am 10. September 1630 traf gegen 6 Uhr morgens der schwedische König Gustav Adolf in Stralsund ein, empfangen mit Kanonendonner und dem Läuten aller Kirchenglocken der Stadt, und nahm im Artushof Quartier. Dem Rat der Stadt eröffnete er, dass er zur Sicherstellung des Schutzes Stralsunds 100.000 Reichstaler erwarte. Da die Stadt in finanziellen Nöten war – neben den seit Jahren angehäuften Verbindlichkeiten waren auch noch die für die Verteidigung gegen die Kaiserlichen angeworbenen Söldner zu entlohnen –, fiel das Aufbringen dieser Gelder schwer. Gustav Adolf übereignete dafür der Stadt und privaten Geldgebern diverse fürstliche Güter. Der König besichtigte die Stralsunder Stadtbefestigungen und befahl deren Ausbau. Zudem erlegte er Stralsund eine Garnison auf – eben das, was Stralsund noch kurz zuvor strikt abgelehnt hatte. Die Aufwendungen der Stadt für den Ausbau der Befestigungsanlagen und die Garnison und weitere aufgrund der Besatzung anfallende Posten beliefen sich in den folgenden Jahren auf ca. 40 Prozent der gesamten Ausgaben. Einnahmequellen waren das Kopfgeld, einer nach Standeszugehörigkeit festgelegten Summe, und das Pfundgeld, welches als prozentualer Anteil einer jeden Handelsware an die städtische Kasse abgeführt werden musste. Die Schwedenzeit hatte in Stralsund begonnen.

#### Im schwedischen Reich ab 1630
Immer wieder versuchten Vertreter des Reichs, Stralsund zurückzugewinnen, vor allem nach dem Tod Gustav Adolfs 1632. Diese meist schriftlich vorgebrachten Ansinnen wies die Stadt stets zurück. Eine Stralsunder Abordnung wurde 1645 nach Osnabrück entsandt, um auf dem dortigen Friedenskongress die Rechte der Stadt zu vertreten und möglichst weitreichende Freiheiten zu erlangen. Letztendlich scheiterten diese Bemühungen in ihren Hauptfragen, der Selbständigkeit. Im Westfälischen Frieden wurde Stralsund in Schwedisch-Pommern eingegliedert. Die schwedische Herrschaft über die Stadt brachte auch wegen der von König Karl X. Gustav und seinen Nachfolgern geführten Kriege weitere finanzielle Belastungen. Im Gegenzug allerdings bestätigte Schweden den Stralsundern viele ihrer Privilegien, was der Handelstätigkeit zugutekam.
1675 überfiel Schweden im Schwedisch-Brandenburgischen Krieg die Mark Brandenburg. Sie wurden in der Schlacht bei Fehrbellin geschlagen und in die Defensive gedrängt, womit auch Stralsund wieder Kriegsziel wurde. Erstmals lagerte im Pommernfeldzug 1675/76 im Oktober 1675 in Lüdershagen der brandenburgische Kurfürst Friedrich Wilhelm mit einem Heer vor Stralsund, zog jedoch bald darauf aufgrund des einbrechenden Winters wieder ab. Daraufhin stellte der schwedische Feldmarschall Graf Otto Wilhelm von Königsmarck eine 14.000 Mann starke Armee in der Region Rügen/Stralsund auf. Im September 1677 gelang es den Dänen, auf Rügen zu landen und Schwedens Verbindung zu Vorpommern abzuschneiden. In dieser Situation boten der Dänenkönig und der Kurfürst von Brandenburg der Stadt die Reichsunmittelbarkeit an, sofern sie sich von Schweden lossage. Diesen einstmals angestrebten Status der freien Reichsstadt wies der Rat allerdings zurück und die Unterstützung der schwedischen Truppen Königsmarcks wurde intensiviert. Stralsund, das laut Allianzvertrag keine Soldaten im Kriegsfall stellen musste, bot den Schweden nunmehr freiwillig alle verfügbaren Soldaten an. Im Januar 1678 wurde Rügen innerhalb von fünf Tagen zurückerobert. Vor Stralsund lagernde Truppen griffen jedoch in Einzelaktionen immer wieder die Stadt an und eroberten vor allem Vieh. Die verbündeten dänischen und brandenburgischen Truppen landeten Ende September 1678 auf Rügen. Mit der Einnahme der Insel wurde die Lage für Stralsund hoffnungslos.

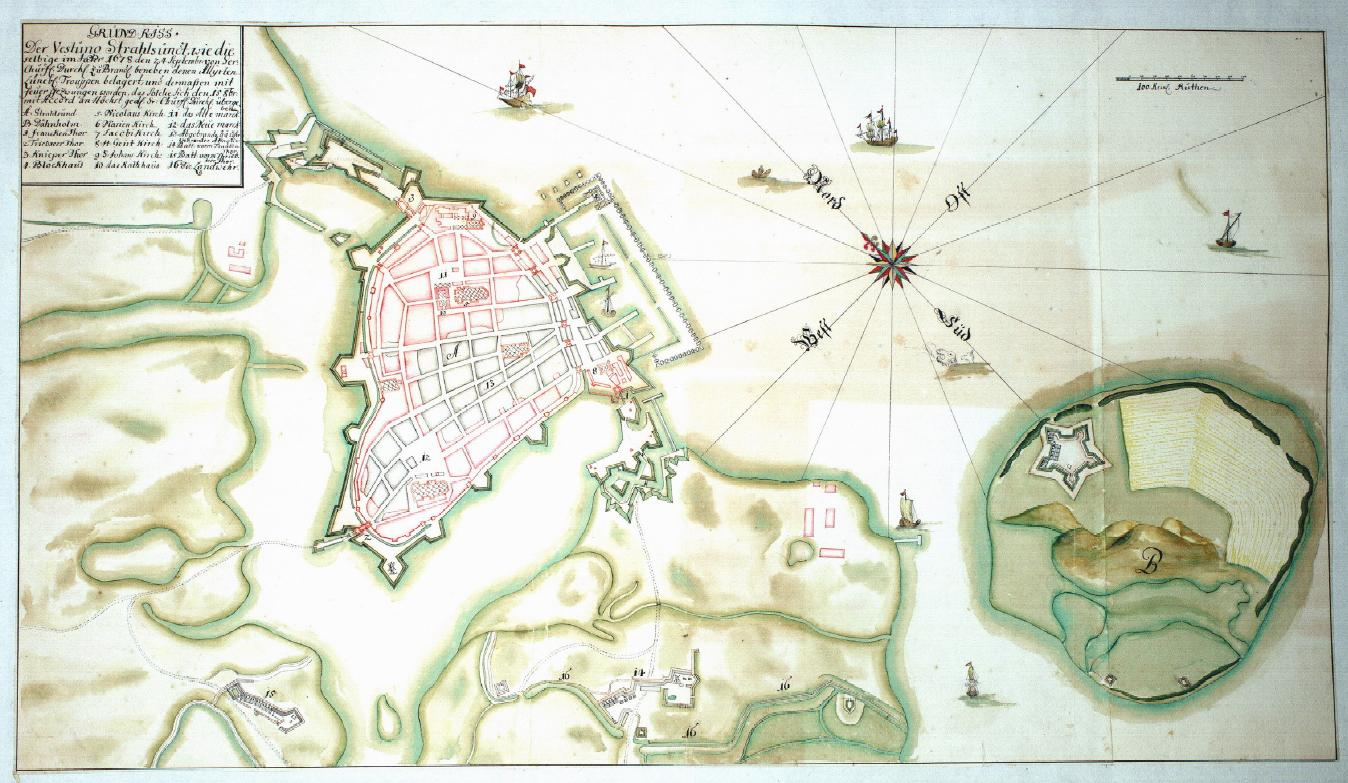
Grundriss der Festung Stralsund zur Zeit der Belagerung im Jahre 1678

Am 20. September 1678 begann die Belagerung von Stralsund durch brandenburgische Truppen mit der Beschießung des Hafens. In der Stadt herrschte Uneinigkeit zwischen den schwedischen Besatzungstruppen und dem Rat. Eine gemeinsame Verteidigung der Stadt war nicht möglich, da der Rat und die Bürgerschaft offen mit einem Friedensschluss mit Brandenburg sympathisierten. Trotz der Bitten sowohl des Rates als auch Königsmarcks, die Stadt zu verschonen, begann Friedrich Wilhelm am 10. Oktober 1678 mit einem Bombardement, da die Stralsunder eine friedliche Übergabe ablehnten. Dem Bombardement fielen viele Häuser und auch große Teile der Jakobikirche zum Opfer. Ein Großbrand brach aus und wütete in der Stadt. Am 11. Oktober 1678 schickte Königsmarck aus der stark beschädigten Stadt einen Unterhändler zum Kurfürsten; am 15. Oktober 1678 schlossen die Brandenburger mit Königsmarck die Kapitulationsvereinbarung ab, die den Schweden einen ehrenhaften Abzug ermöglichte. Die Stralsunder vereinbarten in einem separaten Vertrag den Schutz ihrer Privilegien und das Verbot von Plünderungen; in den kommenden zehn Jahren wollte Brandenburg Stralsund beim Wiederaufbau unterstützen. Die die brandenburgische Herrschaft währte nicht lange. Mit dem Friedensvertrag zwischen Frankreich, Schweden und Brandenburg gelangte Stralsund am 9. Juni 1679 wieder zum Königreich Schweden. Königsmarck kehrte als Generalgouverneur nach Stralsund zurück.

### Wirtschaft (17. Jahrhundert)
Bereits mit der teilweisen Abkehr von den Beschlüssen der Hanse hatte sich gezeigt, dass die Zeit der Hanse als Bündnis der Städte vorüber war. Durch den starken Druck der Landesherren der die Hansestädte umgebenden Länder, die unterschiedliche Interessen und Machtbestrebungen hatten, waren die Städte gezwungen, vor allem ihre eigenen Interessen zu vertreten. Stralsund hatte aufgrund seiner Lage im Dänemark-freundlichen Pommern kaum noch gemeinsame Interessen mit den Städten in Mecklenburg oder Holstein. Die Stralsunder Händler, vom Spanienhandel kaum profitierend, verlegten ihre Tätigkeiten überwiegend in den baltischen Handel. In den westlichen Handelsstädten waren Stralsunder Kaufleute überwiegend als Mittler tätig. Im Handel mit den Niederlanden waren sie von den einheimischen Händlern abhängig, einstige Privilegien waren nach dem Erstarken der heimischen Händler obsolet geworden. Selbst der Handel mit Norwegen, einst ein blühendes und lukratives Geschäft, wie das Bergenfahrer-Gestühl in der Nikolaikirche bezeugt, wurde nach dem Erstarken der Norweger zurückgedrängt. Stralsunder handelten nunmehr – am Rande der Legalität – meist nicht mehr in den Kontoren, sondern „über Strand“, d. h. ohne Einschaltung der Marktplätze. Neben kleineren Handelsbeziehungen zu Schottland (Export von Bier) und England wurde der Handel mit Danzig, Reval und Lübeck intensiviert. Parallel dazu nahmen auch die kleineren Städte des Ostseeraumes in Dänemark und Schweden einen größeren Platz ein. Die schwedischen Eroberungen im Baltikum erlaubten einen bevorzugten Handel bis nach Moskau. Auch die nahe gelegene Insel Rügen wurde intensiv in die Handelsbeziehungen einbezogen. Stralsund hatte gegenüber den zu Anfang des 17. Jahrhunderts aufstrebenden neuen Handelsstädten, die an den Flussmündungen lagen und somit besser den Handel auch mit dem Inland betreiben konnten, enorme Nachteile, die sich bald schon im Rückgang der Bedeutung für den sich entwickelnden „Welthandel“ auswirkten.
Um 1705 gab es in der Stadt am Strelasund annähernd 850 Meister, wobei fast die Hälfte von ihnen ohne Gesellen arbeiteten; ein etwas größerer Teil der Handwerksmeister beschäftigte zusammen ebenfalls etwa 850 Gesellen. Zwischen den Zünften gab es große Unterschiede hinsichtlich des Besitzes. Die reichsten Ämter waren die der Schmiede und Bäcker, gefolgt von den Schustern, Kürschnern Schneidern, Küfern, Barbieren, Knochenhauern und Metallgießern. Zu den ärmeren Zünften waren die Weber, Fischer, Korbmacher und Maurer zu rechnen. Nachdem rund um Rügen und auch in den städtischen Gewässern immer mehr Fisch auch von Nicht-Zunftmitgliedern gefangen wurde, stieg diese Zunft ebenfalls zu den ärmeren ab. Ebenso erging es den Knochenhauern, denen Konkurrenz in den Garbratern erwuchs, die den Viehhandel und den Handel mit Schlachtvieh unter ihre Kontrolle gebracht hatten. Trotz dieser starken Konkurrenzsituation stagnierten die Produktionsmethoden der Handwerker, die vom Einkauf der Rohstoffe bis zum Absatz des Endproduktes alles in einer Hand vereinigten.
Das Zentrum der Bierproduktion in Stralsund lag in der Langenstraße und der Frankenstraße. Den Transport der Bierfässer zum nahe gelegenen Hafen nahmen Bierträger wahr, die sich zunftähnlich organisiert hatten. Aufgrund der Notwendigkeit, das Braurecht zu erwerben, und wegen des sehr hohen finanziellen Aufwandes für eine gewinnbringende Bierproduktion konnten nur finanzstarke Kaufleute dieses Geschäft ausüben.
Unmittelbar nach der Beendigung der Belagerung durch Wallenstein 1628 waren die nach Stralsund geflüchteten Bauern der Umgebung wieder auf ihre Höfe zurückgekehrt. Daraus resultierte bald schon ein erneuter wirtschaftlicher Aufschwung in der Stadt, die Handel mit den landwirtschaftlichen Erzeugnissen vor allem über See betrieb. Daraus wiederum resultierte ein Aufschwung bei den Werften, die nach der Belagerung näher an die Stadt umgezogen wurden, und allen Ämtern, die mit dem Bau und der Ausstattung der Schiffe beschäftigt waren. Ebenfalls seit 1630 existierte in Stralsund eine vom Postmeister Otto Reimann geführte „Botenanstalt“ zur Beförderung von Nachrichten.

### Städtebau (17. Jahrhundert)
Bei der Belagerung 1628 waren in der eng bebauten Stadt (eine Zeichnung von Johannes Staude aus dem Jahr 1644 zeigt, dass es innerhalb der Stadtmauern nahezu keine unbebauten Plätze mehr gab; so richtete sich die Bautätigkeit in Stralsund nahezu ausschließlich auf den Wiederaufbau) einige Gebäude beschädigt worden. So wurde das völlig zerstörte Elendenhaus im Heilgeisthospital 1641 wieder aufgebaut. Nach einem Blitzschlag musste auch der Turm der vordem mit 157 Metern Höhe zu den höchsten Bauwerken Europas gehörenden Marienkirche erneuert werden.
In der nach der 1678er Belagerung gerade erst im Wiederaufbau befindlichen Stadt brach am 12. Juni 1680 erneut ein Großbrand aus, der auch Teile des Rathauses zerstörte.

## 18. Jahrhundert

### Politik (18. Jahrhundert)
Mit enormem Aufwand wurde am 8. März 1700 die Huldigung des Königs Karl XII. begangen. Neue Gefahr brachte der Große Nordische Krieg. Dieser verlief zwar zunächst weitab der Stadt. Die Folgen waren aber schon in Stralsund zu sehen: Im Mai 1700 wurden 300 Matrosen in der Stadt geworben, die Stralsunder Garnison umfasste 1300 Soldaten.
Im August 1711 vereinigten sich Truppen Sachsens, Russlands und Dänemarks in Schwedisch-Vorpommern, die vom 7. September 1711 bis zu ihrem Abzug Anfang Januar 1712 Stralsund belagerten. Im Laufe des Jahres 1712 kam es zu einer Besetzung der schwedischen Gebiete auf dem Kontinent, insbesondere in Schwedisch-Pommern. Entlastung und die Verteidigung der Stadt Stralsund als schwedischem Brückenkopf sollte eine Armee unter dem schwedischen Feldmarschall Magnus Stenbock bringen, der tatsächlich die alliierte Übermacht in der Schlacht bei Gadebusch in Westmecklenburg schlug. In dieser für Schweden äußerst kritischen Lage lehnte Karl XII. mehrere Friedensangebote ab. Er war im November 1714 aus Bender in die Festung Stralsund zurückgekehrt (vgl. Gewaltritt Karls XII. von Pitești nach Stralsund). Der König besichtigte die Truppen vor dem Kütertor und dem Kniepertor sowie auf Rügen und unterzeichnete einen „offenen Begnadigungs-Brief für die Stadt Stralsund vom 29. November 1714“, in dem er bestimmte, dass der Stadt die Torschlüssel zurückgegeben würden und die Stadt von der Accise-Consumtions-Steuer und anderen finanziellen Belastungen befreit sowie die Bürgermeister und der Rat in den Adelsstand erhoben wurden. Ferner bestätigte er am 24. April 1715 „alle Vortheile, Freyheiten, Begnadigungen, Gerechtigkeiten und Privilegien“ der Stadt.

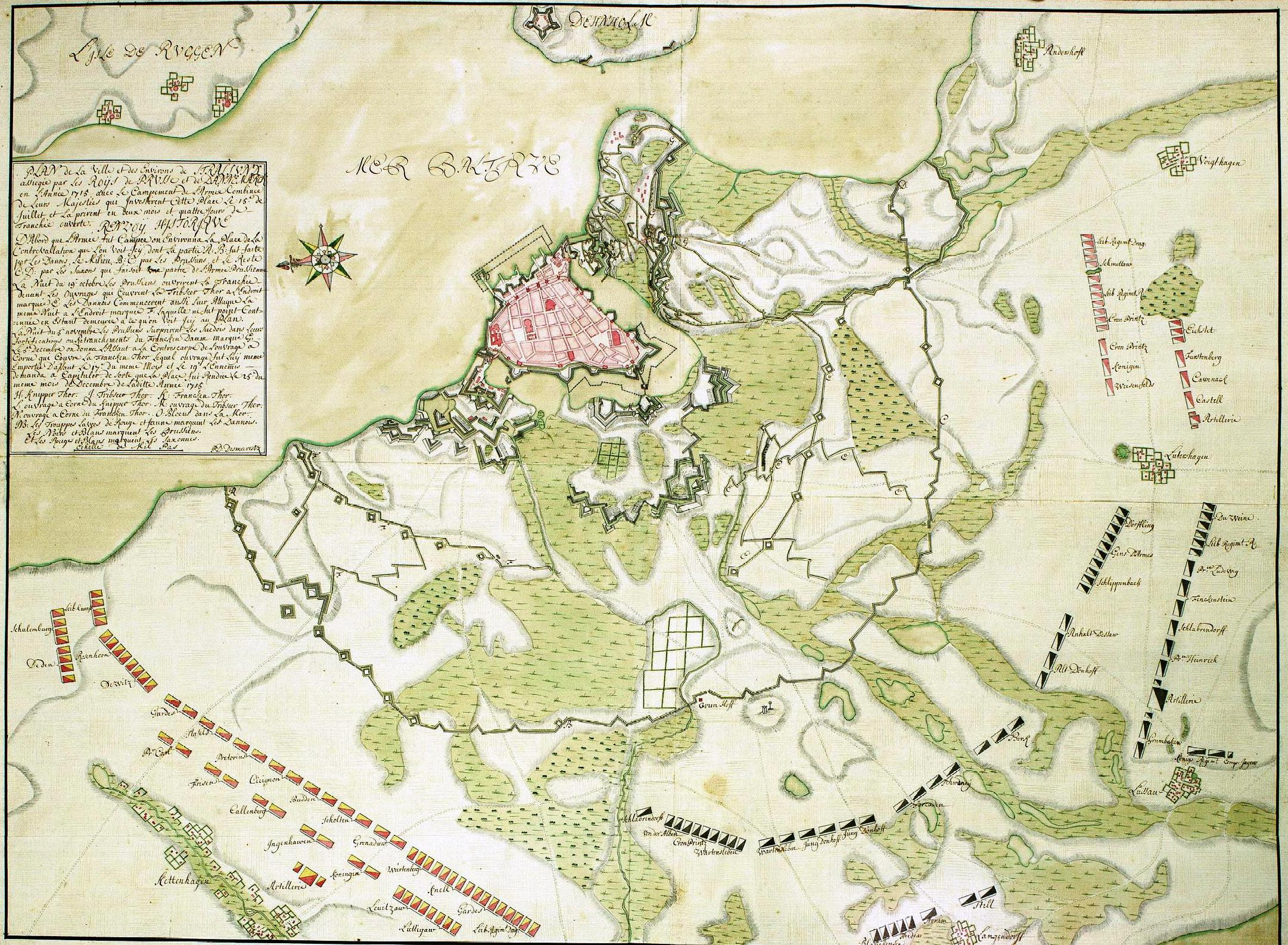
Schematische Darstellung der Belagerung von Stralsund durch die Preußen, Dänen und Sachsen im Jahre 1715

Als er erste Erfolge gegen die preußische Armee erzielte, wurde der König von den vereinigten dänischen, preußischen und sächsischen Truppen in der Festung eingeschlossen. Nachdem Stralsund im Pommernfeldzug 1715/1716 monatelang belagert wurde, ergaben sich die eingeschlossenen Schweden am 23. Dezember 1715.
Ende 2009 fand auf dem Gelände vor dem ehemaligen Frankentor südöstlich der Stralsunder Altstadt eine baubegleitende archäologische Voruntersuchung statt. Auf einem ehemaligen Geländefußboden wurde ein durch die Abbruchmaßnahmen zum Teil gestörtes Massengrab entdeckt, das mit der Belagerung von 1715 in Zusammenhang gebracht wurde. Das Grab war teilweise gestört, weshalb keine vollständigen Skelette vorlagen. Die 25 Männer wurden in mehreren Lagen und teilweise in Bauchlage bestattet. Das Durchschnittsalter betrug 33 Jahre, wobei ein beträchtlicher Anteil über 40 und keiner im jugendlichen Alter war. Die durchschnittliche Körperhöhe betrug 169 cm. Die Männer waren gesund und gut genährt. Es gab zahlreiche Trümmerbrüche an Armen und Beinen, die auf Opfer schwerer Artillerie hinwiesen. Verletzungen aus einem Nahkampf konnten nur in einem Fall nachgewiesen werden. Es handelt sich vermutlich um Angehörige der verbündeten Truppen, die beim Angriff auf das Hornwerk gefallen sind.
Der Preußenkönig Friedrich Wilhelm übergab Stralsund den Dänen. Erst mit dem Frieden von Frederiksborg kam Stralsund wieder ins schwedische Reich. Ab 1720 war Stralsund die Hauptstadt von Schwedisch-Vorpommern und blieb es bis zum Ende der Schwedenzeit im Jahr 1815.
1757 erlaubte der schwedische König wieder die Ansiedlung von Juden; diese begannen 1786 mit dem Bau einer Synagoge, die am 30. März 1787 geweiht wurde (siehe auch Geschichte der Juden in Stralsund).

### Wirtschaft (18. Jahrhundert)
In der schwedischen Stadtaufnahme 1706/1707 sind die Besitzer der 1601 erfassen Grundstücke nach Berufen aufgeführt. Danach gab es zu dieser Zeit in Stralsund 110 Getreidehändler, 97 Mälzer, 74 Schiffer und 64 Bierbrauer. Von den 475 Handwerkern waren 50 Schuster, 42 Fischer, 27 Bäcker, 26 Schneider, 23 Leinweber, 21 Schmiede und 21 Zimmerleute.
Nachdem Schweden 1720 den südlich der Peene gelegenen Teil Vorpommerns an Preußen abgetreten hatte, verlor Stralsund zunehmend an Bedeutung. Es fehlte der Stadt am Hinterland, was sie gegenüber Städten wie Hamburg oder Rostock benachteiligte. Zudem war der Stadt die Freiheit im Öresund entzogen worden. Zwar war Stralsund weiterhin der bedeutendste Export- und Importhafen in Schwedisch-Pommern, aber an die einstige Bedeutung kam es nie wieder heran. Vornehmlich Malz und Getreide wurden nach Schweden exportiert.
1729 entstand in Stralsund die Amidonmacherei, die, von Daniel Joachim Kühl (1687–1745) gegründet, eine der erfolgreichsten Manufakturgründungen wurde. 1731 wurde der Import von Stärke im Land Schwedisch-Pommern verboten, 1818 konnte die Stärkefabrik sogar exportieren. Erfolgreich war anfangs auch die Wollmanufaktur des Kaufmanns Johann Nicolaus Hennings (1719–1779). Er konnte 1747 das ganze Land mit Kalmanken und Flanell versorgen, so dass die Regierung 1748 den Import derartiger Waren verbot. 1749 wurden 400 Spinnerinnen beschäftigt. Allerdings gingen die Stralsunder Kramer gegen die Manufaktur mit allen, auch illegalen Mitteln vor. Hennings Ware wurde geschmäht; bei einer Zählung der Kramwaren 1749 wurden nur importierte Kalmanken und Flanelle gefunden. Hennings Einspruch beim Rat der Stadt wurde nur zögernd beschieden. Die Wollmanufaktur ging 1758 ein. 1755 entstand die Stralsunder Fayencenmanufaktur. Sie wurde von Joachim Ulrich Giese (1719–1780) gegründet und war bald eines der bekanntesten Unternehmen der Stadt. Am 25. Oktober 1765 erhielt der Graveur Johann Kaspar Kern (gest. 1791) eine Konzession zum Betrieb einer Spielkartenfabrik, die zu Beginn des 19. Jahrhunderts unter dem Namen Vereinigte Stralsunder Spielkartenfabrik AG die größte Unternehmung ihrer Art in der Welt wurde.
1765 prüfte der schwedische Reichstag, ob die Zulagenkammer Stralsund angesichts der seit einigen Jahren nicht gezahlten Steuern unter schwedische Verwaltung zu stellen sei. 1767 wurde dazu eine Kommission eingesetzt, die im Juni 1768 sieben Stralsunder Ratsmitglieder absetzte. Nach Protesten seitens der Stralsunder befand der Reichstag, dass die Kommission ihre Befugnisse überschritten habe und machte die Entscheidungen rückgängig.
Die Regierung in Stockholm war sehr zögerlich bei der Unterstützung der Stralsunder Bemühungen, den Handel wieder zu beleben. Erst 1766 wurde durch Aufhebung einer Sondersteuer der Handel mit nicht-baltischen Ländern belebt. 1785 konstituierte sich in Stralsund eine Kommission des Rates zur Belebung des Handelsverkehrs. Jedoch blieb auch deren Erfolg eher gering. Nur wenig besserte sich die Situation im letzten Drittel des 18. Jahrhunderts. Hier profitierte vor allem der Schiffbau in Stralsund von einer leichten Verbesserung dank der Wiederbelebung des Seehandels. Einen Aufschwung erlebte der Schiffbau infolge des Amerikanischen Unabhängigkeitskrieges; allein im Zeitraum 1774–1783 wurden in Stralsund 57 größere Lastschiffe gebaut.

### Städtebau (18. Jahrhundert)
In der schwedischen Stadtaufnahme von 1706/1707 zeigt die noch immer bestehenden Auswirkungen der letzten Belagerung von 1678. 1601 Grundstücke sind verzeichnet, davon 1392 innerhalb der Stralsunder Stadtbefestigungen.

### Gesundheitswesen (18. Jahrhundert)
Im Jahr 1709 starben in einer Pockenepidemie in den Monaten Januar bis Juli über 600 Kinder. Im September 1710 trat eine im August 1709 vom Rat angestrebte Pestordnung in Kraft, nachdem im Vormonat die Epidemie in der Stadt ausgebrochen war. Sie sah das Schließen verseuchter Häuser vor, die mit einem weißen Kreuz zu kennzeichnen waren; nur Ärzten war der Zutritt gestattet. Fritz Adler beziffert die Zahl der Pesttoten auf 4000, Jürgen Drevs nennt 7774 Tote, wobei diese Angabe bei 8000 Einwohnern sicher zu hoch ist. Am 26. April 1711 wurde in den Stralsunder Kirchen ein Dankfest nach dem Ende der Epidemie gefeiert.

## 1800–1815: Die letzten Schwedenjahre und französische Besetzung
Schwedens König Gustav IV. Adolf wollte den schwedischen Teil von Pommern stärker ins schwedische Reich integrieren. Am 26. Juni 1806 wurde mit dem Staatsstreich die Landesverfassung außer Kraft gesetzt, ab 1. Januar 1807 sollte schwedisches Recht gelten. Eine der Maßnahmen war die Aufhebung der Leibeigenschaft. Den Städten wurden die Privilegien von 1789 versprochen, wirtschaftliche Projekte zur Aufhebung der Rückständigkeit Pommerns geplant.
Seit der Belagerung durch preußische Truppen im Jahr 1758 hatte Stralsund keine militärischen Auseinandersetzungen mehr erlebt. Im Spätsommer 1804 brach Schweden die diplomatischen Beziehungen zu Frankreich ab und ging im Dritten Koalitionskrieg mit England und Russland eine Allianz gegen Frankreich ein. Teile der auf Rügen gelandeten russischen Truppen zogen durch Stralsund. Die nach Mecklenburg gesandten schwedischen Truppen kehrten im Frühjahr 1806 nach Pommern zurück. Als nach der preußischen Niederlage bei Jena im Vierten Koalitionskrieg die Franzosen Norddeutschland besetzten, bedrohten sie auch Schwedisch-Pommern. In Stralsund wurde am 29. Oktober 1806 der Belagerungszustand verhängt und am 17. Dezember 1806 mit dem Abbruch der Vorstädte begonnen. Die etwa 1600 dort lebenden Menschen wurden in der Marienkirche notdürftig untergebracht.
Die Franzosen rückten im Januar 1807 über die Peene weiter nach Pommern vor. Die in Vorpommern stationierten schwedischen Truppen zogen sich am 29. Januar 1807 nach Stralsund zurück, die Stadt wurde landseitig vom französischen Heer eingeschlossen. Es kam allerdings nur zu vereinzelten leichten Geplänkeln, da die Franzosen an einer Einnahme Stralsunds nicht interessiert waren; vielmehr zogen sie Ende März 1807 sogar Truppen zur Belagerung von Kolberg ab. Die Schweden nutzten dies für einen Ausfall am 1. April, bei dem die Belagerer tatsächlich aus Schwedisch-Pommern vertrieben wurden – allerdings nur für kurze Zeit; am 17. April schlugen die Franzosen die Schweden bei Ferdinandshof. Beide Seiten schlossen einen Waffenstillstand, der für Stralsund den Vorteil hatte, dass die Stadt nicht wieder belagert wurde.
Am 12. Juni 1807 traf König Gustav IV. Adolf in Stralsund ein, das er zu seinem Hauptquartier machte. Auch ein preußisches Korps unter Befehl von General Gebhard von Blücher wurde hier aufgestellt. Blücher bewohnte das Haus Mühlenstraße 6. Zu den versammelten 5000 Preußen, die unter Friedrich Wilhelm Bülow von Dennewitz vor dem Frankentor übten, gehörte auch Ferdinand von Schill. Ein 8000 Mann starkes Hilfskorps aus England kam Anfang Juli ebenfalls nach Stralsund, außerdem Anfang August noch drei Bataillone Finnen. Nach der Kündigung des Waffenstillstandes durch Schweden rückten die Franzosen schnell wieder in Pommern vor und erreichten am 15. Juli 1807 Stralsund. Eine Bitte des Stralsunder Magistrats an den schwedischen König, die Belagerung abzuwenden, schlug Gustav Adolf am 23. Juli ab. Inzwischen waren Russland und Preußen mit Frankreich einen Waffenstillstand eingegangen, dem am 7. Juli der Friede von Tilsit gefolgt war. Seither stand Schweden, nur von der Seemacht Großbritannien unterstützt, mit Frankreich und sechs Monate später auch mit Russland im Kriege.
Am 6. August 1807 führten die Franzosen einen ersten Angriff auf Stralsund. Am 9. August wurde die schwedische Regierung nach Bergen auf Rügen verlegt. Der König übergab am 19. August die Regierung an den Stralsunder Magistrat. Bürgermeister David Lucas Kühl übergab am 20. August gegen 18 Uhr die Stadt an die Belagerer. Am Abend noch besetzten französische Truppen Stralsund.
Sie schleiften die Festungsanlagen, trugen die der Verteidigung dienenden Wälle ab und verlangten vom Land hohe Kontributionen. Einquartierungen in Privathäusern waren bis zum Kasernenbau die Regel. Die Franzosen unter Generalgouverneur Thouvenot nutzten das Gymnasium im ehemaligen Katharinenkloster und das Gebäude der Ressource als Kaserne, in den Pfarrkirchen St. Marien und St. Jakobi richteten sie Magazine ein. die Johanniskirche und die Heilgeistkirche wurden zu Stallungen umfunktioniert. Die Besatzer schafften Relikte der mittelalterlichen Strafgerichtsbarkeit wie den Schandpfahl ab.
Bürgermeister David Lukas Kühl traf sich 1808 anlässlich des Erfurter Fürstenkongresses mit Napoléon Bonaparte, um unter anderem über die Beibehaltung der ständischen Verfassung zu sprechen. Auf die Frage Napoléons, ob die Stralsunder zu Preußen wollten oder zu Mecklenburg antwortete Kühl, sie würden Mecklenburg vorziehen, da man die gleiche Verfassung und Gesetze habe. Eine Entscheidung traf Napoléon allerdings nicht. Nach der Audienz wurden die französischen Truppen im März 1808 größtenteils abgezogen und durch eine kleine Wachtruppe aus französischen und polnischen Soldaten ersetzt.
Am 25. Mai 1809 traf aus Damgarten Major Freiherr Ferdinand von Schill gegen 10 Uhr in Stralsund ein. Er zog durch das Tribseer Tor in die Stadt ein, die er noch aus dem Jahr 1807 kannte. Nachdem er in Damgarten erfolgreich gekämpft hatte, hoffte er in der Festungsstadt Stralsund auf ein Fanal für die Befreiung von der französischen Fremdherrschaft. Seinem Mitkämpfer Leutnant Leopold von Lützow rief er zu: „Wir brauchen Stralsund als Stützpunkt für den Kleinkrieg, auch wenn wir ehrenvoll fallen sollten.“ Mit Hilfe des in schwedischen Diensten stehenden Offiziers Friedrich Gustav von Petersson gelang es Schills Truppen, die französische Besetzung der Stadt zu vertreiben und die Wiederanlage der geschleiften Verteidigungsanlagen voranzutreiben. Zweifel kamen auch in Schills Truppen auf angesichts der aussichtslos erscheinenden Lage in Stralsund. Unter den der Generälen Pierre Guillaume Gratien und Johann von Ewald war eine gewaltige Übermacht von 6.000 Mann herangezogen.
Am 31. Mai 1809 griffen die Franzosen die Stadt am Tribseer Tor an und erste Angriff konnte abgewehrt werden. Jedoch rückten die angreifenden Truppen am Tribseer Tor nur zur Ablenkung an. Ihre Hauptmacht konzentrierte sich auf das Kniepertor, wo sie schnell in die Stadt vordringen konnte. Gegen die Übermacht hatten die Schill’schen Truppen kaum eine Chance, nur einem kleinen Teil gelang die Flucht durch das Frankentor; die meisten fielen im Kampf. Schill selbst wurde nach einem Fluchtversuch, beim Ritt durch die Fährstraße von einer Kugel tödlich getroffen. Schills Körper wurde am 2. Juni 1809 auf dem St.-Jürgen-Friedhof verscharrt und der Kopf an Napoleons Bruder Jérôme Bonaparte geschickt. 557 Männer aus Schills Truppe wurden gefangen genommen. Einige wurden nach Braunschweig gebracht und hingerichtet, andere mussten auf Galeeren dienen.
Die Besatzung wurde zunächst von holländischen, dann wieder von mecklenburgischen Truppen gestellt. Im Januar 1810 kam es zum Frieden zwischen Frankreich und Schweden und zur Rückgabe Stralsunds an Schweden. Am 27. Januar 1812 zogen die Franzosen wieder in Stralsund ein, das ihnen vom Kommandanten von Peyron kampflos übergeben wurde. Unter Führung General Morands verließ die etwa 3000 Mann starke Besatzung am 7. März 1813 die Stadt und ging drei Wochen später im Gefecht bei Lüneburg unter. Am 15. März 1813 zogen wieder schwedische Truppen in Stralsund ein.
Im Kieler Frieden vom 14. Januar 1814 verzichtete der König von Schweden auf Schwedisch-Pommern zugunsten Dänemarks. Im Artikel IX des Friedensvertrages wurde zusätzlich ein Stapelrecht für britischen Waren im Hafen von Stralsund vereinbart.
Durch nachfolgende Verträge vom 4. und 7. Juni 1815 erwarb Preußen das Gebiet Schwedisch-Pommern gegen eine Zahlung von 3,5 Millionen Taler preuß. Courant an Schweden.

## 1815–1900: Die Preußenzeit
Am 23. Oktober 1815 trat Schweden in Umsetzung der Verträge des Wiener Kongresses Stralsund und Vorpommern an Preußen ab. Die stationierten Regimenter zogen am 23. Oktober 1815 symbolisch durch das Kniepertor ab und wieder in die Stadt ein. Am selben Tag hatten sich im Meyerfeldtschen Palais, dem Sitz des schwedischen Gouverneurs, Regierungsvertreter aus Schweden und Preußen sowie Deputierte der Ritterschaft, Stände, Kirche und der Universität Greifswald versammelt. Die „Stralsundische Zeitung“ berichtete am 28. Oktober 1815, dass der schwedische Gesandte „vom Schmerz der Trennung ergriffen“ das Entlassungspatent des schwedischen Königs verlas; er verkündete, „dass es seinem Herzen ein großes Opfer gewesen sei, sich von einem Lande zu trennen, dessen Einwohner jederzeit die rührendsten Beweise des Patriozismus und der Anhänglichkeit an das Mutterland abgelegt hätten“. Der preußische Gesandte verlas darauf das Besitzergreifungspatent des preußischen Königs.

### Politik (Preußenzeit 1815–1900)

#### Stadtverfassung von 1831

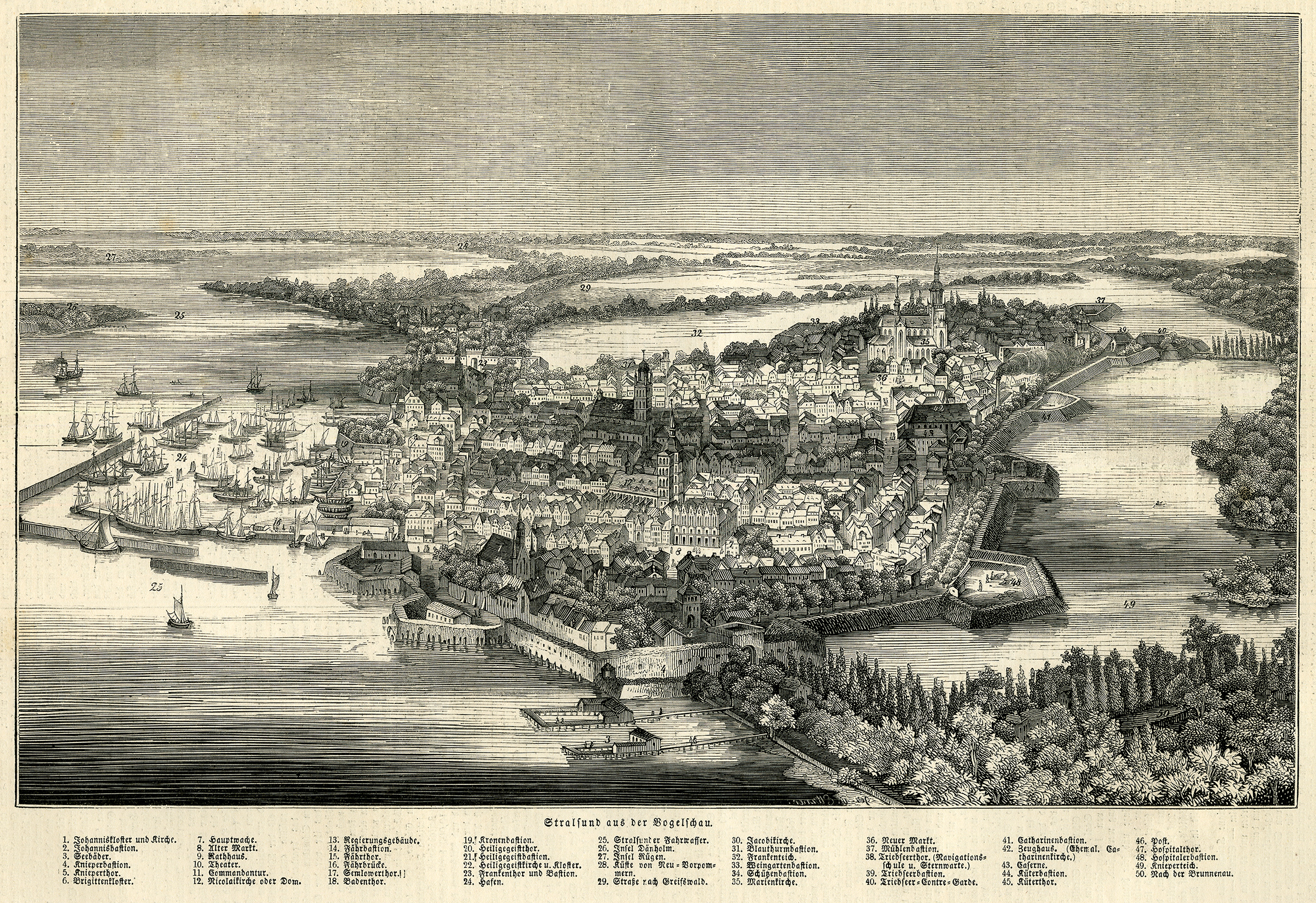
Stralsund, Ansicht um 1851

Den Stralsundern und Vorpommern sicherte der preußische König Schutz zu und den Erhalt der ständischen Verfassung, die er jedoch der den gesamten Staaten zu gewährenden allgemeinen Verfassung anschließen wollte. Die alte Stadtverfassung, der Erb- und Bürgervertrag aus dem 17. Jahrhundert, teilte die Einwohner noch immer in drei Grade auf. In der Sitzung des Rates am 25. Oktober 1815 äußerten die Bürgermeister und Ratsmitglieder jedoch die Vermutung, „dass es möglicherweise auf die Einführung einer neuen Verfassung oder doch mancherlei Neuerungen abzusehen“ wäre. Bürgermeister David Lukas Kühl wurde im Dezember 1815 nach Berlin entsandt, um vom König die alten Rechte bestätigt zu bekommen, jedoch wurde der Delegation keine Audienz gewährt; Kühl begegnete dem König dann auf einem Neujahrsball und wurde von ihm mit Floskeln abgefertigt.
Bei einer Volkszählung am 1. Dezember 1815 waren in Stralsund 6012 männliche und 7197 weibliche Personen wohnhaft. Davon gehörten ungefähr 300 Bürger dem ersten Stand an. Im Jahr 1831 trat die revidierte Städteordnung in Kraft. Zu diesem Zeitpunkt forderten Vertreter des dritten Standes vom Rat ein Mitspracherecht bei Neuwahlen und die Entfernung der Gewandhausalterleute aus dem Rat. Der Rat sah sich gezwungen, den Forderungen nachzugeben, allerdings verfolgte er weiter die Wiederherstellung der alten Ordnung u. a. durch mehrfache Eingaben bei der Regierung Preußens. Carl Ferdinand Fabricius, der einer alten Ratsfamilie entstammte, richtete nach der Julirevolution in Frankreich eine elfseitige Petition an den preußischen König, in der er das den Ratsherren geschehene Unrecht beklagte und vor den Auswirkungen warnte. König Friedrich Wilhelm IV. beauftragte den Greifswalder Oberappellationsgerichtspräsidenten Goetze mit der Einleitung notwendiger Maßnahmen. Nachdem Goetze mit der Umsetzung scheiterte erließ der König am 10. Juli und 27. Dezember 1844 Kabinettsorder, die die Wiederherstellung der alten Stadtverfassung verlangte; am 2. Juni 1845 zogen die Gewandhausalterleute wieder in den Rat ein.

#### Bürgerliche Revolution 1848/1849
Am 18. März 1848 zogen Stralsunder Bürger durch die Stadt. Sie riefen „Es lebe die Revolution“, Fensterscheiben wurden eingeworfen und die Polizei nahm einen Demonstranten fest. Der Rat veranlasste die Bewaffnung des „Sicherheitsvereins“ und erhielt dafür 541 Infanteriegewehre und 32 Pioniergewehre von der Garnison. Eine weitere Demonstration gab es am 22. April, nachdem der Wortführer des Bürgertums, der Arzt Johannes Engelbracht, vom Rat diffamiert worden war. Mit Engelbracht standen der Redakteur Carl Ludwig Kübler, der Kanzlist Carl Ferdinand Adlerbaum, Kaufmann Ernst Heinrich Billich, Zollassessor Ludwig August Tülff und der Gymnasiallehrer Johannes von Gruber an der Spitze der bürgerlichen Bewegung. Kübler gab von Mai 1848 (bis Juni 1850) die Zeitschrift „Der Fortschritt“ heraus. Politische Vereinigungen wurden gebildet, so der „Constitutionelle Club“ und der „Schwarz-Rot-Goldene Club“.
In einer Abstimmung am 9. Juli 1848 entschied sich eine Mehrheit gegen die alte Stadtverfassung und für Reformen. Der Abgeordnete Stralsunds in der Frankfurter Nationalversammlung, Gymnasialrektor Johann Ernst Nizze, schrieb dagegen am 8. August 1848 an Ernst Heinrich Zober: „(…) weil wir kein republikanisches Deutschland und Preußen wollen, vielmehr ein solches für ein Unglück halten“; er riet zur „Mäßigkeit“.
Als die Regierung im November die Landwehr mobilisierte kam es zu Unruhen. Die Einkleidung eines Bataillons am 19. November 1848 wurde durch Stralsunder Bürger massiv behindert, woraufhin reguläres Militär eingesetzt und der Ausnahmezustand verhängt wurde. Für die Teilnehmer an den Protesten am 18. März und 19. November des Jahres wurden Gefängnis- und Zuchthausstrafen von bis zu drei Jahren verhängt. Der Zollassessor Tülff wurde in einen anderen Ort versetzt; bei seiner durch den „Volksverein“ initiierten Verabschiedung versammelten sich am 6. Januar 1849 auf dem Alten Markt 1500 Bürger.
Bei der Wahl zur Zweiten Kammer am 21. Januar 1849 traten der „Volksverein“ und der „Constitutionelle Club“ zusammen als Wahlverein „Demokratisch-Konstitutionelle Partei“ an und stellten fast zwei Drittel der 72 Wahlmänner.

#### Wahlen und Parteien
Bei der Reichstagswahl 1884 trat die Sozialdemokratische Partei Deutschlands in Stralsund erstmals mit einem Kandidaten, Eduard Müggenburg, an. Er erhielt 417 von 4191 Stimmen. Am 14. Februar 1891 fand in Stralsund eine Veranstaltung der Sozialdemokratie mit dem Referenten Fritz Herbert aus Stettin statt, die von 300 Personen besucht wurde. Am 27. März 1891 erschien erstmals die „Stralsunder Volksstimme“, das „Organ für die Interessen der Arbeiter von Neu-Vorpommern und Rügen“. Nachdem am 10. Mai 1891, nur wenige Tage, nachdem in Stralsund erstmals der 1. Mai als Kampftag begangen wurde, eine Volksversammlung im Restaurant „Thalia“ am Knieperdamm Nr. 8 die Bildung einer Organisation der Sozialdemokratischen Partei Deutschlands beschlossen hatte, wurde am 6. Juni 1891 in der Herberge „Zu den drei Kronen“ in der Böttcherstraße Nr. 69 der sozialdemokratische Wahlverein gegründet. 1892 wurde Albert Genzen an die Spitze der Stralsunder SPD gewählt. Bei der Reichstagswahl 1898 gewann die SPD 1051 Stimmen.

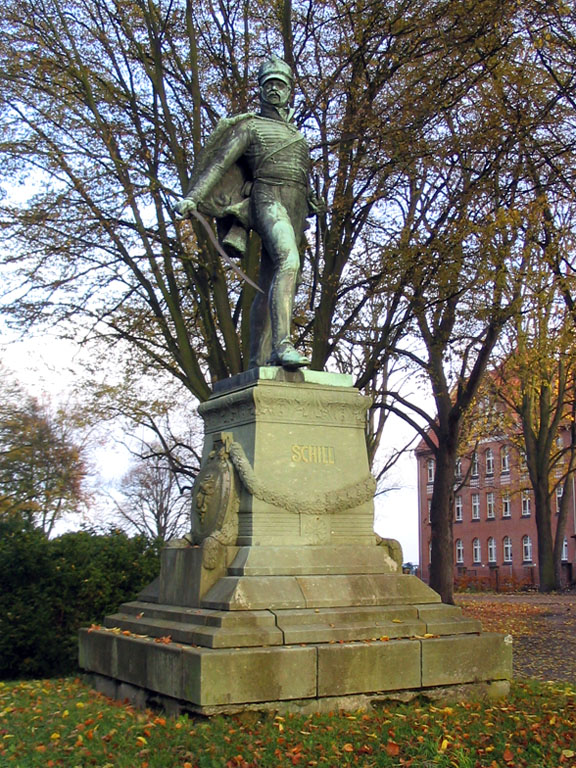
Schill-Denkmal

#### Gewerkschaften
Existierte bis 1890 nur zwei freie Gewerkschaften, nämlich die der Buchdrucker und die der Maurer und Zimmerer, folgten ab Oktober 1891 weitere Gründungen von Gruppen, so der Metallarbeiter, Bau- und Holzarbeiter, Brauerei- und Fabrikarbeiter, Maler, Schmiede, Schneider und Schuhmacher sowie 1897 die Gewerkschaft der Fischer und Seeleute. Am 25. November 1898 wurde ein Gewerkschaftskartell gegründet.
Vertreten waren in Stralsund auch der Hirsch-Dunckerscher Gewerkverein, der Evangelische Arbeiter-Verein und der Katholische Arbeiter- und Handwerkerverein.

#### Verwaltung
1818 wurde Stralsund Sitz der Verwaltung des gleichnamigen preußischen Regierungsbezirks. 1873 wurde der Stadtkreis Stralsund gebildet, zuvor gehörte die Stadt zum Kreis Franzburg.

### Wirtschaftliche Entwicklung 1815–1900

#### Schifffahrt im 19. Jahrhundert
Die Stralsunder Reeder mussten zu Anfang des 19. Jahrhunderts Einbußen hinnehmen, die vor allem auf den Handelsbeschränkungen der Schutzzölle ausländischer Märkte rührten. 1816 waren noch 114 Schiffe in Stralsund beheimatet; 216 Schiffer und Steuermänner, 433 Matrosen und Schiffsjungen auf großer Fahrt, 33 Binnenschiffer und Steuerleute sowie 55 Steuerknechte und neun Lotsen zählte ein Wirtschaftsverzeichnis. 1817 waren nur noch 100 und 1836 nur noch 65 Schiffe in Stralsund beheimatet. Stralsunds Haupthandelsgut war Getreide, welches besonders hoch verzollt wurde. 1837 wurde von Stralsunder Schiffen erstmals New York angelaufen, an Bord der drei Briggs und zwei Galeassen waren etwa 440 Tonnen Weizen und Roggen. Nachdem einige Schutzzölle aufgehoben oder gelockert wurden blühte auch das Geschäft mit dem Getreide wieder auf, Haupthandelspartner waren in den Niederlanden und in England.
Am 1. Mai 1824 legte mit dem schwedischen Raddampfer Constitutionen erstmals ein Dampfschiff in Stralsund an, das auf der Postverbindung Stralsund–Ystad zusammen mit dem preußischen Schiff „Der Adler“ die Zeit der Segeljachten beendete. Dem Verkehr stand allerdings bald die Verschlammung der Fahrrinne entgegen, woraufhin Schweden die Route 1826 nach Greifswald verlegte. Die Fahrrinne musste ausgebaggert werden. Der Stralsunder Hafen allerdings war weiterhin verschlammt, was aus dem Schleifen der Festung während der französischen Besetzung (der Steinschutt wurde in den Hafen gekippt), aber auch aus der Einleitung der Rinnsteine herrührte. Am 5. Juli 1840 informierte der General-Postmeister den Stralsunder Rat, dass die Postlinie ab dem 1. Mai 1841 wieder bis Stralsund verlaufen würde, woraufhin die Stadt den Hafen entsprechend vorbereitete. Ab dem 3. Juni 1841 wurde mit dem Raddampfer Stralsund eine Schifffahrtslinie nach Stettin mit zwei Fahrten in der Woche eingerichtet.
Von 1856 bis 1883 wurde der in Rostock gebaute 27 Meter lange Raddampfer „Altefähr“ für den Fährverkehr über den Strelasund zwischen Stralsund und Altefähr auf Rügen eingesetzt. Das Schiff wurde von den Stralsundern auch „Flunder“ genannt. Aufgrund technischer und konstruktionstechnischer Mängel fiel häufig mitten im Betrieb die 34 PS-Maschine aus.
1848 verfügten die in Stralsund niedergelassenen Reeder über 96 Handelsschiffe. In der zweiten Hälfte des 19. Jahrhunderts wurde die Stralsunder Flotte ausgebaut. 1878 waren 219 Schiffe in Stralsund beheimatet, sie hatten eine Kapazität von insgesamt 45.459 Register-Tonnen. Ziele der Stralsunder waren u. a. Alexandria, Algier, Archangelsk, Batavia, Buenos Aires, Haiti, Konstantinopel, Kuba, Melbourne, Odessa und Québec. 1856 kamen Bombay, Hongkong, Rangun, Singapur und Shanghai hinzu. Damit einher ging die Entwicklung zur internationalen Frachtschifffahrt. Zur Ausbildung der Seeleute gründete Carl Wilhelm Lorenz 1854 die Navigationsvorschule Stralsund, die bis 1880 1046 Matrosen absolvierten. Bedeutende Reedereien waren die des Eugen Diekelmann, der im Jahr 1850 29 Schiffe bereederte, und die des Carl August Beug, der 1875 35 Schiffe bereederte.
Der erste Stralsunder Dampfer, die „Stralsund“, wurde 1857 abgewrackt. 1858 nahm der Raddampfer „Rügen“ den Fährbetrieb zwischen Stralsund und Stettin auf. Im selben Jahr drohte der Postverbindung nach Ystad in Schweden die Aufgabe, nachdem das von 1842 bis zur Abwrackung im Jahr 1858 eingesetzte, viel zu groß konzipierte Dampfschiff „Königin Elisabeth“ unter hohen Verlusten ausgemustert worden war. Die Proteste bei der preußischen Regierung fruchteten. 1865 verlagerte Schweden seinen Ausgangshafen von Ystad nach Malmö, 1870 gingen die Schiffe in Privathand über. In Stralsund betrieb die Reederei Israel den Dampfer „Oscar“ auf dieser Linie noch bis zum 16. Oktober 1896.
Die Schifffahrt wandelte sich, die Vereinigten Staaten und Kanada wurden große Getreideexporteure und verdrängten Stralsunder Händler vom Markt. Gab es 1880 noch 200 Schiffe im Stralsunder Schiffsregister, waren es 1895 nur noch 35; die modernen Flotten der Zeit bestanden aus Dampfschiffen, die es in Stralsund kaum gab.

#### Schiffbau ab Mitte des 19. Jahrhunderts
Am 24. Mai 1841 lief unter reger Beteiligung der Bevölkerung das erste Dampfschiff mit Heimathafen Stralsund ein; es war in England gebaut worden. Der Stralsunder Schiffbau allerdings kam in den 1830er Jahren fast zum Erliegen. Das Unterhaltungsblatt „Sundine“ fragte am 6. August 1838 „warum wird in Stralsund jetzt so selten und fast gar nicht mehr ein großes Schiff gebaut?“. Die starre Zunftordnung verhinderte Neuentwicklungen. Der Greifswalder Schiffbauer Joachim Peter Juhl schrieb der Stadtverwaltung, „die dort in Betreff meines Gewerbes bestehende Zunftverfassung [würde seiner] Thätigkeit solche Fesseln anlegen, daß [er seine] Kunst nicht mit Vortheil ausüben könne“ und forderte, dass er sein Geschäft in Stralsund aufnehmen könne, ohne mit dem hiesigen Schiffszimmereramt in Verbindung zu geraten. Dies wurde ihm erlaubt, und Juhl baute 1839 eine Bark, eine Brigg und eine Jacht. Die beiden Stralsunder Schiffbauer Jacob Nicolaus Kasten und Johann Martin Theodor Erich legten daraufhin auch wieder neue Schiffe auf Kiel.
Im Jahr 1848 baute die Werft Juhl das erste preußische Kanonenboot, die „Strela-Sund“, die am 16. August des Jahres vom Stapel lief. Dies gilt als die „Geburtsstunde“ der preußischen Marine; weitere Schiffe, die auf dem Dänholm stationiert wurden, folgten.
1854 wurden in Stralsund 17 Schiffe neu gebaut. Bald reichte der Platz auf der Lastadie vor dem Fährtor, Semlower Tor und Badentor nicht mehr aus. Während Juhl die Vergrößerung der Lastadie durch neue Bohlwerke vorschlug, plante man die Verlegung der Schiffbauerplätze an den Frankenstrand. Da Stralsund jedoch weiterhin Festung war, entschied das Kriegsministerium dagegen, da „die Aktionsfähigkeit des Frankenkronwerks beeinträchtigt, die Möglichkeit des Bestreichens der Flächen zum Dänholm eingeengt“ würden. Nach langen Verhandlungen wurde 1858 mit der Errichtung eines neuen Geländes begonnen, Pfähle gerammt und Aufschüttungen vorgenommen. 1860 begannen die Werften auf dem neuen Gelände, sie beschäftigten 220 Zimmerleute, 78 Lehrlinge, 24 Brettschneider und 11 Arbeiter. Im Jahr 1862 wurden auf den Werften Stralsunds 20 Neubauten hergestellt. Neben Juhl unterhielten auch Julius Preuß, Omar Johannes Kirchhoff und Carl Wilhelm Mohr leistungsfähige Werften. Produziert wurden die Schiffe jetzt zunehmend auch für den eigenen, Stralsunder Bedarf.
Der Wandel im Welthandel brachte jedoch schon zum Ende des 19. Jahrhunderts den Verfall des Stralsunder Schiffbaus. 1880 gab es nicht einen Stapellauf mehr, was bis ins 20. Jahrhundert anhielt. Einzig ein Neubau im Jahr 1889 (ein Gaffelschoner der Werft Mohr) wurde aufgelegt. Die Werften hatten den Übergang vom Segelschiff zum Dampfschiff verpasst, der sich rasant vollzogen hatte, und wurden schnell von der Konkurrenz in Rostock und Stettin verdrängt.

#### Handel und Gewerbe (Preußenzeit 1815–1900)
Im Jahr 1816 verzeichnete man in Stralsund die Spielkartenfabrik Schlüter, acht Tabakfabriken, sieben Hutmacher, drei Seifensieder und Kerzengießer, eine Spiegelfabrik, eine Zuckersiederei und eine Korkenfabrik, wobei die Fabriken nur kleine Betriebe waren. Weiterhin werden 142 Schuh- und Pantoffelmacher und Schuhflickermeister mit 100 Gehilfen und Lehrlingen, 84 Schneidermeister mit 60 Gehilfen und Lehrlingen, 30 Bäcker mit 70 Gehilfen, zehn Zimmermeister mit 82 Gehilfen und Lehrlingen, sieben Maurer- und Dachdeckermeister mit 63 Gehilfen, sechs Glockengießer und Gürtler, vier Instrumentenbauer, zwei Bildhauer, drei Kunstmaler, zwei Gipsgießer und Stuckateure, zehn Kunstdrechsler und Bernsteindrehermeister, ein Lohnkutscher sowie zahlreiche Schmiede, Tischler, Fleischer, Töpfer, Glaser, Weber und Maler; zusammen 1411 im Handwerk beschäftigte Personen aus. Im „Dienst der Herrschaft“ weist das Verzeichnis 269 männliche und 808 weibliche Personen aus. Dasselbe Verzeichnis listet 42 Mälzereien, 13 Windmühlen, fünf Wassermühlen, fünf Grützmühlen, 16 Brauereien, eine Buch- und Notendruckerei, 24 mit Ellen- oder Schnittwaren, Eisen und Messing handelnde Geschäfte sowie 69 Kleinkaufleute („höker“) wurden gezählt. 14 Gasthöfe „für Personen aus den gebildeten Standen“, 16 Gasthöfe für Fuhrleute, 32 Speisewirte und Garköche sowie 124 Schankstellen und Tabagien ohne Gastwirtschaft sind ebenso aufgeführt.
1825 gründete J. P. Lindner seine „Pianofortefabrik“, die ihre Instrumente weltweit exportierte. Mitte des 19. Jahrhunderts kamen weitere, neue Betriebe hinzu: Eine Eisengießerei, die Lichtfabrik Palm, die Ölmühlen Langemack und Hoffmann, die Destillation- und Weinessigfabrik Bollmann und Drews und die Wattefabrik Zöllner. Jüdische Kaufleute entwickelten moderne Handelsideen: Am 15. April 1852 errichteten die Gebrüder Wertheim ihr „Manufactur-Modewaren-Geschäft“ und bauten 1875 das erste Wertheim-Kaufhaus in Stralsund. Leonhard Tietz eröffnete am 14. August 1879 einen kleinen Laden und begründete damit den später als „Kaufhof“ bekannten Konzern (siehe auch Geschichte der Juden in Stralsund).
Die 1892 in der Marienstraße eröffnete „Stralsunder Bogenlampenfabrik“ von Naeck&Holsten stellte elektrische Ausrüstungen her. Die Fabrik versorgte nicht nur Stralsunder Firmen mit elektrischen Lichtanlagen, sondern exportierte auch nach Belgien, Dänemark, England, Frankreich, Russland, Spanien und Java, 1897 wurde sogar die Weltausstellung in Brüssel beliefert.

#### Eisenbahnverkehr und Straßenbahn (Preußenzeit 1815–1900)
Ab Mitte des 19. Jahrhunderts bemühten sich die Stralsunder um den Anschluss ans Eisenbahnnetz. Erst 1863 wurde die Stadt über die Angermünde-Stralsunder Eisenbahn mit Berlin und Stettin verbunden. Der Anschluss an die Berliner Nordbahn wurde weiter verfolgt, jedoch erst am 1. Januar 1878 verwirklicht. Am 1. Juli 1883 wurde das Trajekt von Stralsund nach Altefähr eröffnet. Bereits 1869 waren Entwürfe für eine Eisenbahnverbindung Berlin–Neustrelitz–Stralsund–Arkona mit Strelasundquerung und Hafen auf Rügen vorgelegt worden.
Erst am 11. Juni 1888 wurde die Strecke von Stralsund bis zur Landesgrenze Mecklenburgs abgenommen, da die mecklenburgische Regierung befürchtete, Preußen könne den Betrieb bis nach Damgarten unter Umständen beschränken.
Die Berliner Firma Felix Singer & Co. AG, die ein Elektrizitätswerk in Stralsund errichtet hatte, baute die Straßenbahn in Stralsund auf, die am 25. März 1900 erstmals fuhr.

#### Post- und Fernmeldewesen (Preußenzeit 1815–1900)
1851 wurde eine Telegrafenleitung von Stettin nach Stralsund und im Jahr 1854 das erste deutsche Seekabel durch den Strelasund verlegt. Die Preußische Telegraphenstation begann ihren Betrieb am 1. Januar 1855 in einem Haus in der Frankenstraße 32. Die ersten Telefone wurden am 1. Oktober 1887 in Betrieb genommen – 38 Anschlüsse gab es zunächst, das Telefonieren war nur innerhalb der Stadt möglich. Telefonleitungen für Ferngespräche kamen ab 1894 hinzu. In diesem Jahr wurden Leitungen nach Anklam und Stettin, 1895 nach Barth, 1897 zu Orten der Provinz Pommern und 1898 nach Berlin gelegt.
Nachdem Telegraphenamt und Post in einem Haus in der Mühlenstraße zusammengelegt waren, wurde der Platz bald zu eng. Am 12. Oktober 1888 weihte General-Postdirektor Heinrich von Stephan das Postgebäude Neuer Markt 3/4 am Neuen Markt ein. In diesem Jahr überschritt die Anzahl der Briefsendungen die Millionengrenze.
Die Errichtung der Eisenbahnstrecken brachte auch Veränderungen im Postwesen, das bis dahin weitgehend über wöchentlich mehrmals beschickte Routen nach Barth, Greifswald, Rostock, Rügen und Tribsees lief. Noch 1887 besaß das Stralsunder Postamt 25 Pferde.

#### Gas und Elektrizität (Preußenzeit 1815–1900)
Die Stralsunder Straßen wurden bis zur Mitte des 19. Jahrhunderts noch durch Öllampen beleuchtet. 1853 gründeten Einwohner den „Verein zur Errichtung einer Gasbeleuchtung“. Einen Antrag zum Aufbau einer solchen jedoch lehnte der Rat am 23. Juni 1854 noch ab. Im Juni 1856 begannen die Arbeiten zur Errichtung einer Gasbeleuchtungsanstalt in der Frankenvorstadt, und am 27. Mai 1857 leuchteten erstmals 325 Gaslaternen in den Straßen. 95 Privathaushalte unterhielten zudem 548 Flammen. Weitere Privathaushalte kamen hinzu, so waren es 1860 3562 Flammen, 1876 mehr als 8000 und 1888 10.236 Flammen. Das Stralsunder Theater zählte schon ab 1857 zu den Kunden der Gasbeleuchtungsanstalt. Ab 1894 wurde das Gas auch als Brennstoff an die Privathaushalte geliefert.
Die Berliner Firma Felix Singer & Co. AG errichtete ein Elektrizitätswerk in Stralsund. Ab 1899 lieferte die „Stralsunder Bogenlampenfabrik“ von Naeck&Holsten auch für Privathaushalte elektrisches Licht, nachdem ab 1895 Firmen und Geschäfte versorgt worden waren.
Das Gaswerk und das Elektrizitätswerk wurden 1899 zum Betrieb „Stralsunder Gas- und Wasserwerke“ zusammengelegt.

### Städtebau (Preußenzeit 1815–1900)
Durch ein Reichsgesetz vom 30. Mai 1873 wurde Stralsund entfestet, das heißt: Der Festungscharakter wurde aufgehoben. Dieser hatte der wirtschaftlichen Entwicklung Stralsund wiederholt entgegengestanden, so beim Ausbau der Werften oder auch bei der notwendigen Erweiterung der Stralsunder Spielkartenfabrik. Noch in den 1860er Jahren waren auf dem Paschenberg und der Schwarzen Kuppe Verteidigungsanlagen gebaut worden, die auch künftige Vorstädte schützen sollten.
Die Anzahl der registrierten Privathäuser betrug im Jahr 1816 1370, im Jahr 1395. Die Einwohnerzahl erhöhte sich von fast 18.000 in der Mitte des Jahrhunderts bis auf 30.000 im Jahr 1900. Mit dem Ausbau der staatlichen Verwaltungen wurde Stralsund mehr und mehr auch von Beamten bewohnt. Hinzu kamen Rentiers, allein am Knieperdamm wuchs ihre Zahl von fünf im Jahr 1875 auf 24 im Jahr 1900.
In den Straßen der Kniepervorstadt und der Tribseer Vorstadt siedelten sich wohlhabende Unternehmer, hohe Angestellte und Militärs an. Arbeiter wohnten überwiegend in den Straßen der Altstadt, wo Wohnungsnot herrschte, weil der Festungscharakter einer Erweiterung über die Stadtgrenzen hinaus lange im Weg stand. Ohne auf eine Entscheidung der Militärverwaltung zu warten, wurden von 1860 bis 1895 in der Frankenvorstadt und der Kniepervorstadt jeweils fast 100 Häuser errichtet, hinzu kamen fast 90 Häuser in der Tribseer Vorstadt. Neue Straßen wurden angelegt. Die Frankenvorstadt wurde zum industriellen Zentrum. Hier standen das Gaswerk und wurden im Jahr 1860 Werften angelegt, zahlreiche Fabriken kamen hinzu. Auch das Militär baute diese Vorstadt für sich aus, so wurde die Frankenkaserne errichtet und auf dem Dänholm zahlreiche weitere Kasernen. Die damalige Hafen-Vorstadt war Lagern und Speichern vorbehalten.
In der Innenstadt wurden zahlreiche Häuser abgerissen und machten Neubauten Platz. Die Stralsunder Stadtbefestigungen wurden rigoros abgerissen, zunächst 1853 das Heilgeisttor, später auch das Frankentor. In einer Denkschrift von Bürgern vom 3. Mai 1862 heißt es dazu: „Die Tore bereiten nicht allein dem Verkehr vielfache Hindernisse, sondern sie bilden auch eine Verunzierung der Straßen.“ Das Bürgerschaftliche Kollegium beauftragte wiederholt den Rat, mit dem Abbruch der Tore fortzufahren. 1874 wurde das Fährtor, 1877 das Badentor, 1878 das Tribseer Tor und 1881 das Hospitalertor abgerissen. Dem Abriss des Kniepertores verweigerten Bürgermeister und Rat die Zustimmung und schrieben 1874 an die Bürgerschaft: „Durch die Beseitigung des altertümlichen und stattlichen Turmes würde die Stadt an ihrem eigentümlichen, den Einwohnern wie den sie besuchenden Fremden ansprechenden baulichen Charakter eine empfindliche Beeinträchtigung erfahren, und der nördliche Zugang zu ihr, welcher jetzt durch dieses Gebäude in würdiger und bedeutender Weise bezeichnet wird, würde ein überaus nüchternes Aussehen erhalten“.

### Schulwesen (Preußenzeit 1815–1900)
Ein Magistratsprotokoll vom 1. Oktober 1819 zeichnete ein schlimmes Bild von den Stralsunder Schulen: „Kaum glaublich (…), daß in einer Stadt wie Stralsund ist, außer dem Gymnasium, den beiden Industrie-Schulen, in welchen ungefähr zweihundert Kinder unterrichtet werden, der Schule im Waisenhause und der Schule der Kinder des Militärs, welche mit der Stadt in keiner Beziehung steht, keine öffentlichen Schulen vorhanden sind, und was von den vorhandenen Privatschulen gesagt werden muß, kann nur einem jeden auf das unangenehmste Wunder nehmen.“. 54 Privatschulen gab es zu der Zeit in Stralsund, die „nur äußerst selten notwendige Anforderungen“ erfüllten, wie eine Kommission schrieb.
Eine katholische Schule war am 7. Oktober 1807 eröffnet worden.

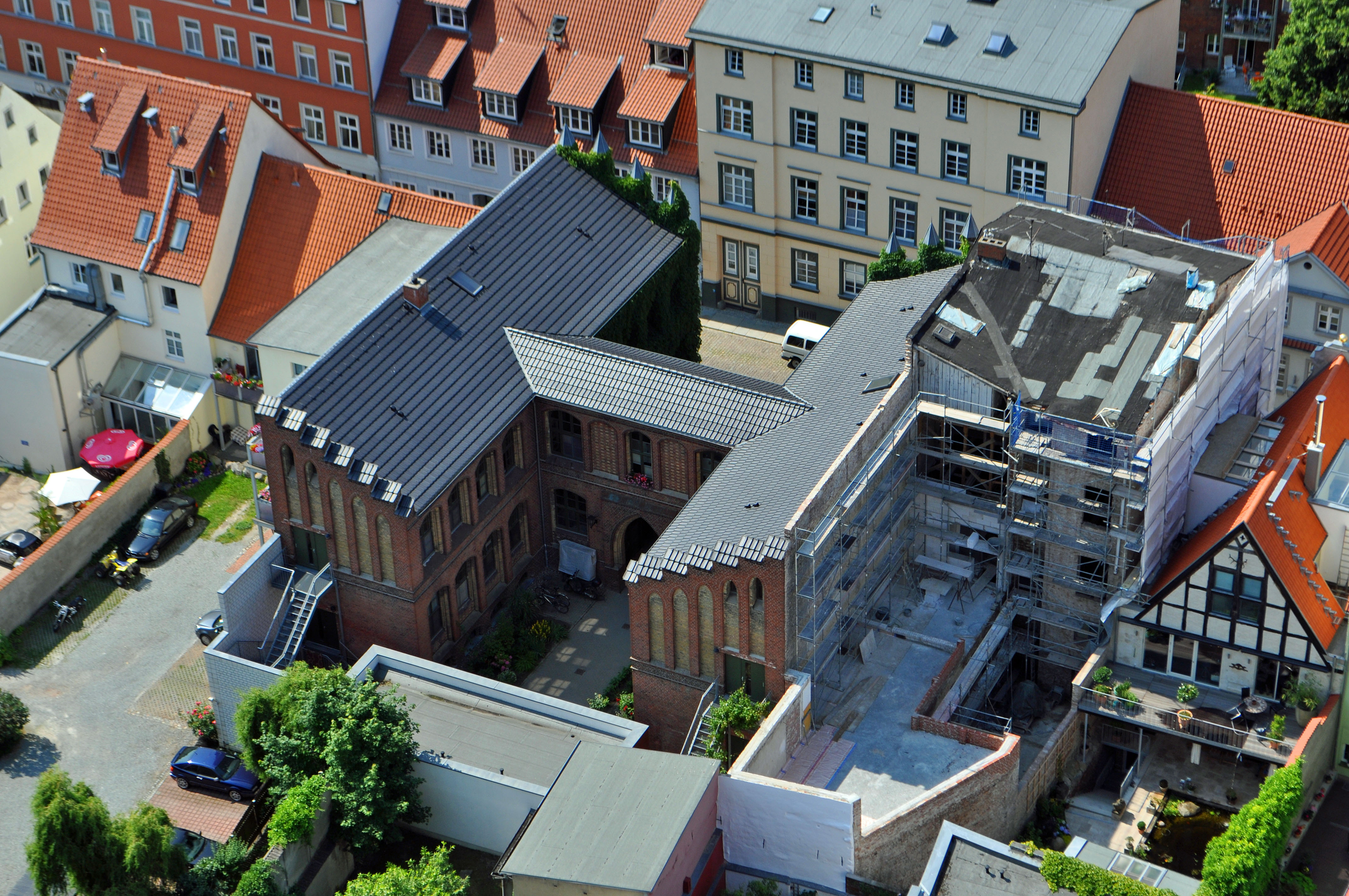
Schulgebäude Tribseer Straße 12 (2013)

Dem Pfarrer an St. Jakobi, Gottlieb Christian Mohnike, übertrug man 1819 auch das Amt des Konsistorial- und Schulrats. Als solcher setzte er sich für die Verbesserung der Elementarschulen ein.
Am 14. Mai 1825 wurde die allgemeine Schulpflicht auch in den neuen Teilen Preußens eingeführt. Das Elementarschulwesen in Stralsund regelte ab 1826 die „Ordnung für die Bürgerschulen in der Stadt Stralsund“; sie sah unter anderem als Strafe auch die körperliche Züchtigung in Form von „Schlägen über den Rücken“ vor.
In der Innenstadt wurden 1828 im Wohnhaus Langenstraße Unterrichtsräumen geschaffen, ebenso in der Tribseer Straße 24, am Katharinenberg 7 und in der Mühlenstraße 30. 1860 wurden dann auch Schulgebäude errichtet, so 1860 das Gebäude Tribseer Straße 12 und 1869 in der Mönchstraße.
3341 schulpflichtige Kinder bei 21.936 Einwohnern verzeichnet die Statistik für 1861. Sieben Elementarschulen (fünf Volksschulen und zwei Mittelschulen) mit 23 Lehrern und fünf Lehrerinnen standen offen, zudem existierten 16 Privatschulen mit 1064 Schülern. Unter diesen Privatschulen hatte die des Dr. Wilhelm Scheibner (1807–1851) einen ausgezeichneten Ruf, auch die anderen Privatschulen entsprachen jetzt den Anforderungen.
Das humanistische Gymnasium, das seit 1560 im ehemaligen Katharinenkloster untergebracht war und nur Jungen unterrichtete, besuchten auch im 19. Jahrhundert viele später bekannte Personen, so Arnold Ruge, Carl Ludwig Schleich und Hermann Burmeister. Franziska Tiburtius dagegen wurde die Aufnahme verwehrt, sie besuchte daher eine Stralsunder Privatschule.
1875 wurde bei der Marienkirche eine Realschule eröffnet, die 1882 zum Realgymnasium umgestaltet wurde; damit besaß Stralsund zwei Gymnasien.
Auch Berufsschulen und Gewerbeschulen wurden errichtet. Nachdem die Armenpflege 1817 eine Sonntagsschule eröffnete kamen bis 1826 zwei Abendschulen, 1829 eine Gewerbeschule, 1851 die Handwerkerfortbildungschule und 1880 eine kaufmännische Berufsschule hinzu.

### Gesundheitswesen (Preußenzeit 1815–1900)

#### Krankenhäuser und medizinische Versorgung
Aus dem Jahr 1784 stammte das erste Stralsunder Krankenhaus, es war in der ehemaligen Gasthauskirche (Marienstraße 3) eingerichtet worden und verfügte zunächst über 24 Betten. Der Zustand der Einrichtung wird vom Stadtphysikus Friedrich Wilhelm Mierendorff 1839 als „in der allertraurigsten Verfassung“ befindlich beschrieben. Mierendorff schilderte in dem Brief an den Rat der Stadt mangelnde Hygiene und Überfüllung. 1843 wurde die Kapazität des Lazaretts auf 60 Betten erhöht. In der Bleistraße wurde 1842 eine „Irren- und Siechenanstalt“ und 1856 ein Kinderhospital eröffnet. Das zweite Stadtkrankenhaus wurde durch Ernst von Haselberg von 1862 bis 1866 am Frankenwall errichtet; es verfügte über 120 Betten und galt als modernes Hospital, es verfügte über Bäder und Wasserspülung. 1874 wurde am Neuen Markt ein Militärlazarett eröffnet (siehe Neuer Markt 16/17).
Im Jahr 1816 praktizierten in Stralsund sechs Ärzte, 1871 waren es 16. Zudem wurden die Soldaten der Garnison von Militärärzten betreut. Es beteiligten sich Barbiere, Buchhändler, Friseure, Kaufleute, Konditoren und sogar Schmiede am Handel mit „Geheimmitteln“.

#### Badewesen
Ärzte empfahlen ihren Patienten warme Bäder, was durch öffentliche Einrichtungen möglich wurde. Anfang des 19. Jahrhunderts gab es eine Warmbadeanstalt außerhalb der Stadtmauern. 1829 eröffnete Gottfried Kirchhoff an der Fährstraße ein russisches Dampfbad. Andere Duschbäder kamen in der zweiten Jahrhunderthälfte hinzu. Am 19. März 1887 wurde die noch heute vorhandene „Warmbadeanstalt“ in der Sarnowstraße eröffnet. Auch das Johanniskloster bot ein Dampfbad für Arme an.
Das Baden im kalten Wasser kam nur zögerlich auf. Im Strelasund durfte ab 1815 im Bereich vom Kniepertor bis nach Parow gebadet werden. Mehrere Seebadeanstalten eröffneten, ab 1838 wurde auch Schwimmunterricht angeboten.

#### Trinkwasserversorgung
Die Sterblichkeit lag in Stralsund im Zeitraum 1851 bis 1865 bei 27,60 auf 1000 Einwohner, was außergewöhnlich hoch war. Gründe hierfür lagen unter anderem in der mangelhaften Trinkwasserversorgung. Die Stadt gewann ihr Trinkwasser aus den Stralsunder Stadtteichen, die wiederum durch das Gewerbe zunehmend verunreinigt wurden. Schwere Epidemien waren regelmäßig zu verzeichnen.
Von 1816 bis 1871 gab es im städtischen Krankenhaus 1700 Patienten, die wegen Unterleibstyphus eingeliefert worden waren, 841 litten an Wechselfieber und 445 an der Cholera. In den Jahren 1849–1850 starben 461 Stralsunder an der Cholera, vor allem aus der ärmeren Bevölkerung. Die Ruhr war als Krankheit schon fast „normal“. Bei einer Pockenepidemie in den Jahren 1870/1871 starben von 1805 Erkrankten 410.
Auf dem Gebiet der Stadt wurde seit der zweiten Hälfte des 19. Jahrhunderts nach Quellen mit einwandfreiem Wasser gesucht, jedoch war das Ergebnis negativ. Stadtbaumeister Ernst von Haselberg schlug 1858 vor, ein Wasserwerk am Borgwallsee zu errichten; dies wurde wegen der Kosten vom Bürgerschaftlichen Kollegium abgelehnt. Die Teiche wurden vertieft und in der von Haselberg gebauten Wasserkunst am Kütertor wurden zusätzliche Filter eingebaut.
Erst 1884 wurde der Plan von Haselbergs umgesetzt und in Lüssow ein Wasserwerk gebaut. Da auch die Arbeiten an der Stralsunder Kanalisation in diesem Jahr ihren Abschluss fanden, konnte fortan die Versorgung mit einwandfreiem Trinkwasser sichergestellt werden. Die grassierende Typhusepidemie erlosch.

### Kultur (Preußenzeit 1815–1900)
Um dem Wunsch der Bürger nach Wissen nachzukommen, gründeten sich im 19. Jahrhundert zahlreiche Vereine, die in Vorträgen Forschungsergebnisse vermittelten. 1816 wurde der „Musikalische Verein“, 1824 der „Konzertverein“ und 1825 die „Liedertafel“ gegründet, Letztere betrieben ein Streichorchester und Chöre. In den drei Pfarrkirchen Stralsunds (St. Marien, St. Nikolai und St. Jakobi) fanden Orgelkonzerte auf den berühmten Instrumenten statt.
Gottlieb Christian Mohnike gründete 1835 den „Literarisch-Geselligen Verein“, 1841 wurde der „Kunstverein für Neuvorpommern und Rügen“ gegründet.
Rudolf Baier hatte größten Anteil am Aufbau und der Entwicklung des vom Kunstverein gegründeten „Neuvorpommerschen Museum für einheimische Altertümer und Kunstgegenstände in Stralsund“. Aus diesem am 1. Juli 1859 in der Alten Küche des Stralsunder Rathauses eröffneten Museum ging dann das heutige Kulturhistorische Museum Stralsund hervor.
Weitere Vereinsgründungen waren 1864 der „Polytechnische Verein“, 1867 der „Nautische Verein“ und viele andere.
Am 28. August 1834 öffnete das Stralsunder Theater im Haus Alter Markt 9. Insgesamt 600 Personen hatten hier Platz. Zuvor gab es verschiedene Spielstätten, so im Haus der Brauer-Compagnie in der Heilgeiststraße, wo am 7. August 1827 Angelica Catalani auftrat. Anton Rubinstein spielte am 14. November 1868 im „Hotel de Brandenbourg“. Das heutige Theater wurde 1914 am vor der Altstadt gelegenen Platz eröffnet.

### Katastrophen (Preußenzeit 1815–1900)
Im 19. Jahrhundert richteten vor allem zwei Katastrophen starke Schäden in Stralsund an. Beide Male traf ein Hochwasser die Hafen-Vorstadt. Im November 1864 wurde der Ausbau dieser Vorstadt zurückgeworfen.
Eine weitere Hochwasserkatastrophe gab es am 12. und 13. November 1872. Bei orkanartigen Stürmen (siehe Ostseesturmhochwasser 1872) stieg der Pegel auf 2,35 Meter über dem Mittelwasser der Ostsee. Die „Stralsundische Zeitung“ ließ einen Augenzeugen berichten: „Von der äußeren Stadtmauer an war alles eine tobende Flut, aus der nur die Speicher am Hafen hervorragten; brausend und brandend rollten mächtige Wogen bis auf die Zugbrücken der äußeren Tore. Die Schiffe im Hafen und die Fahrzeuge im Kanal wurden von Wind und Wellen hin und her und gegeneinander geschleudert. Aber noch nicht genug des Schreckens und der Gefahr, – es geriet die Kalkniederlage außerhalb des Badentores in Brand, … eine funkensprühende Flammeninsel inmitten der alles überflutenden Wassermassen, –überall Zerstörung. Außerhalb des Hafens befinden sich auf dem Mast eines gesunkenen Schiffes zwei Menschen, verzweifelnd um Hilfe rufend, aber alle Rettungsversuche erweisen sich bei der Brandung und dem rasenden Sturme als unausführbar …“.
Der Sturm hatte den gesamten Hafen mit Schiffsteilen und Bootstrümmern übersät, 19 Schiffe waren auf den Kai geworfen worden. Die Hafenanlagen der Eisenbahn sowie die Verladebrücken waren zerstört, die anliegenden Häuser standen meterhoch unter Wasser.

## 1900–1933 (Preußenzeit und Weimarer Republik)
Der Regierungsbezirk Stralsund bestand aus fünf Kreisen: Dem Stadtkreis Stralsund und den Landkreisen Franzburg, Greifswald, Grimmen und Rügen. Im Jahr 1900 lebten in diesem, über 400.000 Hektar großen Regierungsbezirk, 216.340 Menschen; der Bezirk umfasste 14 Städte, 191 Landgemeinden und 668 Gutsbezirke. Der Regierungsbezirk bestand bis Oktober 1932.
Die Einwohnerzahl stieg von 38.185 im Jahr 1919 auf 43.360 im Jahr 1933. 1928 wurden die Orte Andershof, Devin, Grünhufe, Langendorf, Lüssow, Voigdehagen und Klein Kedingshagen eingemeindet; das Stadtgebiet umfasste damit 3725 Hektar, wovon 1335 Hektar in städtischem Besitz waren. Außerhalb der Stadtgrenzen besaß die Stadt 3539 Hektar Grund.

### Politik (1900–1933)
Im Jahr 1891 war in Stralsund die erste Organisation der Sozialdemokratischen Partei Deutschlands (SPD) entstanden. Größten Einfluss aber hatte die Deutschkonservative Partei; weitere politische Parteien und Organisationen mit Einfluss im Regierungsbezirk Stralsund waren u. a. die Freisinnige Volkspartei, der Deutsche Flottenverein, die Deutsche Kolonialgesellschaft.
Bei den Reichstagswahlen 1903 erhielt der Kandidat der SPD in Stralsund 1257 Stimmen. Am 1. Mai 1905 wurde erstmals in Stralsund der 1. Mai mit Arbeitsniederlegungen der Bauarbeiter begangen. 89 Streiks fanden in den Jahren 1904 bis 1913 im Regierungsbezirk statt. Der sozialdemokratische Anwalt und Politiker Karl Liebknecht vertrat vor Gericht die Interessen auch Stralsunder Genossen. Liebknecht weilte vom 3. bis 5. September 1909 in Stralsund und nahm am Abend des 4. September an einer Veranstaltung mit über 400 Teilnehmern teil, auf der er die Rüstungspolitik anprangerte und die Lebensbedingungen der Werktätigen thematisierte. Am 10. April 1910 fand in der Stadt eine Kundgebung gegen das Dreiklassenwahlrecht Preußens und das Wahlrecht zum Bürgerschaftlichen Kollegium statt, über 800 Stralsunder beteiligten sich daran. Am 14. September 1911 demonstrierten 1600 Stralsunder gegen einen Krieg. Bei der Reichstagswahl 1912 erhielt die SPD mit ihrem Kandidaten, dem Schriftsteller Simon Katzenstein, in Stralsund 2244 Stimmen, 522 Mitglieder hatte die Partei vor Ort.
Der Erste Weltkrieg spaltete bald die Bevölkerung in Kriegsbefürworter und Kriegsgegner. Unter dem Einfluss der Oktoberrevolution in Russland kam es zu einer Stärkung linker Positionen unter den Arbeitern. Am 24. Mai 1917 beschloss eine Mehrheit der Stralsunder SPD-Mitglieder, zur Unabhängigen Sozialdemokratischen Partei Deutschlands (USPD) überzutreten, der Beschluss wurde auf der Kreisgeneralversammlung am 3. Juni 1917 bestätigt.
Am 24. September 1917 wurde eine Ortsgruppe der Deutschen Vaterlandspartei (DVP) gegründet, der sich zunächst 325 Stralsunder anschlossen und die im November 1917 bereits 1258 Mitglieder hatte.
In Kriegsanleihen brachten Stralsunder über drei Millionen Mark auf, nach einer vaterländischen Kundgebung in der Nikolaikirche am 30. Oktober 1918 wurden für weitere 580.000 Mark Anleihen gezeichnet. 1055 Stralsunder starben im Krieg.
Am 5. November 1918 erreichten die Meldungen über den Kieler Matrosenaufstand Stralsund. Von Seiten der Stadt wurde der Aufbau einer Bürgerwehr beschlossen. Am 9. November 1918 kam es zu Streiks in der Luftfahrt-Gesellschaft und der Zuckerfabrik, Initiator war die USPD. Auf dem Alten Markt bekundeten tausende Teilnehmer, Arbeiter und Soldaten, ihren Unmut über eine Fortsetzung des Krieges. Ein Arbeiter- und Soldatenrat wurde noch am selben Abend gewählt. Auf einer von der SPD einberufenen Versammlung am 9. November, an der 2000 Personen teilnahmen, wurde zur Besonnenheit aufgerufen und baldige Neuwahlen verlangt. Am folgenden Tag wurde ein SPD-naher Arbeiterrat gegründet. Der USPD-nahe Arbeiter- und Soldatenrat ließ das Post- und Telegraphenamt besetzen und am 11. November 1918 Oberbürgermeister Ernst Gronow und Bürgermeister Lütke verhaften.
Eine Minderheit der Soldaten der Garnison Stralsund wählte am 9. November 1918 einen Soldatenrat. Das Offizierskorps ließ daraufhin am 10. November neu wählen, wobei ein Rat gewählt wurde, der den Interessen des Offizierskorps nahestand. Die Wachen im Post- und Telegraphenamt wurden durch antirevolutionäre Einheiten ersetzt, Gronow und Lütke freigelassen. Am 12. November 1918 trafen sich Vertreter des Soldatenrates, des SPD-nahen Arbeiterrates und der städtischen Verwaltung. Der Soldatenrat ließ abschließend mitteilen, es seien „alle Maßnahmen getroffen, um die absolute Ruhe und den Schutz des Eigentums zu gewährleisten. (...) Die höheren militärischen Kommandostellen (...) haben die Tätigkeit des Soldatenrates autorisiert.“ Ebenfalls am 12. November 1918 bildeten Vertreter von SPD und USPD einen Arbeiterrat, der sich am Folgetag mit dem Soldatenrat zusammenschloss. Am 17. November veranstaltete der Rat eine Kundgebung zu Ehren der Revolution, auf der auch der Oberbürgermeister Gronow redete. Der Stettiner Rechtsanwalt und Landsturmmann Brock, der den Rat anführte, erklärte: „Russland muss uns ein abschreckendes Beispiel sein. Das Volk muss sich daher den Einflüssen jener bolschewistischen Gruppe verschließen, deren Herrschaft notwendigerweise zu einem Bürgerkrieg führen muss“. Die Kundgebung schloss mit einer Resolution, wonach der Arbeiter- und Soldatenrat gewillt sei, seine Tätigkeit gemäß den Beschlüssen der sozialdemokratischen Regierung auszuüben; jede Diktatur sei abzulehnen. Am 22. November 1918 wurde die Macht der Polizei und am 27. November die des Offizierskorps wiederhergestellt. Am 25. November 1918 konstituierte sich ein aus 40 Personen bestehender Bürgerausschuss unter Vorsitz von Oberlyzealdirektor Karl Müller und Stadtsyndikus Carl Heydemann.
In der Weimarer Republik hatte die Arbeiterbewegung entscheidenden Einfluss auf das Stadtgeschehen. Bereits bei den Wahlen zur Nationalversammlung am 19. Januar 1919 wurde in Stralsund die Sozialdemokratische Partei Deutschlands (SPD) mit 7573 Stimmen Wahlsieger vor der Deutschen Demokratischen Partei (DDP) mit 6768 Stimmen. Die restlichen Stimmen der 22.929 Bürger, die Im Januar 1919 zur Wahl gingen, verteilten sich auf die Deutsche Volkspartei (DVP) mit 3195, Deutschnationale Volkspartei (DNVP) mit 1103, Unabhängige Sozialdemokratische Partei Deutschlands (USPD) mit 487 und die Deutsche Zentrumspartei (Zentrum) mit 215 Stimmen. Die Kommunisten nahmen nicht teil – einerseits hatte die KPD die Wahl boykottiert, andererseits entstand in Stralsund erst am 18. September 1919 entstand eine Ortsgruppe der Kommunistischen Partei Deutschlands (KPD). In das Bürgerschaftliche Kollegium wurden am 2. März 1919 27 Abgeordnete der bürgerlichen Parteien, 17 Abgeordnete der SPD, zwei der USP und zwei des Staatsarbeiterverbandes gewählt; sechs Frauen gehörten zu den Abgeordneten.
Im Februar 1919 waren 800 Stralsunder arbeitslos. Die soziale Lage vieler Arbeiterfamilien verschlechterte sich. Am 4. Mai 1919 erzwangen zahlreiche Hausfrauen den Verkauf des frisch gefangenen und für den Versand in andere Städte bestimmten Fischfangs auf dem Alten Markt; tausende Einwohner versammelten sich daraufhin dort. Oberbürgermeister Gronow ließ die Polizei anrücken, später wurde die Reichswehr aus Greifswald angefordert. Es kam zu schweren Kämpfen zwischen Arbeitern und den Soldaten der Reichswehr. Vom 5. bis zum 25. Mai 1919 stand die Stadt unter verschärftem Belagerungszustand.
Nach dem Kapp-Putsch im März 1920 kam es auch in Stralsund wie in anderen Städten zu Unruhen. Am 16. März begann ein Generalstreik unter Führung der USPD. Dieser dauerte auch nach der Niederschlagung des Putsches weiter an, erst am Abend des 25. März wurde die Beendigung des Streiks beschlossen. Die USPD erhielt bei den Wahlen zum Reichstag am 6. Juni 1920 mit 4610 Stimmen nahezu zehnmal so viel wie noch 1919. Wahlsieger wurde die DVP (8363 Stimmen, ein Zuwachs von 5168 Stimmen gegenüber 1919). Die DNVP erhielt 2957 Stimmen, die SPD 2221, was ein Minus von 5352 Stimmen darstellte. Ihr folgte die DDP mit 1791 Stimmen, ein Minus von 4977 Stimmen. Die erstmals angetretene KPD bekam 93 Stimmen. Bei der Reichstagswahl am 4. Mai 1924 wurde die DNVP stärkste Kraft in Stralsund, ihr gaben 8547 Stralsunder ihre Stimme. Die SPD erhielt 3534 Stimmen, die KPD 1825, die DVP 1417 und die Deutschvölkische Freiheitspartei 1374 Stimmen. Sieben Monate später, bei der Reichstagswahl am 7. Dezember 1924, erhielt die SPD 5346 Stimmen, die KPD 768 Stimmen.
Zur Vorbereitung des Volksbegehrens zur Fürstenenteignung arbeiteten SPD und KPD in Pommern zusammen; in Stralsund kam es nicht zur Bildung eines gemeinsamen Arbeitsausschusses. 4468 Wähler gaben dem Begehren ihre Zustimmung, an dem dann am 20. Juni 1926 von 143.600 Wahlberechtigten des Regierungsbezirks Stralsund 38.299 an der Abstimmung teilnahmen; 35.953 stimmten mit „ja“. In Stralsund selbst nahmen von 24.561 Wahlberechtigten 6408 teil, von denen 6091 dem Begehren zustimmten.
Am 12. September 1927 besuchte Reichspräsident Paul von Hindenburg Stralsund.
Die wirtschaftlichen Folgen der Weltwirtschaftskrise führten zur Radikalisierung der Politik. Die Nationalsozialistische Deutsche Arbeiterpartei (NSDAP) gewann bei der Reichstagswahl am 14. September 1930 5476 Stimmen. Die Nationalsozialisten konnten ihren Stimmenanteil bei der nächsten Wahl am 10. April 1932 auf 12.281 von 23.336 abgegebenen Stimmen erhöhen. Am 31. Juli 1932 erhielt die NSDAP 12.079 Stimmen, die SPD 6254, die DNVP, die den Oberbürgermeister Carl Heydemann stellte, 3596 Stimmen, die KPD 1960, das Zentrum 310, die DVP 273, die Staatspartei 215, der Christlich-Soziale Volksdienst 68, die Wirtschaftspartei 42 und das Landvolk neun Stimmen, bei einer Wahlbeteiligung von 90,5 Prozent. Zwar verlor die NSDAP bei der Reichstagswahl am 6. November 1932 knapp 3000 Stimmen, blieb aber stärkste Kraft.

#### Politische Ehrungen
Auf dem Gelände des Stralsunder Gymnasiums im ehemaligen Katharinenkloster wurde am 2. September 1900 eine Büste zum Gedenken an Ernst Moritz Arndt, der diese Schule besucht hatte und in Stralsund tätig gewesen ist, eingeweiht. Auf dem Alten Markt entstand das Denkmal für Lambert Steinwich, das am 24. Juli 1904 eingeweiht wurde. Vor dem Kniepertor entstand das Denkmal zu Ehren des in Stralsund gefallenen Ferdinand von Schills. Die Stadt beschloss am 18. März 1914 die Errichtung eines Reiterstandbildes Kaiser Wilhelm II. aus Anlass des 100. Jahrestages der Vereinigung Stralsunds mit Preußen; dieses Vorhaben wurde jedoch wegen des Krieges nicht umgesetzt.

### Wirtschaftliche Entwicklung (1900–1933)
Der maßgebliche Wirtschaftszweig im Regierungsbezirk Stralsund war die in den Händen der Junker liegende Landwirtschaft. Größere Industriebetriebe waren nicht vorhanden. Während im Jahr 1895 57,4 % der Beschäftigten im Regierungsbezirk in der Landwirtschaft tätig waren, arbeiteten nur 30,4 % in der Industrie. Die Industriebetriebe hingen wiederum oft direkt von der Landwirtschaft ab. Weitere Wirtschaftszweige waren die Fischerei und der Handel mit den Erzeugnissen der Landwirtschaft. Die größten Unternehmen in Stralsund waren die Vereinigte Stralsunder Spielkartenfabriken AG, die Zuckerfabrik AG und die Pommersche Eisengießerei und Maschinenfabrik AG. Die Spielkartenfabrik beschäftigte im Jahr 1901 135 und im Jahr 1913 200 Arbeiter, die Zuckerfabrik über 300. Weitere Betriebe in der Stadt waren u. a. eine Zementfabrik, vier Brauereien, vier Kornbrennereien, zwei Dampfmühlen, mehrere Essigfabriken, Bauunternehmen, die Stralsunder Eisengießerei und Maschinenfabrik C. A. Beug, die Stralsunder Bogenlampenfabrik und die Pianofortefabrik J. P. Lindner. Von über 600 Handwerkern und Gewerbetreibenden, die im Jahr 1904 registriert waren, stellten die Schuhmacher mit 139 den größten Teil, gefolgt von 54 Schneidern, 53 Frisören, 48 Fleischern und 42 Bäckern. 581 Meister, 651 Gesellen und 3222 Lehrlinge arbeiteten in diesem Jahr in 18 Gewerken.
Der Beginn des Ersten Weltkrieges am 1. August 1914 brachte auch für Stralsund eine Zäsur. Männliche Stralsunder wurden zum Kriegsdienst eingezogen. Die Lebensmittelpreise stiegen, und ab 1915 wurden die Grundnahrungsmittel rationiert.
Die Stralsunder Spielkartenfabrik, die zur kriegswichtigen Industrie zählte, verdoppelte zwischen 1914 und 1918 ihre Gewinne. Im Sommer 1918 wurde eine Niederlassung der Luftfahrzeug-Gesellschaft (LFG) in Stralsund gegründet, die Wasserflugzeuge (Typ „Albatros“) fertigte. Der kriegswichtige Betrieb beschäftigte 300 Arbeiter, die überwiegend aus den Industriezentren Bitterfeld und Magdeburg stammten. Mitte der 1920er Jahre schloss die LFG ihre Stralsunder Niederlassung.
Von 1924 bis 1927 lag die Zahl der Arbeitslosen in Stralsund zwischen 600 im Sommer und 1100 zum Jahreswechsel. Im März 1928 lag die Zahl der Erwerbslosen bei 1435, im Dezember 1928 bei 2408.
1931 wurde die Spielkartenfabrik in Stralsund geschlossen, nachdem der Betrieb komplett nach Altenburg verlegt worden war. Die Bedeutung des Hafens ging zurück, und nur zwei kleinere Werften existierten noch in der Stadt. Die Zuckerfabrik beschäftigte während der Saison zwischen 500 und 700 Arbeiter. Weitere nennenswerte Betriebe waren die Gas- und Wasserwerke, Elektrizitätswerk und Straßenbahn AG, Maschinenfabrik Beug und die Pommersche Eisengießerei. Die Weltwirtschaftskrise schlug sich auch in der Stralsunder Wirtschaft nieder. Von 1929 bis 1931 wurden 65 Konkurse angemeldet und 171 Zwangsversteigerungen durchgeführt. Ende Januar 1932 waren im Bereich des Arbeitsamtes Stralsund 16.277 Menschen als arbeitslos registriert.

### Städtebau (1900–1933)
Die Zahl der Gebäude in der Stadt Stralsund wuchs von 3607 im Jahr 1900 auf 4520 im Jahr 1914 an. Vor allem in der Frankenvorstadt, Kniepervorstadt und Tribseer Vorstadt wurde gebaut. Mehrere Schulen, ein Theater (1913/1914) und eine Nervenheilanstalt (1912) wurden errichtet.
Im Jahr 1925 wurden in Stralsund 2380 Wohnhäuser gezählt, im Jahr 1933 waren es 3128.

### Schulwesen (1900–1933)
Ab 1911 wurde das Stralsunder Lyzeum errichtet, ebenso drei Vorschulen in den Vorstädten. 5751 Schüler wurden im Jahr 1914 von 180 Lehrern unterrichtet.
Im Jahr 1926 existierten in Stralsund vier städtische und eine katholische Volksschulen, zwei Mittelschulen, ein Gymnasium, ein Oberlyzeum eine Oberrealschule und eine Hilfsschule. Die 93 Lehrer der vier städtischen Volksschulen unterrichteten 3573 Kinder, 210 Schüler besuchten das Gymnasium und 324 Schüler die Oberrealschule. Eine Gewerbe- und Kaufmännische Berufsschule besuchten 1426 Handwerkslehrlinge und 531 kaufmännische Lehrlinge. Im Jahr 1927 wurde eine Landwirtschaftsschule gegründet.

### Gesundheitswesen (1900–1933)
Im Jahr 1912 wurde an der Rostocker Chaussee die Heil- und Pflegeanstalt für Nervenkranke eröffnet, die über 560 Betten verfügte.

### Kultur (1900–1933)
Auf einem Platz vor dem Kniepertor wurde in den Jahren 1913/1914 ein neues Stralsunder Stadttheater nach Plänen des Kölner Architekten Carl Moritz errichtet. Es wurde am 16. September 1916 eröffnet. Nachdem es zunächst in städtischer Hand betrieben wurde, ging es 1921 in Pacht über.
1920 wurde das Laientheater „Plattdütsch Späldäl to Stralsund“ gegründet, das sich der Pflege des Plattdeutschen widmete. Drei Lichtspieltheater existierten in der Stadt: Das Union-Theater in der Frankenstraße Nr. 7, die Scala am Frankendamm Nr. 7 und die Bismarck-Lichtspiele in der Mühlenstraße Nr. 20.
Das Museum für Neuvorpommern und Rügen wurde 1924 im ehemaligen Katharinenkloster neu eröffnet.

### Militärische Einrichtungen (1900–1933)

Reichswehr in der Stralsunder Kaserne 1928

In der Garnison Stralsund befanden sich Kasernen des I., II. und IV. Bataillons des Infanterieregiments Prinz Moritz von Anhalt-Dessau Nr. 42 (bzw. deren Nachfolgeeinrichtungen).

## 1933–1945: Zeit des Nationalsozialismus
Die Zeit von 1933 bis 1945 war geprägt von der Herrschaft der Nationalsozialisten und vom Zweiten Weltkrieg.

### Politik (1933–1945)
1933, nach der Ernennung Adolf Hitlers zum Reichskanzler, veranstaltete die KPD in Stralsund am 31. Januar eine Demonstration. Die mehreren hundert Teilnehmer wurden von Nationalsozialisten überfallen. Darauf versammelten sich am folgenden Tag über 1000 Stralsunder auf dem Alten Markt. Zu einer weiteren Kundgebung gegen den Nationalsozialismus versammelten sich am 19. Februar 1933 mehrere tausend Menschen in Stralsund.
Am 4. Februar 1933 wurde das Bürgerschaftliche Kollegium aufgelöst. Bei den Reichstagswahlen am 5. März 1933 gewann die NSDAP die Wahl in Stralsund mit 13.407 Stimmen. Es folgten die SPD mit 5.945, DNVP mit 4.537, die KPD mit 1.737, die DVP mit 277, die Zentrumspartei mit 260, die Staatspartei mit 187, der Christlich-Soziale Volksbund mit 60, die Sozialistische Kampfgemeinschaft mit 9 und die Deutsche Bauernpartei mit 5 Stimmen. Auch bei der Neuwahl zum Bürgerschaftlichen Kollegium am 12. März 1933 gewann die NSDAP die absolute Mehrheit. Die neu gewählten Stadtvertreter traten am 5. April 1933 zusammen. Die acht SPD-Abgeordneten, darunter Otto Kortüm, erschienen nach wenigen Wochen nicht mehr zu den Sitzungen. Die NSDAP versuchte nun, die DNVP zu entmachten. Am 7. Juni 1933 brachte die NSDAP-Fraktion ein Misstrauensvotum gegen Oberbürgermeister Carl Heydemann (DNVP) und Bürgermeister Walter Freudenhagen ein; dieser Antrag wurde mit der Stimmenmehrheit der NSDAP gegen die Stimmen der DNVP angenommen. Die Absetzung des Oberbürgermeisters hätte jedoch nur der Innenminister anordnen können, in einer Sitzung des Rates am 22. Oktober 1934 erklärte Heydemann, dass er selbst der „Führer der Selbstverwaltung“ sei, „solange der Oberbürgermeister das Vertrauen des Innenministers“ habe. Auch weitere Versuche, ihn aus dem Amt zu drängen, scheiterten, und Heydemann blieb bis Mai 1936 und damit die vollen zwölf Jahre seiner Amtszeit Oberbürgermeister. Sein Nachfolger wurde Werner Stoll (NSDAP).
Ab März 1933 konnte die KPD, ab 22. Juni 1933 auch die SPD nicht mehr legal wirken. Das Vermögen der Parteien war eingezogen worden, dazu zählten das Gewerkschaftshaus sowie das Verlagshaus der SPD, Alter Markt 9. Zahlreiche Sozialdemokraten und Kommunisten wurden verhaftet, Juden wurden verfolgt. Die in Stralsund gegründete Firma Wertheim wurde 1937 enteignet. Ebenso erging es Leonard Tietz, der in Stralsund ein Warenhaus gegründet hatte.
Unter dem Motto „Junger Norden“ wurden ab 1937 Jugendtreffen veranstaltet, an denen auch Schweden teilnahmen. 95 Prozent der Stralsunder Jugendlichen zwischen 10 und 14 Jahren gehörten im September 1937 der Hitler-Jugend an, von den Jugendlichen zwischen 15 und 18 Jahren waren es 80 Prozent.
1939 wurden 1287 Patienten der Stralsunder Heil- und Pflegeanstalt über den Güterbahnhof Stralsund zur Liquidation in den Wald von Piasnica verfrachtet. Verantwortlich war der Gauleiter in Pommern Franz Schwede. Diese Anstalt war die erste in Deutschland, die davon betroffen war. Sie wurde danach von der Waffen-SS genutzt.
Am 9. November 1939 fand auf dem Alten Markt eine Vereidigung von SS-Angehörigen statt. Zuvor war im Stralsunder Theater eine Feier zum Gedenken an den Hitler-Putsch im November 1923 abgehalten worden. In der Nacht zum 10. November 1938, der Reichspogromnacht, zerstörten SA- und SS-Männer jüdische Geschäfte und Wohnungen und setzten die Synagoge in Brand (siehe auch Geschichte der Juden in Stralsund).

### Wirtschaftliche Entwicklung (1933–1945)
Die Einwohnerzahl Stralsunds stieg von 44.739 im Jahr 1933 auf 49.342 im Mai 1939 an, im September 1939 waren es 49.705 Einwohner und 3000 Militärangehörige; am 1. Juli 1944 zählte die Stadt 50.320 Einwohner.
Nach der Grundsteinlegung für den Rügendamm am 1. August 1931 stockten die Arbeiten 1932; ab September 1933 wurden die Arbeiten wieder aufgenommen und stark vorangetrieben. Nach der Freigabe für den Eisenbahnbetrieb am 5. Oktober 1936 wurde am 13. Mai 1937 auch die Straße für den Verkehr freigegeben. 26 Millionen Reichsmark waren in das Projekt geflossen. Mit der Fertigstellung verbesserten sich die Verkehrsbedingungen nach Rügen und weiter nach Schweden.
Im Stralsunder Hafen wurden 1933 178.885 Tonnen Einfuhrgüter umgeschlagen, im Jahr 1935 waren es 264.532 Tonnen. Exportiert wurden 1936 152.410 Tonnen, darunter 124.281 Tonnen Getreide.
Die Firmen Wertheim und Tietz wurden 1938 bzw. 1933/34 durch „Arisierung“ enteignet. Am 15. Oktober 1938 in Stralsund noch 20 kleinere Geschäfte, deren Inhaber Juden waren. Auch diese wurden enteignet und die Besitzer verfolgt und deportiert. Am 11. Mai 1939 meldete Oberbürgermeister Werner Stoll dem Gauleiter Schwede-Coburg in Stettin die Beendigung der „Abwicklung“ der jüdischen Betriebe.
Am 7. Januar 1941 wurde beim Amtsgericht Stralsund die Kröger-Werft GmbH eingetragen, am 13. März 1941 begann man mit dem Bau auf einem 56.700 Quadratmeter großen Grundstück im Industriehafen, wobei viele Kriegsgefangene eingesetzt wurden. Ein Teil des Fischereihafens wurde verlegt und im Hafen der Südkai angelegt. Am 1. April 1942 begann die Produktion in der Werft. In der Zuckerfabrik waren 1942 232 sowjetische Kriegsgefangene und 45 Kriegsgefangene aus anderen Ländern eingesetzt, 1943 waren es 241 Kriegsgefangene aus Italien und 20 sowjetische Kriegsgefangene.

### Städtebau (1933–1945)
Zwischen 1933 und 1939 wurden 700 Wohnungen gebaut, die allerdings zumeist der Unterbringung von Militärpersonen dienten.

### Gesundheitswesen (1933–1945)
1940 wurde die Landesheilanstalt an der Rostocker Chaussee in eine Kaserne der Waffen-SS umgewandelt. Die Heiminsassen wurden deportiert. Im Juli 1943 ordnete Oberbürgermeister Fichtner die Schließung des „St.-Josefs-Waisenhauses“ und der „St.-Josefs-Kapelle“ an. Das Heim hatte 30 Kinder betreut.

### Militärische Einrichtungen (1933–1945)

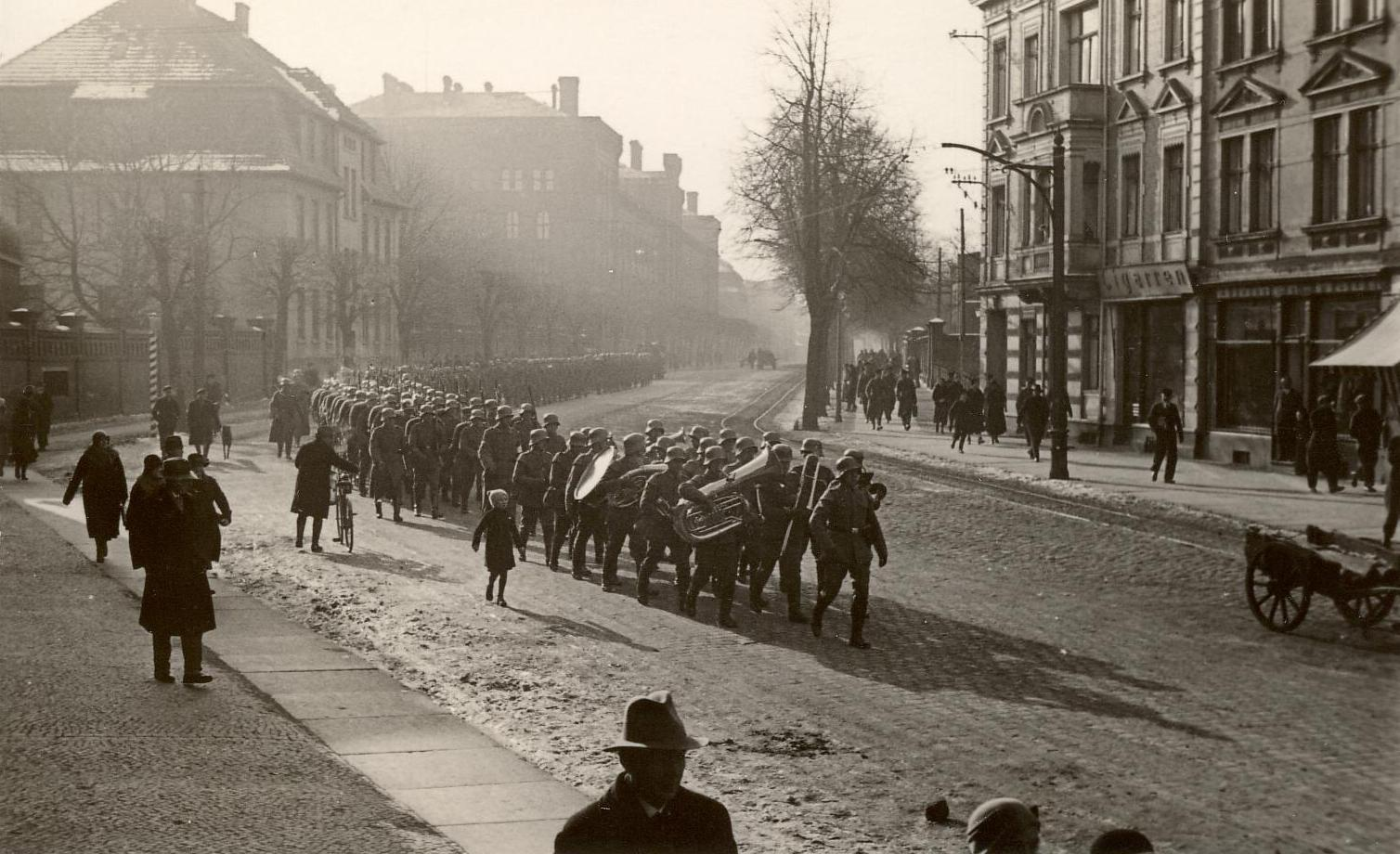
Frankenkaserne Stralsund im Hintergrund

Marine Stralsund

Nach einem Beschluss aus dem Jahr 1936, ein Infanterie-Bataillon nach Stralsund zu verlegen, wurden in der Tribseer Vorstadt die „Prinz-Moritz-Kasernen“ gebaut und 1937 bezogen. Das Bataillon war auch am Überfall auf Polen beteiligt.
Auf dem Dänholm war die 7. Schiffsstammabteilung stationiert, in der Frankenkaserne die 6. Kompanie. Die 11. Schiffsstammabteilung bezog neu gebaute Kasernen nordwestlich der Schwedenschanze.
Ein großes Marinelazarett wurde am 14. Oktober 1938 am Ufer des Strelasundes, der Sundpromenade, eingeweiht (heute Krankenhaus am Sund). Zudem befanden sich in Parow eine Fliegerwaffenschule (See) und ein Fliegerhorst.

### Stralsund zum Kriegsende
Bombenangriffe fanden am 13. Mai 1944, 20. Juni 1944, 18. Juli 1944 und 6. Oktober 1944 statt. Der Angriff am 6. Oktober 1944 mit 146 „Fliegenden Festungen“ vom Typ B 17 forderte über 800 zivile Opfer und zerstörte bzw. beschädigte 8000 Wohnungen, auch wertvolle Baudenkmale gingen verloren.
Mit dem Näherrücken der Roten Armee wurde im April 1944 der Ausbau der Stadt zur Festung organisiert.
Am 28. April 1945, drei Tage bevor Stralsund durch die 90. Schützendivision der Roten Armee erobert wurde, wurde die Rügendammbrücke für Flüchtlinge auf Weisung des Gauleiters Schwede gesperrt und die errichteten Panzersperren verschlossen. General Kurt Hauschulz bezog seinen Gefechtsstand im Stadttheater. Am 29. April 1945 gab Schwede den Räumungsbefehl für die Zivilbevölkerung. Zu dieser Zeit waren in Stralsund 32.396 Einwohner gemeldet. Dazu kamen 24.614 gemeldete Flüchtlinge sowie 4279 Fremdarbeiter und Kriegsgefangene. Einen Tag später hatte circa die Hälfte der Bewohner die Stadt flüchtend in Richtung Franzburg, Barth und Rügen verlassen.
Zur Verteidigung bezogen die Einsatzverbände am 30. April 1945 die Befestigungen. Darunter waren auch Hitlerjungen. Der Gefechtsstand wurde vom Stadttheater in den Silo von Koch und Poggendorf verlegt und alle nicht mehr verwendbaren Schwimmfahrzeuge, auch Segeljachten, im Hafen gesprengt. Bei einem kleinen Gefecht mit russischen Truppen in der Nähe von Andershof verloren zwölf Hitlerjungen ihr Leben. In der Nacht zum 1. Mai 1945 würden Einsatzverbände nach Rügen verlegt und SS-Einheiten, Pioniere, Veterinäreinheit, Festungsbaustab, Auffangstab und ein Stab einer Volksgrenadier-Division zogen nach Westen ab. Am frühen Morgen wurde die Ziegelgrabenbrücke gesprengt. Das Segelschulschiff Gorch Fock wurde mittels Sprengstoff am 30. April 1945 im Strelasund, mit stehenden Masten noch gut sichtbar, versenkt.
Die Rote Armee rückte in Stralsund nahezu kampflos ein.

## 1945–1949: Sowjetische Besatzungszone Deutschlands
Nach dem Ende des Zweiten Weltkrieges, das für Stralsund der 1. Mai 1945 darstellte, begann die Zeit der Zugehörigkeit zur Sowjetischen Besatzungszone Deutschlands.

### Politik (1945–1949)
Die Rote Armee zog am 1. Mai 1945 nahezu kampflos in die in den Morgenstunden von der Wehrmacht in Richtung Rügen verlassene Stadt ein. Am Abend desselben Tages traf Generalmajor Nikolai Grigorjewitsch Ljaschtschenko, Kommandeur der 90. Ropschaer Schützendivision der 2. Weißrussischen Front, in Stralsund ein. Die Truppen der Wehrmacht hatten bei ihrem Abzug die zum Rügendamm gehörende Ziegelgrabenbrücke gesprengt und sich auf den Dänholm und die Insel Rügen zurückgezogen. Im Auftrag der Roten Armee wurden zwei deutsche Parlamentärgruppen ausgesandt. Der Marinearzt Friedjung Glatzner leitete die Delegation, die sich zum Dänholm begab, und Prälat Friedrich Radek diejenige, die sich nach Rügen begab. In der Nacht vom 2. auf den 3. Mai wurde der Dänholm geräumt, am 4. Mai 1945 rückte die Rote Armee kampflos auf die Insel Rügen.
Zum Stadtkommandanten wurde Oberst Formenko eingesetzt. Otto Kortüm wurde zum Oberbürgermeister ernannt, Max Fank zum Leiter der Stadtverwaltung. Am 6. Mai 1945 nahm die Stadtverwaltung ihre Arbeit auf. Als Bürgermeister arbeiteten Emil Frost und Hermann Salinger. Unter Leitung von Gottfried Grünberg und Willi Bredel arbeitete eine Gruppe der KPD am Wiederaufbau mit. Die Stralsunder Ortsgruppe der KPD nahm am 13. Juni 1945 ihre Arbeit auf. Erster Vorsitzender war Hans Kollwitz. Die SPD-Ortsgruppe Stralsund wurde am 15. Juni 1945 registriert. Im Juli wurden Ortsgruppen der Liberal-Demokratischen Partei Deutschlands (LDPD) und der Christlich-Demokratischen Union Deutschlands (CDU) gegründet.
Am 5. Juli 1945 wurden im Rahmen der Entnazifizierung 172 Mitarbeiter der Stadtverwaltung entlassen. Auch Otto Kortüm wurde, nachdem ihm eine Mitgliedschaft in der NSDAP nachgesagt wurde, aus dem Staatsdienst entlassen, Emil Frost wurde Oberbürgermeister. Am 13. November 1945 wurde ein Stadtausschuss gebildet, dem je drei Mitglieder der KPD und SPD, zwei der LDPD und eins der CDU angehörten. Dieser Ausschuss wurde im Juni 1946 durch eine aus 30 Mitgliedern bestehende Versammlung ersetzt.
Frida Wulff gründete am 19. Dezember 1945 den Frauenausschuss, der am 4. Mai 1947 im Demokratischen Frauenbund Deutschlands (DFD) aufging. Bei den Gewerkschaftswahlen im Januar 1946 wurden in der Mehrzahl Sozialdemokraten als Delegierte zur Kreisdelegiertenkonferenz des Freien Deutschen Gewerkschaftsbundes (FDGB) bestimmt. Am 12. März 1946 entstand die Kreisorganisation Stralsund der Freien Deutschen Jugend (FDJ), der 150 Mitglieder angehörten. In getrennten Kreiskonferenzen von KPD und SPD beschlossen diese am 24. März 1946 die Vereinigung der beiden Parteien zur Sozialistischen Einheitspartei Deutschlands (SED). In Stralsund entstand die erste SED-Kreisorganisation des Landes Mecklenburg-Vorpommern. Erster Vorsitzender der SED-Kreisleitung Stralsund wurde Max Fank, der 1947 wegen seiner Kritik an der Verfolgung von Sozialdemokraten abgesetzt und aus dem Kreisvorstand und der SED gedrängt wurde. Waldemar Verner und Ernst Guth wurden seine Nachfolger.
Am 15. September 1946 fanden Wahlen zur Stadtverordnetenversammlung statt; im Vorfeld warb am 12. September 1946 Otto Grotewohl für die Wahlen. Von den 27.693 abgegebenen Stimmen entfielen 13.788 auf die SED, 10.002 auf die LDPD, 3129 auf die CDU und 195 auf den Frauenausschuss. Damit erhielt die SED 26 der 50 Sitze der Stadtverordnetenversammlung, die LDPD 19 und die CDU fünf Sitze. Zwischen April 1946 und April 1947 traten 4500 Menschen in die SED ein. Bei den Betriebsratswahlen im Juni 1947 waren 51 % der Gewählten Mitglied der SED, 46 % waren parteilos.
Politische Gegner des unter sozialistischen Bedingungen geführten Neuaufbaus wurden zunehmend verfolgt. Im Juni 1947 wurde so der enteignete Gutsbesitzer Klausdorfs, von Hagemeister, nach dessen Aufforderung an die Neubauern, ihren Ablieferungspflichten nicht nachzukommen, ausgewiesen und verließ die Sowjetische Besatzungszone nur mit Handgepäck. Der Rat der Stadt beschloss am 17. Juni 1947, auch die weiteren 25 noch in der Stadt wohnenden ehemaligen Großgrundbesitzer auszuweisen.
Am 28. November 1947 sprach Wilhelm Pieck im Thälmann-Haus zum Thema „Was wird aus Deutschland?“ anlässlich der Londoner Außenministerkonferenz.
Am Ersten Deutschen Volkskongress im Dezember 1947 in Berlin nahmen aus Stralsund Waldemar Verner (SED), Kurt Kröning (LDPD), Annemarie Piontek (CDU), Walter Nolte (FDGB) und Heinz Lehmann (FDJ) teil.
Im März 1948 beendete die Entnazifizierungskonferenz ihre Arbeit. Von September 1947 bis Februar 1948 hatte diese 944 Fälle bearbeitet, von denen 221 an die Kriminalpolizei und 13 an das Gericht übergeben wurden; 25 Menschen verloren ihre Posten in leitenden Stellungen, zwei mussten ihren Beruf als Lehrer aufgeben.
Im September 1948 wurde die Ortsgruppe Stralsund der National-Demokratischen Partei Deutschlands (NDPD) gegründet.
Mit einer Großkundgebung wurde am 12. Oktober 1949 auf dem Alten Markt die Gründung der Deutschen Demokratischen Republik (DDR) und die Wahl Wilhelm Piecks zum Präsidenten gefeiert.

#### Politische Ehrungen (1945–1949)
Für den am 12. Januar 1945 hingerichteten Widerstandskämpfer Wolfgang Heinze wurde am 3. September 1946 im Löwenschen Saal des Rathauses eine Trauerfeier abgehalten, seine Urne wurde anschließend auf dem Knieperfriedhof beigesetzt.

### Wirtschaftliche Entwicklung (1945–1949)
Wichtige Industrieanlagen waren zerstört, die Transportmittel fehlten, die Energieversorgung lag am Boden. Gerade das Fehlen von Transportmöglichkeiten hemmte die sofortige Wiederaufnahme der Produktion in zahlreichen Betrieben. Die Kommandantur stellte daraufhin 25 Pferde zur Verfügung.
In einem Bericht vom 29. Juni 1945 heißt es über die Versorgungslage: „(...) Zusammenfassend kann festgestellt werden, dass die allgemeine Versorgungslage sowohl nach der Seite der Ernährung als auch der allgemeinen Wirtschaftsseite hin als trostlos zu bezeichnen ist, wenn nicht Unterstützung und Hilfe von anderer Seite gewährt wird.“ Im Juni 1945 konnten die rationierten Lebensmittel nur zum Teil zur Verfügung gestellt werden, ab 1. Juli 1945 wurde die wöchentliche Brotration von 1500 Gramm auf 750 Gramm gesenkt.
Ende Juli gab es in Stralsund 39 produzierende Industriebetriebe, 496 Handwerksbetriebe sowie 18 Groß- und 164 Kleinhandelsbetriebe.
Die Bodenreform brachte im Spätsommer 1945 die Aufteilung der der Stadt gehörenden Güter Freienlande, Grünhufe und Grünthal sowie der Klostergüter Devin und Voigdehagen und des Gutes Andershof, dessen flüchtiger Besitzer enteignet wurde – zusammen 950 Hektar – auf 83 Landarbeiter und 33 Umsiedler. 878 Arbeiter erhielten Kleingartenparzellen. Auf Beschluss der Sequesterkommission wurden 34 örtliche Betriebe und Unternehmen sequestriert, darunter die Kröger-Werft, die Dornquast-Werft, die Niederlassungen von Siemens & Halske, Siemens-Schuckert (SSW) und der AEG. Auf dem Gelände der Kröger-Werft entstand die „Ingenieur-Bau GmbH“ mit 106 Beschäftigten, die sich binnen kürzester Zeit als Volkswerft Stralsund zu einem der Zentren der DDR-Werftindustrie entwickelte. Die beschlagnahmten Betriebe wurden von der Sowjetischen Militäradministration in Deutschland (SMAD) im Mai 1946 an die deutschen Behörden übergeben. 29 Stralsunder Betriebe waren gemäß dem „Gesetz Nr. 4“ der Landesregierung enteignet worden, fünf Unternehmer erhielten ihr Unternehmen zurück. Gegen die Enteignung der Stralsundischen Vereinsbrauerei protestierten in einem Schreiben vom 23. Mai 1946 31 Arbeiter der Brauerei.
Im Oktober 1945 lieferte das Elektrizitätswerk wieder stundenweise Strom. Ab 1. November 1945 konnten die Lebensmittelrationen erhöht werden. Ein Arbeiter erhielt eine tägliche Ration von 350 Gramm Brot, Kinder bis 15 Jahren 200 Gramm. Ende Februar 1946 gab es in Stralsund 75 Industriebetriebe, 750 Handwerksbetriebe und 510 Handelsbetriebe. Ab Februar 1946 lieferte das Gaswerk Gas an Haushalte und die Straßenbeleuchtung. Auch der Hafenbetrieb wurde wieder aufgenommen und intensiviert; in diesem Jahr wurden 104.194 Tonnen Güter umgeschlagen, 1947 waren es 258.299 Tonnen, 64 % mehr als 1938. Im Jahr 1947 arbeiteten von 27.241 registrierten Berufstätigen 7.503 in Gewerbebetrieben, 6.377 in Kultur und Administration, 6.069 in der Industrie, 3.052 im Handel, 2.882 in der Landwirtschaft und 1.358 bei der Reichsbahn.
Im Juni 1948 erging der Befehl 103 der SMAD über den Aufbau einer Werft in Stralsund. Vorläufer dieser Werft war der landeseigene Ingenieur-Bau-Betrieb mit über 1000 Beschäftigten. Daneben existierten 1948 weitere 21 volkseigene Betriebe (VEB). Ende 1948 wurde die Handelsorganisation (HO) gegründet, als erste Einrichtung in Stralsund die Gaststätte „Schweriner Hof“ am 16. November 1948 eröffnet. Am 11. Dezember 1948 eröffnete die erste HO-Verkaufseinrichtung in der Ossenreyerstraße 11/12.
Um die Arbeitsproduktivität zu erhöhen, wurden zahlreiche Maßnahmen ergriffen. Die „Aktivistenbewegung“ wurde ins Leben gerufen. Am 28. Oktober 1948 vermauerte der damals 61-jährige Maurerpolier Paul Sack auf dem Gelände der Werft in acht Stunden 2600 Steine, was einer Steigerung der Norm von 430 % entsprach. Am Folgetag schaffte Hans Brandt 3000 Steine. In der Folge wurden Aktivisten-Konferenzen, „Hennecke-Tage“ und Leistungswochen durchgeführt, um die Produktivität zu steigern. Die Volkswerft Stralsund beschäftigte 1949 4420 Menschen.

### Städtebau (1945–1949)
Beim Bombenangriff auf Stralsund am 6. Oktober 1944 waren mehr als 35 Prozent der Wohnungen zerstört worden. Die Wohnraumfrage wurde noch durch den Zuzug von 14.300 Flüchtlingen und Vertriebenen nach Kriegsende verstärkt. Bis 1949 wurden in der Stadt 95.000 Kubikmeter Schutt beseitigt.

### Verkehr (1945–1949)
Beim Bombenangriff auf Stralsund am 6. Oktober 1944 war der Wagenpark der Straßenbahn zerstört worden. Die Ziegelgrabenbrücke, Bestandteil der festen Querung des Strelasundes, war von den abrückenden Truppen der Wehrmacht zerstört worden. Im Oktober 1946 wurde die Straßenbrücke, am 11. Oktober 1947 die Eisenbahnstrecke wieder in Betrieb genommen. Ab dem 23. Dezember 1947 fuhr auch die Straßenbahn Stralsund wieder.

### Gesundheitswesen (1945–1949)
Nach Kriegsende breitete sich Typhus in der Stadt aus, durch über 10.000 Flüchtlinge wurde die dramatische Lage noch verstärkt. Die Säuglingssterblichkeit nahm zu.
Von der sowjetischen Militäradministration in Deutschland wurden Teile der militärischen Einrichtungen in Stralsund in Anlehnung an das Kontrollratsgesetz Nr. 23 des Alliierten Kontrollrats der zivilen Nutzung übereignet. So wurden das Marine-Lazarett (heute Krankenhaus am Sund) und das städtische Krankenhaus als „Städtische Krankenanstalten“ zusammengelegt. Im Krankenhaus West entstand im September 1946 eine Tbc-Heilstätte.

### Schulwesen (1945–1949)
Ab dem 3. Mai 1945 widmete sich die Schulverwaltung unter Schulrat Willy Dau der Wiedereröffnung der Schulen. Der Unterricht an den Schulen begann per Bekanntmachung am Montag, dem 1. Oktober 1945, um 9 Uhr. Sieben Volksschulen mit zehn Klassen, zwei Oberschulen und ein Gymnasium mit zusammen 19 Klassen wurden wiedereröffnet. 76 Lehrer betreuten 4493 Schüler. 1186 Schüler erhielten zunächst keinen Unterricht. 35 Lehrer waren wegen ihrer Vergangenheit im Nationalsozialismus aus dem Schuldienst entlassen worden, 35 weitere beurlaubt. Vom 24. September bis 21. Oktober 1945 fand der erste Lehrgang für Neulehrer statt. Wurde zunächst das Schulwesen an das der Weimarer Republik angelehnt, begann mit dem Aufruf der KPD zur Schulreform ab Oktober 1945 auch die ideologische Einflussnahme. Ab Frühjahr 1946 konnten alle Stralsunder Schulpflichtigen unterrichtet werden, wofür 137 Lehrkräfte bereitstanden. Schulbücher und Lehrmaterial stand allerdings nur sehr begrenzt zur Verfügung, als Lesestoff dienten Märchenbücher.

### Kultur (1945–1949)
Am 2. Juni 1945 nahm das Stralsunder Theater den Spielbetrieb wieder auf. Die Stadtbibliothek wurde am 2. Oktober wieder eröffnet. Die im Krieg ausgelagerten Bestände des Stralsunder Heimatmuseums, zu denen auch die Stellwagen-Orgel der Marienkirche gehörte, wurden unter Aufsicht von Käthe Rieck und mit Hilfe der Roten Armee wieder in das Museum gebracht. Das Museum wurde am 9. November 1946 wieder geöffnet.
Am 27. Juli 1946 fand im Rathaus vor dem Begräbnis auf Hiddensee die Trauerfeier für den verstorbenen Gerhart Hauptmann in Anwesenheit von Wilhelm Pieck, Wilhelm Höcker, Johannes R. Becher, Paul Wandel, Karl Maron und Oberst Tulpanow statt.
Die angestrebte Erneuerung der Kultur hatte vor allem die Popularisierung der sowjetischen Kultur und Literatur zum Inhalt. Am Theater wurden Werke russischer Komponisten aufgeführt, die Kinos zeigten Filme aus der Sowjetunion.

### Sport (1945–1949)
Am 24. März 1946 stehen sich erstmals nach Kriegsende wieder zwei Fußballmannschaften zu einem Spiel gegenüber, das auf dem Frankendammsportplatz ausgetragen wird. Am 27. August des Jahres gibt es wieder ein Sundschwimmen, 46 Schwimmer traten dabei an.
Das erste Motorradrennen, an dem 115 Fahrer auf dem „Knieper-Kurs“ durch Stralsund fahren, wurde am 24. Juli 1949 ausgetragen und von 40.000 Zuschauern verfolgt.

## 1949–1990: In der Deutschen Demokratischen Republik

### Politik (1949–1990)
Anlässlich der Gründung der DDR am 7. Oktober 1949 auf dem Territorium der sowjetischen Besatzungszone Deutschlands wurde in Stralsund am 12. Oktober des Jahres eine Großkundgebung auf dem Alter Markt abgehalten.
Im Dezember 1949 wurde die Ortsgruppe der Demokratischen Bauernpartei Deutschlands (DBD) gegründet. Anfang 1950 entstand in Stralsund aus dem Volksausschuss für Einheit und gerechten Frieden die Nationale Front des Demokratischen Deutschland. Erster Vorsitzender wurde Walter Wilke (SED). Als Untergruppen wurden Wohnbezirksausschüsse und Hausgemeinschaften der Nationalen Front gegründet; die erste Hausgemeinschaft der Nationalen Front entstand am 3. Mai 1950 in der Sarnowstraße Nr. 7.
Am 5. Mai 1950 wurde Hermann Salinger (SED) zum Oberbürgermeister gewählt. Zur Volkskammerwahl 1950 und der Landtagswahl 1950 im Oktober des Jahres wurden gemeinsame Listen der Nationalen Front aufgestellt; 99,8 % der Wähler stimmten für die Vorschlagslisten. Abgeordnete der Volkskammer wurde Gertrud Soelch (FDGB), Abgeordnete im Landtag wurden Heinz Peters (FDJ) und Ursula Wulff (FDJ).
Nach der 2. Parteikonferenz der SED in Berlin im Juli 1952 wurden in Stralsund zwei Kreisorganisationen der SED gebildet: „Stadt“ und „Land“. Erster Sekretär der Kreisorganisation Stralsund-Stadt war Erich Hoffmann.
Ende Juli 1952 wurden in den neu gegründeten Bezirkstag des Bezirks Rostock aus Stralsund Rudolf Warga und Walter Stadthagen entsandt. Am 30. Januar 1953 konstituierte sich die Stadtverordnetenversammlung. Oberbürgermeister wurde erneut Hermann Salinger. Er wurde 1954 von Erhard Holweger abgelöst.
Am 17. Juni 1953 wurden Proteste gegen die Normerhöhungen laut. Am 18. Juni 1953 streikten die Arbeiter der Volkswerft mit der Frühschicht gegen den bereits verhängten Ausnahmezustand und erhoben auch politische Forderungen. 900 Personen beteiligten sich und wollten in die Stadt vordringen. Sowjetische Truppen und deutsche Polizei hinderten sie daran, es gab 15 Festnahmen. Andere Proteste z. B. von Bauarbeitern zogen sich noch eine Woche hin. Der Platz des 17. Juni erinnert seit 2003 daran.
Im März 1957 wurden die Kreisleitungen „Stadt“ und „Land“ der SED zu einem Organ zusammengeschlossen. 1. Sekretär wurde Heinz Chill. Im Juli des Jahres besuchte Hồ Chí Minh die Stadt und die Volkswerft.
Im Januar 1958 wurde Bruno Motczinski von der Stadtverordnetenversammlung zum Nachfolger von Oberbürgermeister Erhard Holweger gewählt. Nachdem die SED-Kreisleitung im Juli 1962 „ernste Mängel“ in der Kreisleitung der SED, dem Rat der Stadt und anderen Organen analysierte, wurden Bruno Motczinski, Heinz Chill und andere Führungskader ihrer Posten enthoben. Neuer 1. Sekretär der SED-Kreisleitung wurde Günter Rosenfeld, Siegfried Priewe wurde am 14. März 1963 zum Oberbürgermeister gewählt. Ab November 1964 war Heinz Lesener als Oberbürgermeister tätig.
Am Volksentscheid über die neue Verfassung der DDR nahmen am 6. April 1968 98,7 % der Wahlberechtigten teil. Mit 96,6 % stimmten bei einem republikweiten Ja-Stimmenanteil von 94,49 % überdurchschnittlich viele Stralsunder für die Annahme der Verfassung.
Am 19. April 1971 wurde Heinz Lesener von der Stadtverordnetenversammlung vom Amt des Oberbürgermeisters abberufen und Horst Lehmann zu seinem Nachfolger gewählt. Die Anzahl der Stadtverordneten wurde mit der Wahl im Mai 1974 von 100 auf 150 erhöht. Bei der Volkskammerwahl 1976 stimmten 99,96 Prozent für die Kandidaten der Nationalen Front, die Stimmbeteiligung lag bei 99,51 Prozent.
Der erste Deutsche im All, Sigmund Jähn, besuchte auf seiner Rundtour am 12. Dezember 1978 Stralsund.
Die Volkskammerwahl 1981 brachte erneut die üblichen Zustimmungswerte, 99 Prozent der Wähler stimmten für die Kandidaten der Nationalen Front.
Der schwedische Ministerpräsident Olof Palme besuchte auf Einladung Erich Honeckers zusammen mit diesem am 29. und 30. Juni 1984 die Stadt. Nach Palmes Ermordung im Februar 1986 wurde noch im selben Jahr ein Teil der Sarnowstraße (vor dem Stralsunder Theater) in Olof-Palme-Platz umbenannt.
Zur Volkskammerwahl 1986 erzielten die Kandidaten der Nationalen Front DDR-weit eine Zustimmung von 99,94 Prozent.
Im Gebäude Frankendamm 5 arbeitete die Kreisdienststelle der Staatssicherheit. Eines der operativen Ziele war die Friedensbewegung in der lokalen Kirche zu Beginn der 1980er Jahre.
1987 begann der Olof-Palme-Friedensmarsch in Stralsund, den die Opposition zur Demonstration gegen Menschenrechtsverletzungen in der DDR nutzen konnte.
Die Kommunalwahlen in der DDR 1989 brachten am 7. Mai des Jahres erneut fast 99 Prozent der Stimmen für die Kandidaten der Nationalen Front. Von Bürgern, die die Wahl beobachtet hatten, wurden Wahlfälschungen nachgewiesen. Fortan gingen an jedem 7. eines Monats Bürger gegen den Wahlbetrug auf die Straße.
Oberbürgermeister Horst Lehmann trat am 8. Oktober 1989 zurück, sein Nachfolger wurde Klaus Schlegel. Am 18. Oktober 1989 wurde in Stralsund die erste Ortsgruppe der SDP in den drei DDR-Nordbezirken gegründet. Am 23. Oktober 1989 versammelten sich in der Marienkirche 6000 Menschen zum Friedensgebet. Drei Tage später konstituiert sich das Neue Forum. Auf dem Olof-Palme-Platz fand am 5. November 1989 eine Großveranstaltung mit 10.000 Teilnehmern statt; die Stadtverwaltung stellte sich dem öffentlichen Dialog mit den Einwohnern. Der „Unabhängige Gerechtigkeitsausschuss“ konstituierte sich am 27. November 1989.
Am 3. Februar 1990 demonstrierten Bürger unter dem Motto „Für Pommern“ in der Stadt.
Für die letzte Volkskammerwahl am 17. März 1990 kandidierten acht Stralsunder. An diesem Tag besuchte Willy Brandt die Stadt und hielt auf dem Alten Markt eine Wahlkampfrede.
Am 11. August 1990 gründen Mitglieder der NDPD und der LDPD die Ortsgruppe der FDP-Ost.

#### Politische Ehrungen (1949–1990)
Das Pflegeheim in der Hafenstraße bekam im Januar 1959 den Namen „Rosa Luxemburg“. Die Jugendherberge am Kütertor trägt den Namen „Grete Walter“.
Am 16. April 1961 wurde an der Sundpromenade (damals: „Ernst-Thälmann-Ufer“) der Grundstein für das Ernst-Thälmann-Denkmal, ein überlebensgroßes Denkmal für den KPD-Führer Ernst Thälmann, gelegt. Dafür wurden aus der Bevölkerung und den Betrieben Spenden geworben. Es wurde nach Plänen von Walter Arnold geschaffen. Das Denkmal wurde am 18. August 1962 im Beisein von Thälmanns Tochter enthüllt. Fortan fanden hier jährliche Gedenkveranstaltungen und Kundgebungen statt. Nach Thälmann war auch das Klubhaus der Volkswerft an der Sundpromenade benannt.
Der neu gestaltete Ehrenhain für die Sowjetsoldaten am Neuen Markt wurde am 7. November 1967 eingeweiht. Das Relief eines sowjetischen Offiziers und eines Arbeiters wurde von Fritz Rogge geschaffen.
Anlässlich des 100. Geburtstages Lenins wurde am Hauptbahnhof am 11. April 1970 eine von Walter Preik gestaltete bronzene Gedenktafel enthüllt; der Neue Markt wurde am 22. April 1970 in Leninplatz umbenannt.
Am 11. Mai 1962 erhielt Adolf Metzner den Vaterländischen Verdienstorden der DDR; er war zu Jahresbeginn aus einer einjährigen Haft in Westdeutschland zurückgekehrt. Am 17. Dezember des Jahres erhielt auch „Fiete“ Dettmann diese Auszeichnung, am 8. Februar 1968 der Maurer Paul Sack, dem auch eine im Beisein von Harry Tisch enthüllte Gedenkplatte gewidmet war. Auch Walter Steffens bekam am 18. April 1968 diesen Orden verliehen, nach ihm wurde am 1. Dezember 1970 die „Flottenschule Parow“ benannt. Die AWG „Volkswerft“ eröffnete im Juni 1971 ein Gemeinschaftshaus in der Kedingshäger Straße, das sie nach Fiete Dettmann benannte.
Dem Sanitätsrat Hans Rauch wurde am 2. Mai 1963 die Stralsunder Ehrenbürgerschaft verliehen. Am 15. Juli 1967 erhielt auch Fiete Dettmann diese Ehrung. Am 8. Mai 1980 wurde Waldemar Verner zum Ehrenbürger Stralsunds, am 4. Juni 1981 Otto Scholz und am 20. Juni 1984 Herbert Ewe.
Eine im Stadtteil Knieper Nord gelegene Schule erhielt am 13. Dezember 1967 den Namen „Erich Weinert“. Auf dem Gelände der Offiziershochschule der Volksmarine „Karl Liebknecht“ wurde während der Woche der Waffenbrüderschaft Anfang 1968 eine Karl Liebknecht gewidmete Stele eingeweiht, die Hans Eickworth gestaltete. Auf dem Schulhof der „Wolfgang-Heinze-Schule“ wurde am 18. Mai 1968 ein Gedenkstein für Wolfgang Heinze enthüllt. In Knieper West erhielten im Januar 1969 zwei Schulen die Namen „Karl Liebknecht“ sowie „Rosa Luxemburg“. Nach dem ersten Menschen im Weltall, Juri Gagarin, wurde am 12. April 1969 eine Schule in Knieper Nord benannt, am 16. April des Jahres erhielt die Schule in Andershof den Namen „Ernst Thälmann“. Eine Schule in der Tribseer Vorstadt erhielt im Oktober 1972 den Namen „Fiete Dettmann“, eine Schule in Knieper West im Jahr 1973 den Namen „Hermann Matern“, andere im Jahr 1974 die Namen „Otto Grotewohl“ und „Dr. Salvador Allende“, 1977 „Karl Marx“ und „Friedrich Engels“, 1984 „Lenin“.
Auch Kindertagesstätten erhielten Namen, die als Beitrag zum Aufbau des Sozialismus gesehen wurden, so „Käthe Kollwitz“, „Liselotte Herrmann“, „Pablo Neruda“, „Peter Göring“, „Olga Benario“ oder auch „25. Jahrestag der DDR“ und „Deutsch-Sowjetische Freundschaft“.
Das Pionierhaus Bielkenhagen 5 erhielt am 17. Dezember 1980 den Namen „Fritz Weineck“.
Am 15. März 1986 wurde der Platz vor dem Theater Stralsund in Olof-Palme-Platz umbenannt. Auf dem Gelände der Offiziershochschule an der Schwedenschanze schuf Bildhauer Karl Lembke das überlebensgroße Relief „Karl Liebknecht“, das im November 1988 eingeweiht wurde.

### Wirtschaftliche Entwicklung (1949–1990)
Als Privatbetrieb wurde nach 1945 die Kaffeerösterei gegründet. Sie wurde ab März 1953 als Volkseigener Betrieb geführt und trug den Namen Kermi. Stand der Name zunächst für die produzierte Kaffeeersatzmischung, wurde hier später Röstkaffee für die drei nördlichen Bezirke der DDR hergestellt.
Im Jahr 1949 wurden in Stralsund 31 Betriebe in der Form eines volkseigenen Betriebs geführt. Großbetriebe waren die Volkswerft Stralsund und der VEB Bau-Union, weitere größere Betriebe der VEB Schiffbau- und Reparaturwerft, die Staatswerft und der VEB Holz- und Massivbau. Die Volkswerft begann mit der Großproduktion von Loggern. Am 7. November 1949 wurde der erste Logger (er erhielt den Namen Oktoberrevolution) übergeben und damit die Loggerschlacht eröffnet. Zum III. Parteitag der SED wurde der Logger 424 fertiggestellt und damit der Zwei-Jahr-Plan erfüllt. Auf der Staatswerft, die ab 1949 wieder aufgebaut worden war, wurde am 13. Oktober 1950 das aus einem Wrack aufgebaute erste Handelsschiff der DDR übergeben. Auf der Volkswerft lief am 13. Oktober 1951 das erste Hochseefischereifahrzeug der DDR vom Stapel; der Plan zur Loggerproduktion wurde mit zusätzlich fünf Schiffen übererfüllt. Am 15. November 1952 lieferte die Werft den 125. Logger ab und erfüllte damit ihre Reparationslieferungen gegenüber der Sowjetunion vorfristig.
Am 1. März 1953 wurde der VEB Seehafen gebildet. Am 23. Mai 1953 entstand die erste Landwirtschaftliche Produktionsgenossenschaft (LPG) des Typs I in Andershof.
Am 17. Juni 1953 kam es auf Baustellen und in der Volkswerft zu Arbeitsniederlegungen. Einige Werftarbeiter, darunter ein Gewerkschaftsfunktionär, wurden verhaftet. Die Arbeitsniederlegungen wurden durch die bewaffneten Organe der DDR und der Sowjetunion gewaltsam beendet. Zur Verbesserung der Versorgungslage wurden 20 Gewerbegenehmigungen erteilt, bis zum 30. November 1953 wurden zusätzlich für 1,4 Millionen Mark Konsumgüter zur Verfügung gestellt. Löhne und Gehälter wurden erhöht, einige beschlagnahmte Grundstücke zurückgegeben.
Die Sowjetunion übergab am 1. Januar 1954 u. a. die Stralsunder DERUTRA-Filiale an den VEB Seehafen. Hier wurde ein Sozialgebäude errichtet sowie ein vierstöckiges Kühlhaus mit einer Lagerkapazität von 6000 Tonnen. Das HO-Warenhaus in der Ossenreyerstraße 18–19 wurde im Mai 1954 als „bestes Warenhaus der DDR“ ausgezeichnet.
Im Nationalen Aufbauwerk (NAW) wurden 1955 von 28.000 Helfern in 200.000 Stunden freiwilliger, gemeinnütziger und unentgeltlicher Arbeit Werte für mehr als 220.000 Mark geschaffen. Insgesamt führten sieben Stralsunder Betriebe im letzten Jahr des Fünf-Jahr-Plans, 1955, mehr als 6,5 Millionen Mark zusätzlich an den Haushalt der DDR ab. Davon erwirtschaftete die Volkswerft allein 4,4 Millionen Mark. Mit 319 produzierten Loggern von 1950 bis 1955 war die Werft einer der größten Exportbetriebe der DDR.
Auf einer Wahlkundgebung am 28. September 1954 auf dem Alten Markt erklärte Otto Grotewohl vor 40.000 Zuschauern:

„Stolz können die Stralsunder auf ihre bisherigen Erfolge sein, und der Schwung, mit dem sie bisher gearbeitet haben, wird auch dazu beitragen, die letzten Zeugen des Hitlerkrieges zu beseitigen.“

Die SED hatte auf ihrer 21. ZK-Tagung im November 1954 das Programm „Industriearbeiter aufs Land“ beschlossen. 910 Stralsunder Arbeiter aus Stralsund gingen allein in den Jahren 1954 bis 1956 im Rahmen dieser Aktion in die benachbarten Kreise Stralsund, Grimmen, Putbus und Bergen.
Der Produktionsanteil sozialistischer Betriebe, zu denen die Großbetriebe zählten, betrug 1955 94,5 %. 24.652 der 30.058 Beschäftigten in Stralsund arbeiteten in diesen Betrieben. Der privatwirtschaftliche Sektor umfasste im Jahr 1955 insgesamt 31 Industrie- und Baubetriebe, 23 Großhändler, 426 Kleinhändler und 627 Handwerksbetriebe. Mit der PGH „Elektro“ entstand am 1. Mai 1956 die erste Produktionsgenossenschaft des Handwerks (PGH) in Stralsund, gegründet von drei Meistern und elf Monteuren des Elektrohandwerks; weitere derartige Genossenschaften waren im Jahr 1958 die PGH „Maler und Lackierer“, PGH „Meisterwelle“ und die PGH „Fortschritt“, 1960 folgte die PGH „Backwaren“. Am 27. Oktober 1956 entstand die erste Fischereiproduktionsgenossenschaft (FPG), die FPG „Vorwärts“. Mit der Firma „Schütt & Ahrens“ und „Carl Lange“ gehörten 1956 zwei Stralsunder Firmen zu den ersten drei im Bezirk Rostock, die eine staatliche Beteiligung aufnahmen. In Kommissionsverträge mit dem staatlichen Handel trat als erster privater Einzelhändler Stralsunds im April 1957 das „Möbelhaus Thierfeld“, ihm folgten weitere Unternehmen. Den Bemühungen von staatlicher Seite, PGH zu gründen, wurde von einigen privaten Unternehmern starker Widerstand entgegengebracht.
Die Handelsorganisation (HO) eröffnete im Juni 1955 in der Stalinstraße das Hotel „Baltic“ und im Februar 1956 die „Milchbar“ am Leninplatz, die HO-Gaststätte „Am Rathaus“ wurde im selben Jahr auf Selbstbedienung umgestellt und im Juni des Jahres das neu erbaute Kaufhaus „Am Ring“ eingeweiht.
Die Volkswerft konnte sich im Mai 1956 bei ihrem ersten Auftritt auf einer Messe im „nicht-sozialistischen Wirtschaftsgebiet“ (in Kopenhagen) einen Auftrag über die Lieferung von zwölf Kuttern für Island sichern. Im selben Jahr produzierte sie den ersten von 20 Stahlkuttern für die Hochseefischerei der DDR, und am 9. August 1957 wurde der erste von 172 Mitteltrawlern (davon 171 für die UdSSR) vom Stapel gelassen; der letzte dieser Reihe wurde 1960 übergeben. Bis September 1958 hatte die Werft insgesamt 594 Logger produziert. Das auf der Volkswerft gebaute Fahrgastschiff Der Stralsunder wurde am 20. Juli 1957 in Dienst gestellt; bis 1991 war das Schiff für die Weiße Flotte zwischen Stralsund und Altefähr unterwegs.
Am 25. Februar 1960 meldete die Stadt das Gebiet des Stadt- und des Landkreises als voll genossenschaftlich in LPG organisiert. Möglich geworden war dies u. a. durch die aktive Einflussnahme der SED. Die 111 Einzelfischer Stralsunds hatten sich im Februar 1960 zur FPG „Strelasund“ zusammengeschlossen.
Ein Neubau der Stralsunder Molkerei entstand an der Greifswalder Chaussee, der Betrieb nahm am 3. Mai 1961 die Arbeit auf. Die Inbetriebnahme der zweiten Ausbaustufe der Ölspaltanlage im Jahr 1963 ermöglichte es, täglich 200.000 Kubikmeter Gas zu produzieren, das in das Verbundnetz des Bezirks eingespeist wurde; das alte Gaswerk war im Juni 1963 stillgelegt worden. Die ehemalige Molkerei in der Friedrich-Engels-Straße wurde im November 1963 als Fleisch- und Wurstwarenfabrik neu eröffnet.
Das Möbelwerk Stralsund entstand im Januar 1964 als Zusammenschluss des Stralsunder Werks mit dem aus Elmenhorst. Im Stralsunder Seehafen wurden 1966 885.000 Tonnen umgeschlagen.
Am 6. November 1967 lieferte die Volkswerft ihr 1000. Schiff aus, ein „Atlantik“ 7120 für die Sowjetunion. Die Werft hatte unter allen DDR-Betrieben den höchsten Exportanteil in die Sowjetunion. Sie lieferte zwischen 1967 und 1970 insgesamt 107 Schiffe des Typs „Atlantik“ aus. Am 16. März 1971 wurde neben der Produktion der „Atlantik“-Serie der erste „Atlantik-Supertrawler“ aufgelegt. Am 30. Januar 1971 wurde der Grundstein für eine neue Großsektionsbauhalle gelegt. Am selben Tag wurde das Typerprobungs- und Nullschiff der „Atlantik-Supertrawler“-Serie abgesenkt.
Im Oktober 1969 wurde der VEB Blechpackungswerk in Anwesenheit von Erhard Krack eröffnet; der erste Spatenstich für das Werk in der Kniepervorstadt war am 15. Januar 1969. Ab 1. Januar 1971 arbeitete das Werk mit voller Kapazität. Es produzierte Blechdosen zur Konservierung von Fisch.
Die Grundorganisation „Artur Becker“ der Freien Deutschen Jugend (FDJ) der Werft rief mit einem Appell vom 14. April 1972 die DDR-Jugend dazu auf, auf der Volkswerft zu helfen; von fast 500 Jugendlichen, die sich zur Hilfe für ein Jahr bereit erklärten, blieben letztlich 150 dort tätig. Zur Unterbringung der Arbeiter diente ab Mai 1972 das ehemalige Urlauberschiff des Freien Deutschen Gewerkschaftsbundes (FDGB) Fritz Heckert im Stralsunder Hafen.
1972 existierten in Stralsund noch sechs private Betriebe, 18 Betriebe arbeiteten mit staatlicher Beteiligung, dazu gab es drei industriell produzierende PGH. Diese Betriebe beschäftigten 1612 Mitarbeiter. Zur Umsetzung des vom Politbüro der ZK der SED im Februar 1972 beschlossenen Umwandlung derartiger Betriebe in Volkseigentum wurde in Stralsund eine Arbeitsgruppe beim Rat der Stadt gebildet. Bereits im April entstanden aus der BSB Strela-Fischwerke KG der VEB Strela-Fischwerke, aus der Lange KG wurde der VEB Zelte und Plane, aus Schütt & Ahrens KG der VEB Kfz-Instandhaltung Vorwärts und aus der Vorbröcker KG der VEB Metallaufbereitung. Am 29. Mai 1972 war die Übernahme der privaten Betriebe und industriell produzierenden PGH abgeschlossen.
Im Werk Stralsund des Kombinat Robotron in der Lindenstraße wurden Radiogeräte gefertigt, so das Modell Stralsund 1001.

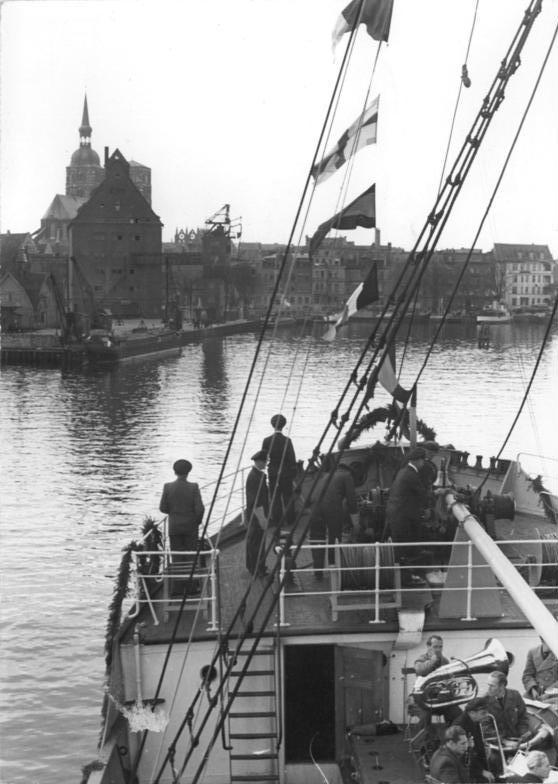
Blick über den Bug der Vorwärts auf die St.-Nikolai-Kirche am 13. Oktober 1950

### Verkehrswesen (1949–1990)
Der Dampfer Vorwärts wurde am 13. Oktober 1950 als erstes Handelsschiff der DDR in Stralsund in Dienst gestellt. Im April 1951 wurde der VEB Kraftverkehr gegründet, die Verkehrsbetriebe setzten ab September 1951 zusätzlich zu den Straßenbahnwagen auch Omnibusse ein.
Am 3. November 1967 wurde der erste Abschnitt der Fernverkehrsstraße F 96 a übergeben. Die zwischen Barth und Stralsund sowie die zwischen Klausdorf und Stralsund verkehrende Kleinbahn wurde am 30. November 1968 stillgelegt.
Die neu entstandenen Wohngebiete bedingten den Aufbau neuer Hauptverkehrswege. So wird der Tribseer Damm bis August 1960 für die Bedürfnisse des Transitverkehrs nach Skandinavien verbreitert und der Straßenbahnbetrieb auf dieser Straße eingestellt. Am 17. Februar 1961 fuhr die Straßenbahn erstmals wieder nach der kriegsbedingten Einstellung durchgängig vom Frankendamm (Friedhof) zum Knieperdamm (Hainholzstraße). Am 7. April 1966 wurde der Straßenbahnbetrieb in der gesamten Stadt zugunsten des Omnibusbetriebes aufgegeben. Am 3. Februar 1966 begann der Ausbau der Chaussee nach Greifswald auf 7,50 Meter Breite. Der Busbahnhof am Karl-Marx-Dreieck wurde am 12. März 1968, im August des Jahres der rekonstruierte Leninplatz zur Nutzung übergeben.
Die Weiße Flotte nahm am 23. Mai 1972 den Schiffsverkehr zwischen Stralsund und Świnoujście in Polen auf. Im selben Jahr wurde auf dem Gelände an der Kreuzung Heilgeiststraße/Ossenreyerstraße, auf dem sich seit der Zerstörung des dortigen Löwenschen Palais beim Bombenangriff auf Stralsund am 6. Oktober 1944 ein Parkplatz befunden hatte, ein ständiger Obst- und Gemüsemarkt errichtet. Auf der Weingartenbastion entstand 1973 ein Parkplatz für den zunehmenden Individualverkehr. Ab Mai 1975 verkehrte das Tragflächenboot „Störtebeker I“ zwischen Stralsund und Saßnitz. Im Mai 1976 wurde die erneuerte Nordmole freigegeben.
Ab Mai 1976 ging die 2.900 sm lange Schifffahrtslinie zwischen Stralsund und Asow in der Sowjetunion in Betrieb. Im selben Jahr wurde Feldstraße, eine Verbindungsstraße zwischen dem Tribseer Damm (F 105) und der Straße der Befreiung (F 96), freigegeben.
Die Ossenreyerstraße wurde im Jahr 1983 zur Fußgängerzone umgestaltet.
Am 9. Februar 1990 lief die SES Corsair, aus Stralsunds westdeutscher Partnerstadt Kile kommend, in den Stralsunder Hafen ein, wo sie von den Stralsundern besichtigt wurde.

### Städtebau (1949–1990)

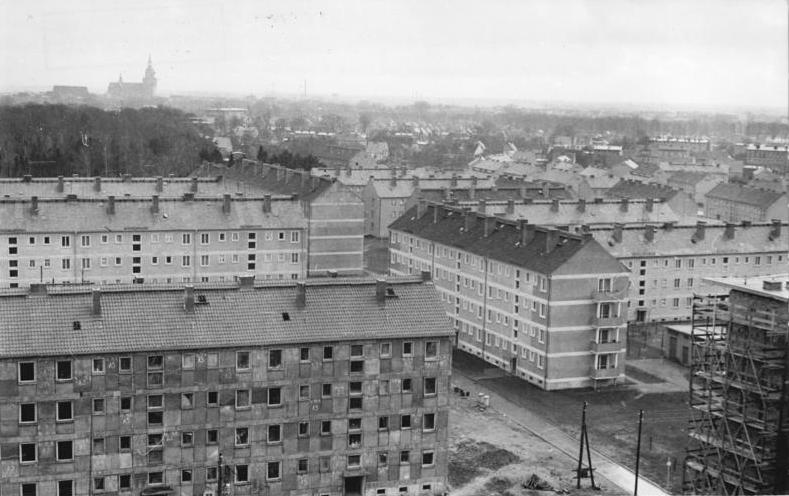
Großplattenbauten in Knieper Nord (1962)

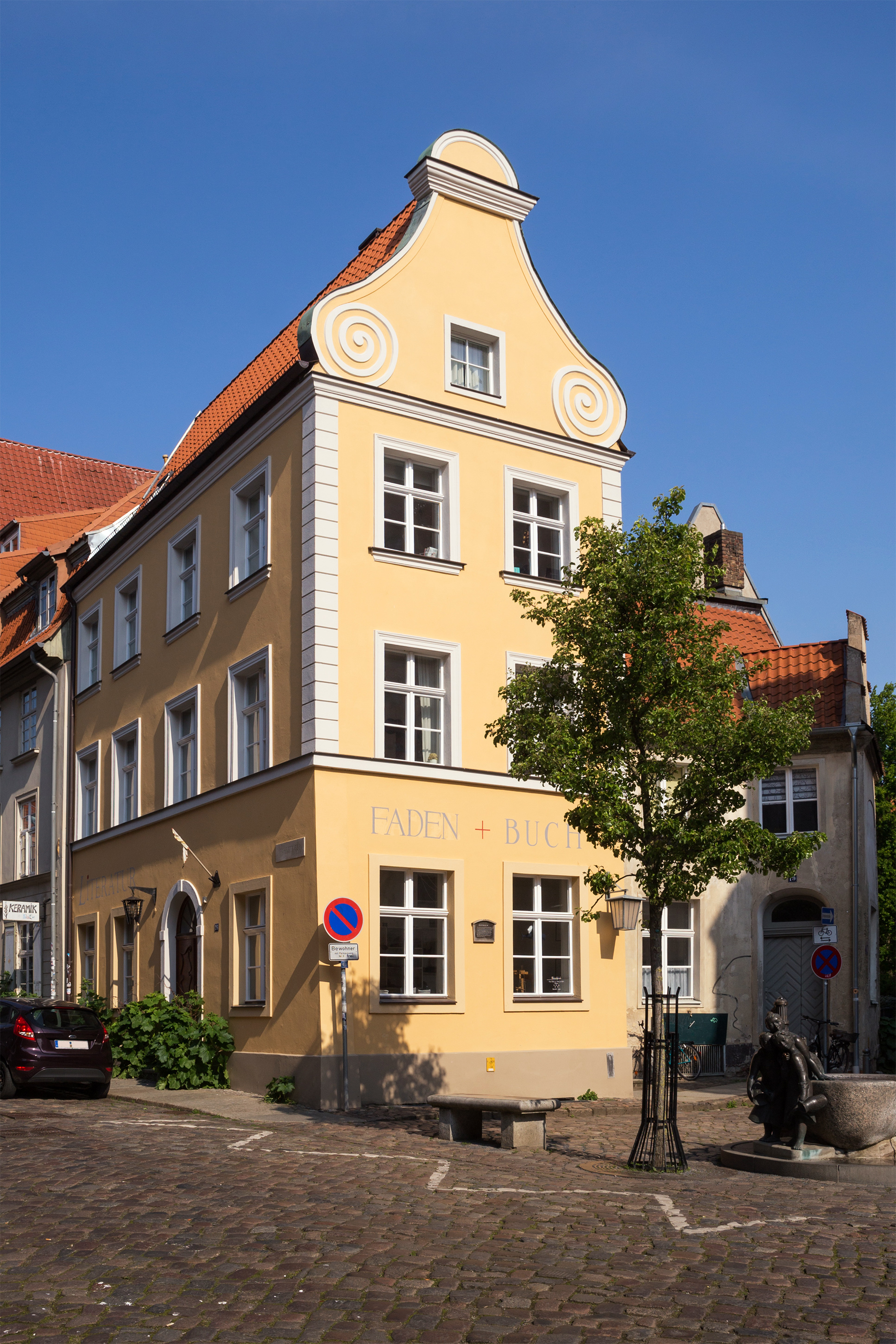
Das Haus Fährstraße 26 in Stralsund (2019)

Von April 1946 bis Dezember 1956 hatten die Einwohner der Stadt im Rahmen des Nationalen Aufbauwerks Enttrümmerungsarbeiten durchgeführt und dabei über 250.000 Kubikmeter Schutt beseitigt.
Im März 1950 wurden die ersten Neubauwohnungen an der Reiferbahn übergeben, im Januar 1951 dann 40 Wohnungen an der Wilhelm-Pieck-Allee, im Dezember 1953 neun Wohnblocks mit insgesamt 385 Wohnungen an der Jaromarstraße. Ab 1958 wurden Wohnungen mit Großblockteilen errichtet. Richtfest für den ersten in Großblockteilen errichteten Wohnblock war am 3. September 1958 in der Prohner Chaussee. Der Wohnblock II wurde anlässlich des 10. Nationalfeiertags der DDR übergeben. Auf dem Gelände der Zuckerfabrik wurde eine Betonfabrik errichtet; sie nahm am 1. März 1959 die Produktion auf.
In der Altstadt wurde am 29. Juni 1960 das im Zweiten Weltkrieg beschädigte Semlower Tor gesprengt.
Bis Oktober 1959 wurden in Stralsund nach dem Krieg 3500 Wohnungen errichtet, überwiegend im Stadtteil Tribseer Vorstadt. 1962 nahm das „Plattenwerk“ am Heinrich-Heine-Ring seinen Betrieb auf. Bis Mitte der 1960er Jahre konzentrierte sich der Wohnungsbau auf den Stadtteil Knieper Nord. Hier entstand bis September 1961 der erste zehngeschossige Wohnbau der Stadt. Von 1961 bis 1964 wurden 2347 Wohnungen fertiggestellt, insgesamt entstanden bis 1964 2670 Wohnungen in diesem Stadtteil. Ende 1962 warteten von den 66.987 Einwohnern noch 5000 Familien bzw. Einzelpersonen auf die Zuweisung von Wohnraum. 12.340 (70 Prozent) der vorhandenen 17.620 Wohnungen waren vor 1945 errichtet worden, davon sogar 4520 vor 1870. Über 400 Wohnungen waren baupolizeilich gesperrt, 2200 Wohnungen waren stark beschädigt und 2300 abbruchreif. 57 Prozent der Wohnungen verfügten über eine Innentoilette, 32 Prozent über ein Bad.
Am 19. September 1963 beschloss die Stadtverordnetenversammlung den Aufbau des Stadtteils Knieper West auf einer 75 Hektar großen Fläche zwischen Stadtwald und Zentralfriedhof. Der erste Spatenstich für das Wohngebiet, das in Plattenbauweise errichtet wurde, fand am 25. Juni 1964 statt, die Grundsteinlegung war am 26. August 1964. Das neue Wohngebiet sollte 6102 Wohnungseinheiten umfassen. Die Versorgung mit Fernwärme wurde durch ein Heizwerk, das am 1. Oktober 1967 seinen Betrieb aufnahm, sichergestellt, weithin sichtbar war der 130 Meter hohe Schornstein des Heizwerks. In Knieper Nord wurde am 22. August 1964 die letzte neu gebaute Wohnung montiert, am 20. Oktober des Jahres war das dritte Hochhaus in Knieper Nord bezugsfertig.
Auf der Basis des Beschlusses der Stadtverordnetenversammlung vom 26. Juni 1958, die Innenstadt zum denkmalgeschützten Gebiet erklären zu lassen, erklärte der DDR-Ministerrat am 2. Januar 1962 die Stralsunder Altstadt zum „Denkmal von besonderer nationaler Bedeutung und internationalem Kunstwert“. Über 400 Einzelbauten befanden sich auf der Liste, darunter 16 größere Profanbauten und neun Sakralbauten. Der überwiegende Teil der Gebäude waren Wohnhäuser, die der Sanierung oder Rekonstruktion bedurften. 1963 wurde eine Arbeitskommission einberufen, in der Folgezeit wurden Konzepte erarbeitet. Erste Restaurierungsarbeiten wurden am ehemaligen Johanniskloster (Stralsund) im November 1963 begonnen, im Volkswirtschaftsplan 1964 waren 116 Wohnhäuser zur Rekonstruktion vorgesehen.
Im März 1965 beschloss der Rat der Stadt die „Konzeption zur Entwicklung des Wohnungsbaues 1964 bis 1970 mit den Teilen Knieper West, Lückenbebauung und Sanierung der Innenstadt“. Im Stadtteil Knieper West wurde am 3. März 1969 die 2000ste Wohnung übergeben. In der Altstadt wurde im Sommer das restaurierte Kniepertor und der Räucherboden des Johannisklosters der Nutzung übergeben. Die Gestaltung des Neuen Marktes wurde im selben Jahr abgeschlossen. Ab 1970 wurden in der Innenstadtsanierung polnische Bauleute eingesetzt, erstes Objekt war das Haus Fährstraße 26. Im Juni 1973 wurde die 10.000ste nach 1945 fertiggestellte Wohnung übergeben. Zwischen 1971 und 1975 wurden 1649 Wohnungen und 122 Eigenheime gebaut und 597 Wohnungen um- und ausgebaut sowie modernisiert.
Am 17. April 1975 wurde vom Rat der Stadt der Standort für das künftige Wohngebiet Grünhufe bestätigt. Im September 1974 wurde das Plattenwerk umgebaut, um künftig Fertigteile für die Wohnungsbauserie 70 herstellen zu können. Bis zum Abschluss des Umbaus im Jahr 1975 wurden nur Einzelbauten gefertigt, so in der Kedingshäger Straße 165 Wohnungen, an der Kleinen Parower Straße 115 Wohnungen und an der Müller-Grählert-Straße 75 Wohnungen. In der Innenstadt wurde der Bereich Schillstraße-Alter Markt saniert. Die Stadtmauer wurde saniert, ebenso die Katharinenhalle im Meeresmuseum und der Remter im Kulturhistorischen Museum. Unterstützung kam von Ludwig Deiters und Karl-Heinz Loui. Gleichzeitig wurden aber auch 40 baupolizeilich gesperrte Häuser in der Innenstadt im Bereich Heilgeiststraße, Jacobichorstraße, Mühlenstraße, Katharinenberg, Böttcherstraße und Papenstraße abgebrochen.
Am 12. Januar 1976 wurde mit dem Bau des Wohngebietes Knieper West III begonnen. Von 1976 bis 1980 wurden 4511 Wohnungen, davon 3734 Neubauwohnungen, fertiggestellt. Am 6. Oktober 1980 wurde der Grundstein für das Wohngebiet Grünhufe gelegt. Mit dem Setzen der letzten Platte am Block 058 in Knieper West wurde am 27. März 1981 der Wohnungsbau in diesem Stadtgebiet abgeschlossen. 8200 Wohnungen waren hier seit dem 1. September 1964 entstanden. Die erste Platte im Wohngebiet Grünhufe wurde am 7. April 1981 gesetzt, die ersten Wohnungen (Kurt-Bürger-Straße Nr. 19) am 23. November 1981 übergeben. Im Stadtteil Grünhufe entstand im April 1984 die 16.000ste neu gebaute Wohnung nach 1945.
Am Alten Markt wurde am 22. Juli 1982 der „Goldene Löwe“ gesprengt und abgerissen, an seiner Stelle wurde mit dem Haus Alter Markt 1–3 ein Neubau in Plattenbauweise errichtet, in den am 22. Januar 1985 die ersten Mieter einzogen. Auch in anderen Teilen der Altstadt wurden Wohngebäude in Plattenbauweise errichtet, so 1989 in der Semlower Straße.

### Schulwesen und Kinderbetreuung (1949–1990)
Die Zentralschule im Gutshaus Andershof wurde am 14. Februar 1950 eröffnet, am 1. September des Jahres die Fritz-Reuter-Schule und am 1. September 1952 die Goethe-Schule. Der erste Schulneubau entstand in der Tribseer Vorstadt und wurde am 1. September 1959 eingeweiht. Weitere Schulen folgten, so 1961 in Andershof, 1962 an der Vogelwiese, 1964 in der Johannes-R.-Becher-Straße, 1966 die erste Schule in Knieper West, wo weitere Schulen entstanden.
Am 11. September 1951 wurde der Neubau der Schwesternschule durch Luitpold Steidle eingeweiht. Je sechs Kindergärten und Schulhorte sowie ein Betriebshort wurden zwischen 1949 und 1954 errichtet. Noch im Jahr 1950 betrug die durchschnittliche Klassenstärke 42 Schüler. Mit der Wiederherstellung der Fritz-Reuter-Schule, dem Ausbau einer Kaserne zur Goethe-Schule und eines Gutshauses zur Schule Andershof konnte im Jahr 1955 die Schülerzahl auf 31 je Klasse gesenkt werden. Dadurch stieg auch das Niveau der Ausbildung: Der Anteil der Schüler, die das Klassenziel nicht erreichten, betrug 1952/1953 14 % und 1955 9 %. Unterrichtet wurde noch 1954 im Schichtbetrieb. An den Oberschulen existierten 1950 400 Plätze und 1955 670 Plätze. Zahlreiche Betriebe übernahmen Patenschaften über Schulen. So wurde die Volkswerft Pate der Hansa-Oberschule, der VEB Bau-Union Pate der Ernst-Moritz-Arndt-Schule und die Lehreinrichtung der VP See Pate der Gerhart-Hauptmann-Schule. Die Betriebsschulen der Werft und der Bau-Union wurden den Betrieben zugeordnet. Die Deutsche Reichsbahn eröffnete am 1. September 1954 ihre neu gebaute Betriebsberufsschule an der Friedrich-List-Straße.
Im April 1955 wurde die Jugendweihe wieder eingeführt.
Im September 1958 wurde der polytechnische Unterricht in den vier zehnklassigen Schulen in Stralsund (Gerhart-Hauptmann-Schule, Wolfgang-Heinze-Schule, Lambert-Steinwich-Schule und Goethe-Schule) eingeführt.
Die erste nach dem Krieg neu errichtete Schule wurde am 1. September 1959 in der Tribseer Vorstadt eingeweiht. Weitere Schulneubauten folgten 1961 in Andershof und 1962 an der Vogelwiese. 1964 wurde eine neue Schule in der Johannes-R.-Becher-Straße übergeben. Die erste neue Schule im Stadtteil Knieper West wurde am 1. September 1966 eröffnet. Als weiterführende Bildungseinrichtung kam am 1. April 1970 auf dem Gelände der Volkswerft die Ingenieurschule für Schiffbau hinzu. Sie wurde acht Jahre später an die Wilhelm-Pieck-Universität Rostock angegliedert.
Die Anzahl an Kindergartenplätzen stieg von 1627 im Jahr 1966 auf 2179 im Jahr 1970, die der Kinderkrippenplätze von 617 auf 777. Von 1973 bis 1975 wurden in Knieper West zwei und in der Tribseer Vorstadt eine Polytechnische Oberschule (POS) errichtet. Die Zahl der Kindergartenplätze stieg im gleichen Zeitraum um 612, die der Kinderkrippenplätze um 240. 1979 wurde mit der POS „Karl Marx“ die zwölfte nach 1945 gebaute Schule eröffnet, damit verfügte Stralsund über 20 polytechnische Oberschulen und es gab ein Jahr später 30 Kindergärten mit 3159 Plätzen.

### Gesundheitswesen (1949–1990)
Auf der Volkswerft wurde am 2. Juli 1952 die Poliklinik „Speranski“ zur Nutzung übergeben. Im Februar 1959 wird das Pflegeheim „Rosa Luxemburg“ in der Hafenstraße eröffnet. Die beiden Krankenanstalten Stralsunds wurden am 1. April 1959 zum Bezirkskrankenhaus „Am Sund“ zusammengelegt, 2113 Betten standen zur Verfügung, womit Stralsund die beste Versorgung im Bezirk Rostock besaß. In der Kedingshäger Straße wurde am 10. Dezember 1975 das Pflegeheim „Käthe Kern“ mit 115 Plätzen übergeben. 1978 standen 371 Plätze in Pflegeheimen zur Verfügung.

### Kultur (1949–1990)
Zu Beginn der 1950er Jahre wurden in Betrieben vierzig Kultur- und Volkskunstgruppen gebildet, diese wurden seit Dezember 1952 beim Rat der Stadt vom Laienkunstkabinett betreut. Am 24. Juni 1951 wurde das von Otto Dibbelt gegründete Naturmuseum (später: Meeresmuseum) eröffnet, am 1. September 1952 die Volksmusikschule.
Am 22. Mai 1954 wurde das Jugendklubhaus in der Mühlenstraße eingeweiht, es erhielt den Namen John Schehr. Das Stralsunder Theater schloss Verträge mit Stralsunder Betrieben für Besuchsanrechte. Georg Friedrich Händels Oper „Julius Cäsar“ wurde 1955 in Stralsund in der DDR uraufgeführt.
Ende September 1954 fand in Stralsund eine Kulturkonferenz statt. Die Konferenz würdigte das Naturmuseum und das Stralsundische Museum für Ostmecklenburg als die vorbildlichsten des Bezirks Rostock. Letzteres hatte zwischen 1945 und 1954 mehr als 70 wechselnde Ausstellungen veranstaltet und zählte 1949 15.000 und 1954 mehr als 100.000 Besucher. Im Naturmuseum wurden 1954 75.000 Besucher gezählt.
Mit den „Sund-Lichtspielen“ am Frankendamm eröffnete am 30. Juni 1956 ein Kino; im September des Jahres ist auch erstmals ein mobiles Kino („Großfilmwagen“) in Stralsund. Im Juni 1958 begannen die Bauarbeiten an der Freilichtbühne am Knieperdamm.
Die Ostseewoche wurde am 4. Juli 1958 erstmals in Stralsund eröffnet; im Rahmen der zweiten Ostseewoche beging Stralsund vom 28. Juni bis 5. Juli 1959 sein 725. Stadtjubiläum. Im selben Jahr wurde mit dem Bau des Stralsunder Tierparks begonnen. Am 13. Mai 1960 wurde das „Union-Filmtheater“ („UT“) in der Frankenstraße wiedereröffnet.
Im Oktober 1965 fingen Stralsunder Fischer in der Prohner Wiek eine Lederschildkröte, die später als Präparat den Namen „Marlene“ erhielt und im Meeresmuseum Stralsund ausgestellt wurde.
1970 fanden die 12. Arbeiterfestspiele im Bezirk Rostock statt und Stralsund war vom 12. bis 14. Juni einer der Festspielorte. 80.000 Besucher sahen 45 Veranstaltungen.
Am 10. Februar 1972 wurde die erste Diskothek der Stadt eröffnet, die „Rhythmus-Reuse“ im Hotel „Baltic“ am Frankendamm. Eine am 13. September 1966 eröffnete provisorische Kaufhalle in der F.-C.-Weiskopf-Straße diente ab 1970 als Gaststätte für die Schulspeisung und Diskothek, sie wurde im Volksmund „Kameltränke“ genannt.
Erstmals im Sommer 1975 fand der Stralsunder Buchbasar statt. An der Erstveranstaltung nahmen 13 Autoren teil, drei Verlage präsentierten ihre Werke. Fortan wurde der beliebte Buchbasar jährlich abgehalten, letztmals im Juli 1989.
Auch bei den 18. Arbeiterfestspiele war Stralsund Festspielort. In Stralsund wurde zeitgleich das erste „Mecklenburgische Folklorefestival“ ausgetragen. Die insgesamt 128 Veranstaltungen wurden von 200.000 Zuschauern besucht.
Am nördlichen Knieperteich wurde im Mai 1976 eine Ausleihstation für Ruderboote eröffnet. Im Mai 1980 geht am südlichen Knieperteich eine Fontäne in Betrieb, die auch für die Sauerstoffanreicherung des Teichs sorgen soll.
In Stralsund gründeten Jugendliche 1983/1984 die The Melodic Dancers (später nur noch Melodics), eine Breakdance-Gruppe. Auch bei den Zulu Boyz standen Stralsunder in der Gründungsformation.
Im Jahr 1984 wurde mit zahlreichen Veranstaltungen das 750. Jubiläum der Stadtrechtsverleihung von 1234 gefeiert. Die Eröffnungsveranstaltung fand am 22. Juni 1984 auf dem Alter Markt statt. Am 7. Oktober des Jahres wurde der 35. Jahrestag der Gründung der DDR begangen. Am 26. Oktober 1984 wurde das sanierte Scheelehaus dem Kulturbund der DDR zur Nutzung übergeben.
Die Külpstraße war im Jahr 1986 Drehort für ein Musikvideo zum Song Spieler vom gleichnamigen Album der Band Jessica.
Aus der westdeutschen Partnerstadt Kiel kamen im April 1990 zahlreiche Besucher zu einem Städtetreffen in Stralsund.

### Sport (1949–1990)
Das Sundschwimmen wurde erstmals 1948 als offener Wettkampf in der sowjetischen Besatzungszone ausgeschrieben. Ab 1949 wurden auch Motorsportveranstaltungen durchgeführt; am 2. Juli 1949 fand das erste Stralsunder Bäderrennen auf den Straßen der Stadt statt. Im September 1951 wurde am Platz des Friedens ein neuer Sportplatz eingeweiht.
Der Motorsportklub Stralsund wurde am 16. März 1958 gegründet, am 4. Mai des Jahres fand auf der neuen Bahn im Paul-Greifzu-Stadion das erste Rennen statt, 20.000 Zuschauer waren dabei. Im Juli 1960 war Stralsund erster Etappenort der I. Internationale Etappenfahrt der Ostseeländer, die „Täve“ Schur gewann.
Die Gesellschaft für Sport und Technik richtete in Stralsund wiederholt DDR-Meisterschaften im Seesport-Mehrkampf aus.
Seit 1949 wird alljährlich die Stralsunder Segelwoche ausgetragen. An der 20. Austragung nahmen im Jahr 1969 insgesamt 130 Boote teil, an der 25. Austragung 1974 gingen 220 Boote an den Start und an der 30. Segelwoche, 1979, 400 Boote.
Im Gewichtheben wurden große Erfolge erzielt, ebenso im Frauenhandball. Die BSG Motor Stralsund stieg im Juni 1955 in die II. DDR-Liga auf. Im Juli 1967 wurden zwei Fußballmannschaften der ASG „Vorwärts“ von Rostock nach Stralsund verlegt; die ASG Vorwärts Stralsund spielte fortan in der DDR-Liga mit, 1971 und 1974 konnte sie in die DDR-Oberliga aufsteigen.
Am 16. Januar 1968 wurde mit dem Bau einer Schwimmhalle begonnen. Sie entstand im ehemaligen Turbinensaal des Kraftwerkes und wurde am 4. Oktober 1969 eröffnet.
Die Stralsunder Gewichtheber der BSG Motor Stralsund waren international erfolgreich. Zu ihnen zählten Schwergewichts-Weltmeister Helmut Losch, Jürgen Heuser und Andreas Behm.
Monika Kallies gewann mit dem DDR-Achter bei den Olympischen Sommerspielen 1976 die Goldmedaille, ebenfalls Gold gewann der Offiziersschüler Uwe Potteck (im olympischen Schießen). Helmut Losch holte die die Bronzemedaille. Doris Gluth wurde Siebte im 800-Meter-Lauf. 1978 gewann Jürgen Heuser in Gettysv´burg den Weltmeistertitel im Gewichtheben, bei den Olympischen Sommerspielen 1980 die Silbermedaille.
Der Gewichtheber Andreas Behm wurde in den Jahren 1982, 1985 und 1986 mehrfacher Europameister im Leichtgewicht.

### Militärische Einrichtungen (1949–1990)
In den 1950er Jahren wurde Stralsund erneut Garnisonstadt. Am 1. Mai 1950 wurde in Parow durch Johannes Warnke die Schule der Seepolizei eröffnet. Kommandeur wurde Walter Steffens. Ab 1952 wurde auf der Schwedenschanze unter Wilhelm Nordin mit der Ausbildung von Offizieren begonnen.
Ab 1953 wurden auch in Stralsund Kampfgruppen aufgestellt. Grundstock dieser waren die nach dem 17. Juni 1953 von der SED in die Betriebsschutze entsandten Arbeiter. Bis Ende 1953 existierten Kampfgruppen in der Volkswerft und der Schiffbau- und Reparaturwerft mit je 60 sowie in dem VEB Bau-Union mit 18 Mitgliedern. Im Juni 1954 waren bereits 482 Mitglieder in 15 Betrieben aufgestellt. Der VEB Bau-Union delegierte 1954 182 Bauarbeiter zur Kasernierten Volkspolizei. Bis Februar 1956 traten 450 Werftarbeiter der KVP bei, im Juli 1955 ein ganzer Lehrgang (156 Lehrlinge) der Berufsschule der Werft. Zu den von der Werft zur KVP gegangenen Werftarbeitern zählte im Jahr 1952 auch Klaus-Jürgen Baarß.
Anfang der 1960er Jahre wurde Stralsund auch Standort eines Hubschraubergeschwaders der Volksmarine. 1963 nahm die Fakultät Seestreitkräfte der Militärakademie „Friedrich Engels“ ihre Arbeit auf dem Dänholm auf. Sie wurde 1969 nach Dresden verlegt. Dafür wurde die Basis der Schiffsstammabteilung erweitert.
Am 11. Juli 1964 wurde die sowjetische Kommandantur aufgelöst.
Die Offiziersschule auf der Schwedenschanze erhielt am 1. März 1964 den Namen „Karl Liebknecht“. Die Flottenschule in Parow bekam am 1. Dezember 1970 den Namen ihres ersten Leiters, Walter Steffens.
Mit Wirkung vom 4. Januar 1971 erhielt die Offiziersschule „Karl Liebknecht“ den Status einer Hochschule, Leiter war Heinz Irmscher. Ebenfalls ab 1971 wurden die Absolventen der Schule in einer Zeremonie auf dem Leninplatz zu Offizieren ernannt. Am 4. Februar 1974 erhielt die Offiziershochschule (OHS) die Auszeichnung Vaterländischer Verdienstorden in Gold. Ende 1976 übernahm Wilhelm Nordin die Leitung. Im Mai 1982 wurde der OHS mit Wirkung vom 1. September 1982 das Diplomrecht (Diplom-Ingenieur bzw. Diplom-Gesellschaftswissenschaftler) verliehen.

### Katastrophen (1949–1990)
Ein Hochwasser (1,38 m über normal) zerstörte im Dezember 1957 Teile des Thälmann-Ufers und des Hafengebiets. Im Februar 1962 wurde bei einem Orkan die Verladebrücke der Zuckerfabrik zerstört.
Bei orkanartigen Stürmen am 17. Oktober 1967 starb in Stralsund ein Mensch, 22 wurden verletzt. Der Sturm richtete große Schäden an Häusern, in Betrieben und auf den Straßen an. Am 11. Januar 1968 richtete ein Schneesturm Zerstörungen an, und vier Tage später ein Orkan der Windstärke 12.
Im Winter 1968/1969 dauerte die Eisperiode ungewöhnlich lang: Vom 11. Dezember 1968 bis zum 9. April 1969.
Die Jahreswende 1978/1979 brachte erneut extreme Witterungsbedingungen. Am 31. Dezember 1978 fiel so viel Schnee, dass innerhalb weniger Stunden der gesamte Schienen- und Straßenverkehr zusammenbrach. Heftige Stürme und Temperaturen um minus 15 Grad Celsius gingen mit dem Schneefall einher. Mitte Februar 1979 brach der Winter erneut mit orkanartigen Stürmen und extremen Schneefällen ein. Mit Hilfe der Nationalen Volksarmee wurden die enormen Schneemassen beseitigt, von Stralsund aus starteten die Marine-Hubschrauber des Marinehubschraubergeschwaders 18 zur Versorgung der Gemeinden im Umland und auf Rügen und Hiddensee.

## 1990 bis heute: In der Bundesrepublik Deutschland
Die politische Umstrukturierung der Wende (1989/1990) brachte auch Stralsund gewaltige Veränderungen.
Dies betraf zum einen die neuen Verwaltungsstrukturen, die sich von der zentralistischen Struktur der DDR hin zum föderalistischen Aufbau der Bundesrepublik Deutschland veränderten. Der Landtag Mecklenburg-Vorpommern konstituierte sich in der ersten Landtagswahl im Oktober 1990. Dementsprechend wurde vom neu gebildeten Rat der Stadt vorerst weiter nach DDR-Recht, dann mit bundesdeutschem Recht gearbeitet.
Seit 1990 trägt die Stadt nach Landesrecht den amtlichen Namenszusatz Hansestadt. Später wurde sie auch Große kreisangehörige Stadt.

### Politik (seit 1990)
Zum ersten Oberbürgermeister der Stadt nach der politischen Wende wurde 1990 Harald Lastovka (CDU) gewählt, der diese Tätigkeit von Mai 1990 bis Mai 2008 ausübte. Im Mai 1990 beendete der Unabhängige Gerechtigkeitsausschuss der Stadt seine Tätigkeit und übergab die Dokumentation dazu dem Archivar Hans-Joachim Hacker.
Bundespräsident Richard von Weizsäcker besuchte Stralsund am 8. Juli 1990 und wurde auf dem Alten Markt begrüßt. Am 9. August 1990 stimmten 24 von 38 Bürgerschaftsabgeordneten für Schwerin als künftiger Landeshauptstadt von Mecklenburg-Vorpommern. Auch am 12. Dezember 1990 kam von Weizsäcker nochmals in die Stadt. Anlässlich einer Regionalkonferenz kamen am 24. September 1992 auch Helmut Kohl und Günther Krause nach Stralsund.
Mit der Verabschiedung des Gesetzes zur Kreisgebietsreform durch den Landtag am 22. Juni 1993 behielt Stralsund seinen Status als kreisfreie Stadt. Dem Volksentscheid zur Verfassung von Mecklenburg-Vorpommern stimmten am 12. Juni 1994 56,2 Prozent der Stralsunder Wähler zu. Am 30. April 1993 ist der schwedische König Carl XVI. Gustaf in Stralsund zu Besuch. Bundespräsident Roman Herzog wurde am 26. August 1994 in Stralsund empfangen. Am 15. November 1995 besuchte der Prince of Wales, begleitet von Ministerpräsident Bernd Seite, die Stadt.
Am 14. Februar 1998 konstituierte sich im Wulflamhaus die Partei der Alternativen Bürgerbewegung 2000 Deutschlands. Am 20. August 1998 kommt Bundeskanzler Helmut Kohl in die Stadt.
In Zusammenhang mit der Kreisgebietsreform 2011 wurde Stralsund Große kreisangehörige Stadt und Kreisstadt im Landkreis Vorpommern-Rügen.

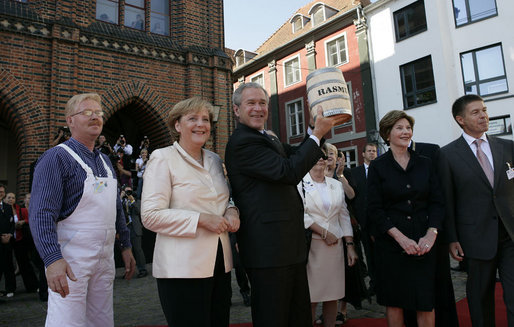
Angela Merkel (2. v. l.) und George W. Bush (3. v. l.) in Stralsund (2006)

Am 21. April 2006 besuchte Bundeskanzlerin Angela Merkel Stralsund mit ihrem Gast, dem schwedischen Ministerpräsidenten Göran Persson. Zu einem Großereignis wurde die Visite Merkels und des US-Präsidenten George W. Bush am 14. Juli 2006.
Nachfolger des aus Altersgründen nicht mehr angetretenen Oberbürgermeisters Harald Lastovka wurde im Mai 2008 Alexander Badrow (CDU), der sich gegen fünf Mitbewerber, darunter Karsten Neumann (Linke) und Jürgen Suhr (Grüne), durchsetzte; er erhielt im ersten Wahlgang am 18. Mai 2008 43,6 % der abgegebenen Stimmen und in der erforderlichen Stichwahl gegen Karsten Neumann am 1. Juni 2008 58,3 % der abgegebenen Stimmen (Wahlbeteiligung: 36,9 %) und trat sein Amt als Oberbürgermeister am 13. Oktober 2008 an.
Am 26. April 2015 wurde Alexander Badrow mit 65,1 % der Stimmen bei einer Wahlbeteiligung in Höhe von 38,3 % als Oberbürgermeister wiedergewählt, zu seinen drei Mitbewerbern gehörten Kerstin Kassner (Linke) und Claudia Müller (Bündnis 90/Die Grünen).
Bei der Wahl des Oberbürgermeisters im Mai 2022 erhielt Amtsinhaber Badrow am 8. Mai 2022 bei zwei Mitbewerbern mit 67,3 Prozent der abgegebenen Stimmen die absolute Mehrheit, die Wahlbeteiligung lag bei 42,3 Prozent.

### Wirtschaft (seit 1990)
Das HO-Kaufhaus in der Ossenreyerstraße 18–19 wurde am 26. März 1991 durch die Kaufhalle AG unter dem Namen „Kaufcenter“ wiedereröffnet.
Die Stralsunder Molkerei wurde am 23. Juli 1991 an das holländische Unternehmen „Pommern Milch GmbH“ angeschlossen. Auf dem Alter Markt demonstrierten etwa 10.000 Menschen gegen die Absicht der Treuhandanstalt, die Volkswerft als reinen Reparaturbetrieb weiterzuführen. Nach Einstellung des Betriebs der Essig- und Konservenfabrik (ESKO) an der Rostocker Chaussee wurde das Fabrikgebäude im Januar 1992 abgerissen. Boris Becker investierte ab 1992 über 20 Millionen DM in den Bau eines Autohauses in Stralsund. Am 14. Juli 1992 nahm die „Stralsunder Parkquelle“, später „Stralsunder Mineralwasser GmbH“, unter Führung der Unternehmensgruppe Nordmann ihren Betrieb auf. Nach einer Renovierung nahm die Firma Horten in dem ehemaligen Wertheim-Kaufhaus in der Ossenreyerstraße ihren Betrieb auf. Am 31. Dezember 1992 wurde die Zuckerfabrik nach 100-jährigem Betrieb geschlossen. Am 16. August 1993 stellte nach 40 Jahren auch die Kaffeerösterei KERMI ihren Betrieb ein.
Bis 1992 produzierte die Ölspaltanlage in einem 4.000 Kubikmeter fassenden Gasometer Gas für die Stadt und andere Kunden, im März 1992 wurde die Anlage stillgelegt und anschließend zurückgebaut. Zunächst war vorgesehen, das Gasometer als technisches Denkmal zu erhalten.
Eine moderne Kläranlage wurde am 28. Juni 1995 in Betrieb genommen. Ein Blockheizkraftwerk an der Prohner Straße versorgt seit dem 3. November 1995 ca. 10.500 Wohnungen mit Fernwärme.
Das Einkaufszentrum „Strelapark“ auf dem Gebiet der Gemeinde Kramerhof eröffnete am 5. April 1995. Das Sport- und Freizeitbad „Hansedom“ eröffnete am 1. Dezember 1999 in unmittelbarer Nachbarschaft.
Die Volkswerft erlebte gleich zwei Privatisierungen, ehe sie zunächst mit dem dänischen Eigentümer A. P. Møller-Mærsk zur Spezialwerft für Containerschiffe wurde; im Mai 2004 wurde das erste Containerschiff, die „Saafmarine Cameroun“, übergeben. Seit 2008 war die Hegemann-Gruppe neuer Eigentümer der Werft; nach der Insolvenz des letzten Eigners gehört das Werftgelände der Stadt Stralsund.
Der Seehafen konnte in den Jahren 1994 und 1995 jeweils über eine Million Tonnen Güter umschlagen.
Arbeitsplätze gibt es vor allem im Tourismus.

### Verwaltung (seit 1990)
Nach der Entscheidung der Unabhängigen Föderalismuskommission 1993, Bundeseinrichtungen in die Länder des Beitrittsgebietes zu verlegen, errichtete die damalige Bundesversicherungsanstalt für Angestellte (heute: Deutsche Rentenversicherung Bund) einen Verwaltungskomplex am Rande der Stadt, in dem Stand 2009 etwa 1400 Beschäftigte arbeiteten.
Am Frankendamm entstand ab 1995 ein Verwaltungszentrum der Justiz des Landes. Hier sind eine Außenstelle des Amtsgerichts Stralsund, das Landgericht Stralsund, die Staatsanwaltschaft Stralsund, das Arbeitsgericht Stralsund und das Sozialgericht Stralsund untergebracht.

### Städtebau (seit 1990)
Die Stadterneuerungsgesellschaft (SES) wurde am 2. Mai 1990 als Sanierungsträger der angestrebten Sanierung bzw. des Wiederaufbaus der Stadt gegründet. Stralsund wurde als eine von fünf Städten eines Modellvorhabens der Bundesregierung ausgewählt. Über 300 Gebäude der Altstadt sollten zunächst vor weiterem Verfall und Vandalismus gesichert werden.
Am 20. Januar 1995 wurde in der Altstadt mit dem Neubau des Löwenschen Palais begonnen. Die Altstadt wurde seit 1990 mit erheblichen öffentlichen und privaten Mitteln saniert und restauriert.
Nach Beschluss der Bürgerschaft am 2. Oktober 1997 wird ein Antrag gestellt, die Altstadt in die UNESCO-Welterbe-Liste aufnehmen zu lassen. Am 27. Juni 2002 wurde die Altstadt mit der von Wismar unter dem Titel Historische Altstädte Stralsund und Wismar zum Weltkulturerbe erklärt. Am 26. April 2004 wurde das sanierte Rathaus feierlich wieder eröffnet. Für den Neubau des Kaufhauses Peek&Cloppenburg am Ostkreuz in der Altstadt wurde am 27. März 1996 der Grundstein gelegt. Das Bürgerkomitee Rettet die Altstadt Stralsunds vergibt seit 1997 einen Preis für besonders gelungene Haussanierungen oder Neubauten, das Koggensiegel.
Rund um den alten Stadtkern wurden neue Wohngebiete erschlossen und Eigenheime errichtet. Für den ersten sozialen Wohnungsbau nach 1990 wurde am 30. März 1995 der Grundstein gelegt. Im Stadtgebiet Grünhufe, in dem 1997 ein Siebtel der Stralsunder Bevölkerung lebte, begannen im Februar 1997 die Arbeiten zur Wohnumfeldverbesserung.
Auf dem Gelände der ehemaligen Zuckerfabrik, die 1992 geschlossen worden war, wurde im April 1998 der Grundstein gelegt für ein Wohngebiet auf 100.000 Quadratmetern. Im Juni des Jahres wurde der Wohnpark Devin mit 50.000 Quadratmetern Fläche fertiggestellt. Im Juli 1996 folgte der erste Spatenstich für das Wohngebiet Kleiner Wiesenweg im Stadtteil Tribseer Wiesen.

### Verkehr (seit 1990)
Am 2. Juni 1991 verließ der erste elektrisch angetriebene Intercity-Zug mit dem Namen Rügen in Richtung Rostock den Hauptbahnhof. Am 19. April 1991 wurde die seit 1972 im Stralsunder Hafen liegende Fritz Heckert, die seit Mai 1972 im Seehafen als schwimmendes Arbeiterwohnheim gedient hatte (zunächst der Volkswerft, ab 1982 der Deutfracht Seereederei, ab 1986 des Kernkraftwerks Greifswald), vom neuen Eigner aus Stralsund verholt. Im November 1991 machte am gleichen Liegeplatz das Hotelschiff Astoria fest.
Am 17. August 1993 kehrte die Товариш, die unter dem Namen Gorch Fock bis 1947 ihren Heimathafen in Stralsund hatte, für einen Besuch nach Stralsund zurück.
Das Parkhaus Weingartenbastion wurde im Herbst 1997 fertiggestellt. Ein weiteres Parkhaus, Am Meeresmuseum; wurde in der Mühlenstraße als Tiefgarage gebaut. Am 25. August 1997 wurde mit dem Bau der 16 km langen Ortsumgehung der Bundesstraße 105/Bundesstraße 96 begonnen.
Am 17. April 1998 begann der Bau des Südhafens nahe dem Gelände der Volkswerft.
Der Segelschoner Fridtjof Nansen hatte ab 1998 seinen Heimathafen in Stralsund und kam am 18. August 1998 in die Stadt.
Am Grünhufer Bogen wurde am 24. September 1998 in Anwesenheit von Bundesumweltministerin Angela Merkel der erste Spatenstich für eine Brücke über die Bundesstraße 105 vollzogen. Ebenfalls im September des Jahres wurde mit dem Ausbau der Bahnstrecke Stralsund–Ribnitz-Damgarten begonnen.
Nachdem sich die alte Strelasundquerung immer mehr zum Nadelöhr für Touristen und Wirtschaft auf dem Weg nach Rügen und Skandinavien bzw. von dort auf das Festland herausgestellt hatte, wurde 2007 mit der Strelasundbrücke eine Hochbrücke fertiggestellt, mit deren Bau im August 2004 begonnen worden war.
Der Alte Markt ist seit Oktober 2005 autofrei.

### Gesundheitswesen (seit 1990)
Die ehemalige Poliklinik am Frankenwall wurde am 1. Januar 1991 in Ärztegemeinschaft am Frankenwall umbenannt. 30 niedergelassene Ärzte betreuten dort ihre Patienten.
Das Klinikum Krankenhaus am Sund verkaufte die Stadt an die DAMP-Holding.

### Kultur (seit 1990)
Das Kino Sundlichtspiele am Frankendamm wurde am 24. August 1990 nach einer Sanierung wiedereröffnet.
Als Außenstelle des Meeresmuseums wurde am 1. Juni 1991 das Nautineum auf dem Dänholm errichtet. Ebenfalls auf dem Dänholm wurde anlässlich der Wallensteintage im Jahr 1992 das Marinemuseum Dänholm als Außenstelle des Kulturhistorischen Museums Stralsund eröffnet. Am 16. März 1994 überbrachte Innenminister Rudolf Geil die Urkunde, mit der das Meeresmuseum in eine Stiftung überführt wurde.

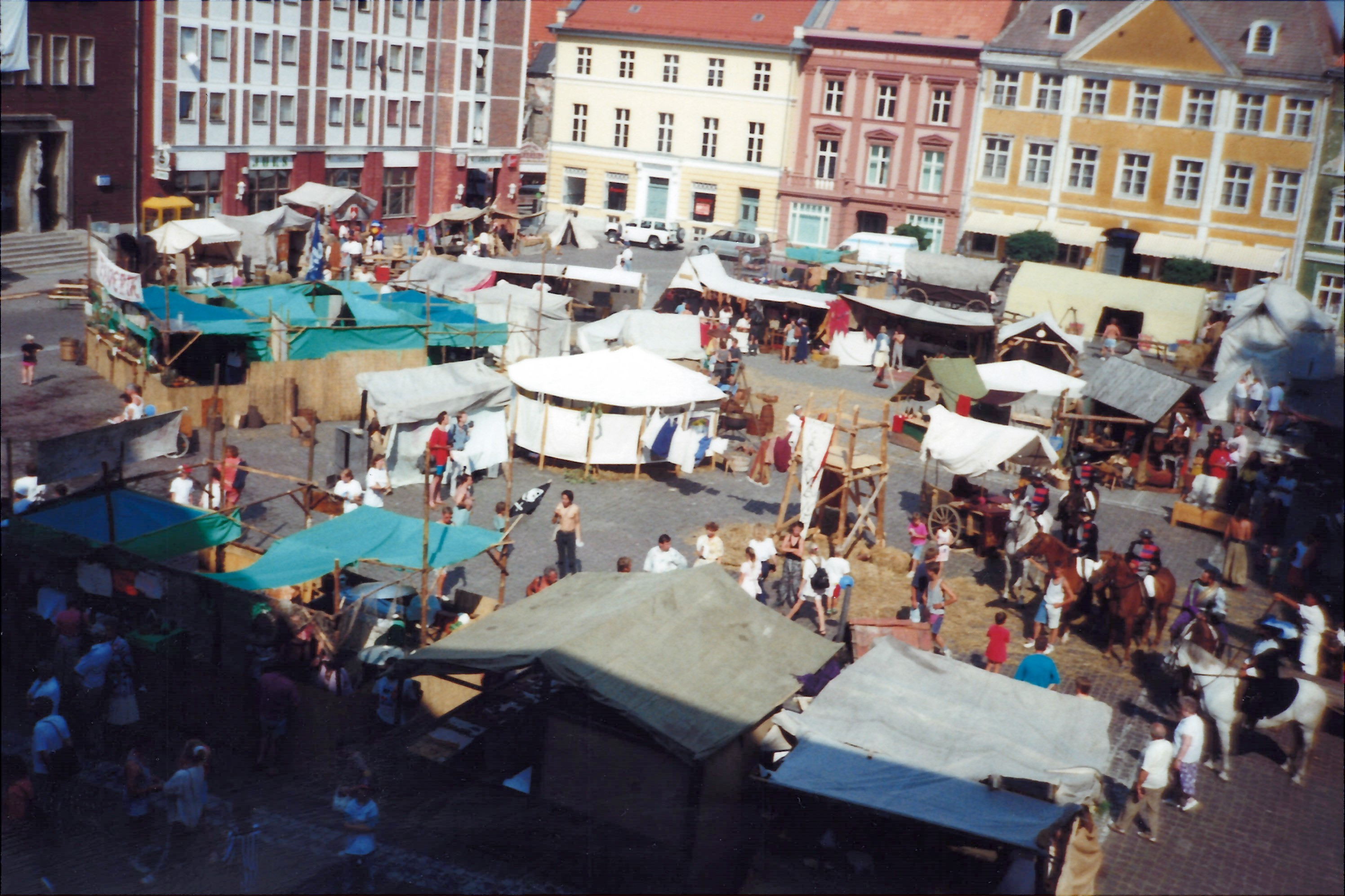
Wallensteintage 1994 auf dem Alten Markt

Seit dem Jahr 1991 finden in der Stadt wieder alljährlich die Wallensteintage statt. Ebenfalls im Jahr 199 wurden die ersten Friedenstage der Hanse gefeiert.
Das erste Deutschlandtreffen der Pommern auf pommerschem Gebiet fand vom 1. bis 3. Mai 1992 in Stralsund mit 20.000 Teilnehmern statt.
Das Klubhaus „Ernst Thälmann“ der Volkswerft wurde im Herbst 1992 abgerissen. Seit der Wende wurde das Gebäude auch als Diskothek genutzt.
Am 11. Februar 1993 wurde der Fusionsvertrag des Stralsunder Theaters mit dem der Stadt Greifswald zum Theater Vorpommern unterzeichnet.
In der Altstadt wurde vom 8. bis 11. Juni 1995 erstmals das Altstadtfest gefeiert. Dazu gab es unter anderem eine durch die Fußgängerzone der Ossenreyerstraße durchgehende Tafel.
Die im Jahr 1912 errichtete Klinikumskirche auf dem Gelände des Krankenhaus West wurde am 13. Juli 1996 nach vierjähriger Sanierung mit einem Konzert wiedereröffnet.
Die Stralsunder Brauerei veranstaltete vom 27. bis 29. Juni 1997 das erste Brauereihoffest und begründete damit eine erfolgreiche Veranstaltungsreihe im Sommer.
Der TV-Sender Fernsehem am Strelasund nahm am 3. August 1998 den Betrieb auf. Im Oktober/November des Jahres gastierte der Chinesische Staatszirkus mehrere Tage in der Stadt am Sund.
Im Juli 2008 kam mit dem Ozeaneum Stralsund im Hafen der Stadt eine weitere Außenstelle des Meeresmuseums hinzu, die Grundsteinlegung hatte am 15. September 2006 stattgefunden.
Zum Gedenken an ehemalige jüdische Bürger wurde am 25. August 2006 der erste Stolperstein verlegt (siehe auch: Liste der Stolpersteine in Stralsund). Im April 2009 wurde in der Langenstraße 54 eine Gedenktafel für die von den Nationalsozialisten beschädigte und später abgerissene Synagoge eingeweiht.
Auf eine Initiative, die auf Gottfried Kiesow von der Deutschen Stiftung Denkmalschutz zurückgeht, nennt sich Stralsund auch Orgelstadt. Nach der Wiedererrichtung der Orgel in St. Jakobi 2020 sind nun in allen drei Hauptkirchen wieder singuläre und monumentale Instrumente zu finden, die jeweils für einen der großen Musikstile der Geschichte stehen: die Stellwagen-Orgel (1659) in St. Marien für Renaissance und Frühbarock, die Wegscheider-Orgel in der Jakobikirche (2020/1741) für die Bachzeit im Hochbarock und die Buchholz-Orgel (1841) in St. Nikolai für die romantische Epoche.
Im Jahr 2022 brachte der Rapper Testo, 1988 geboren und in Stralsund aufgewachsen, das autobiographisch angelegte Buch Nullerjahre heraus, in dem er auch seine Jugend im Stralsund der 2000er-Jahre beschreibt.

### Schulwesen (seit 1990)
Auf einem Teil des Geländes der ehemaligen Offiziershochschule der Volksmarine „Karl Liebknecht“ wurde am 4. Februar 1991 der Lehrbetrieb im Berufsförderungswerk (BfW) Stralsund mit 50 Rehabilitanden aufgenommen. Die Einrichtung wurde am 28. Juni 1991 offiziell eröffnet. Den anderen Teil des Geländes der NVA nutzt die am 1. September 1991 gegründete Hochschule Stralsund. Hier wurde am 9. Februar 1992 mit dem Bau des Studentenwohnheims „Holzhausen“ begonnen. Im benachbarten Parow wurde 1992 die Marinetechnikschule Parow aufgebaut.
Mit der Grundsteinlegung am 19. März 1993 für die Diesterweg-Schule besitzt Stralsund den ersten Realschulneubau Mecklenburg-Vorpommerns. Die am 27. Mai 1994 übergebene Schule ersetzte die alte Erich-Weinert-Schule, die 1991 wegen Asbestbelastung abgerissen worden war.
Am 7. Februar 1994 wurde der Grundstein für den Bau des IHK-Bildungszentrums gelegt.

### Sport (seit 1990)
Seit 1995 wird in Stralsund alljährlich die Tour d'Allee gestartet.
Im April 1995 war in Anwesenheit von Bundesministerin Angela Merkel und Landesministerin Regine Marquardt der erste Sporthallenneubau des Landes Mecklenburg-Vorpommern an der 1994 neu errichteten Diesterweg-Schule eröffnet worden. Im August 1996 wurde die alte Sundschwimmhalle am Stadthafen abgerissen, sie wurde 1999 durch die Sport-Schwimmhalle im Hansedom ersetzt.

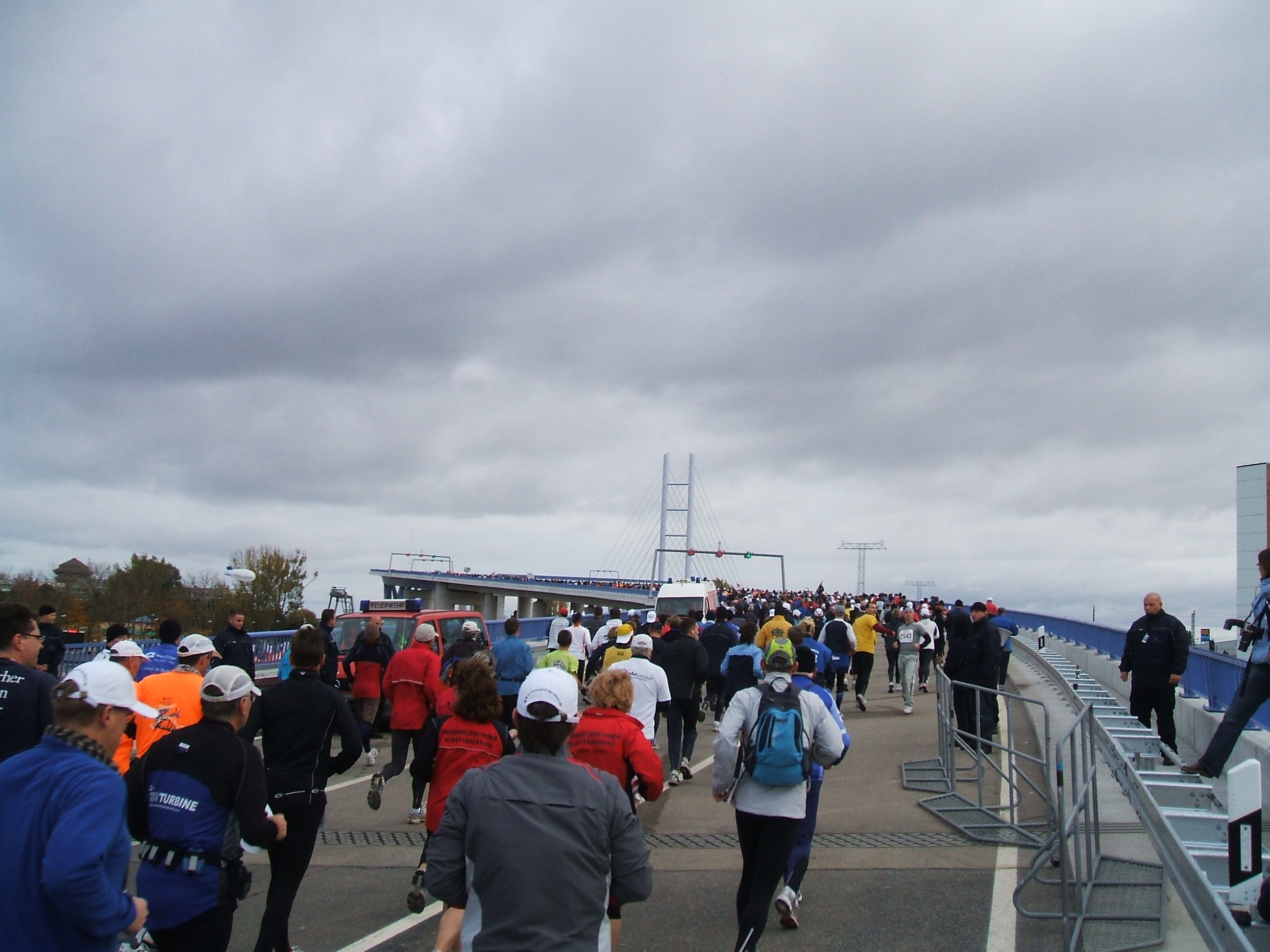
Rügenbrückenlauf im Oktober 2007

Die Gewichtheber des TSV 1860 Stralsund errangen dreimal den Meistertitel für Mannschaften. Die Handballer des Stralsunder HV stiegen 2003 und 2008 in die 1. Bundesliga auf, wobei die Saison 2008/2009 zum finanziellen Desaster wurde. Dem Verein, der sportlich in die 2. Handball-Bundesliga abgestiegen war, wurde die Lizenz entzogen. Die Männermannschaft startet aktuell (2024) in der 3. Liga. Die Rollstuhl-Basketballer des SV Medizin Stralsund stiegen 2008 in die 2. Bundesliga auf.
Bei der Bewerbung Berlins für die Olympischen Sommerspiele 2000 und Leipzigs für die Spiele 2012 bewarb sich die Stadt erfolglos um die Ausrichtung der Segelwettbewerbe.
Am 21. Oktober 2007 fand die erste Auflage des Rügenbrückenlaufs statt, dei der ersten Austragung wurde gleichzeitig die neue Rügenbrücke eingeweiht.

### Katastrophen (seit 1990)
Am 29. Juni 1994 richteten Sturm, schwerer Hagel und Regen Schäden in Millionenhöhe an. Ein schweres Unwetter in der Nacht vom 3. zum 4. November 1995 verursachte ebenfalls schwere Schäden in der Stadt.

## Einzelbelege
1. 1 2 3 4 5 6 7 8 9 10 11 12 13 14 15  
Konrad Fritze: Entstehung, Aufstieg und Blüte der Hansestadt Stralsund, in: Herbert Ewe: Geschichte der Stadt Stralsund, Hermann Böhlaus Nachfolger, Weimar, 1984, Seiten 9–102
2. 1 2 3 4 5  
Johannes Schildhauer: Die Stadt im 16. Jahrhundert, in: Herbert Ewe: Geschichte der Stadt Stralsund, Hermann Böhlaus Nachfolger, Weimar, 1984, Seiten 103–136
3. 1 2 3 4 5 6  
Herbert Langer: Innere Kämpfe und Bündnis mit Schweden. Ende des 16. Jahrhunderts bis 1630, in: Herbert Ewe: Geschichte der Stadt Stralsund, Hermann Böhlaus Nachfolger, Weimar, 1984, Seiten 137–167
4. 1 2 3 4 5 6 7 8 9  
Hans-Joachim Hacker: Stralsund von 1630 bis 1720, in: Herbert Ewe: Geschichte der Stadt Stralsund, Hermann Böhlaus Nachfolger, Weimar, 1984, Seiten 168–201
5. 1 2 3 4  
Reinhard Kusch: Stralsund von 1720 bis 1815, in: Herbert Ewe: Geschichte der Stadt Stralsund, Hermann Böhlaus Nachfolger, Weimar, 1984, Seiten 202–233
6. 1 2 3 4 5 6 7 8  
Herbert Ewe: Stralsund im 19. Jahrhundert, in: Herbert Ewe: Geschichte der Stadt Stralsund, Hermann Böhlaus Nachfolger, Weimar, 1984, Seiten 234–275
7. 1 2 3 4 5 6 7 8 9 10 11 12 13 14 15 16 17 18 19 20 21  
Karl Heinz Jahnke: Die Herausbildung des Imperialismus 1890–1917, in: Herbert Ewe: Geschichte der Stadt Stralsund, Hermann Böhlaus Nachfolger, Weimar, 1984, Seiten 276–291
8. 1 2 3 4 5 6 7 8 9 10 11 12 13 14 15 16 17  
Karl Heinz Jahnke: Von der Novemberrevolution bis zur Befreiung vom Faschismus 1917–1945, in: Herbert Ewe: Geschichte der Stadt Stralsund, Hermann Böhlaus Nachfolger, Weimar, 1984, Seiten 292–331
9. 1 2 3 4 5 6 7  
Dietrich Richter: Die antifaschistisch-demokratische Umwälzung 1945–1949, in: Herbert Ewe: Geschichte der Stadt Stralsund, Hermann Böhlaus Nachfolger, Weimar, 1984, Seiten 332–366
10. 1 2 3 4 5 6 7 8 9 10  
Dietrich Richter: Die Entwicklung Stralsunds zur Werft- und Industriestadt 1949–1961, in: Herbert Ewe: Geschichte der Stadt Stralsund, Hermann Böhlaus Nachfolger, Weimar, 1984, Seiten 367–406
11. 1 2 3 4  
Dietrich Richter: Stralsund von 1961 bis 1970, in: Herbert Ewe: Geschichte der Stadt Stralsund, Hermann Böhlaus Nachfolger, Weimar, 1984, Seiten 407–441
12. 1 2 3 4  
Dietrich Richter: Stralsund von 1971 bis 1981, in: Herbert Ewe: Geschichte der Stadt Stralsund, Hermann Böhlaus Nachfolger, Weimar, 1984, Seiten 442–494
13. ↑  „Theatrum Europaeum“, Band 1, S. 1066.
14. ↑  „Theatrum Europaeum“, Band 1, S. 1072.
15. ↑  Projekt Stralsund, Massengrab von 1628. In: anthropologie-jungklaus.de. Ehemals im Original (nicht mehr online verfügbar); abgerufen am 4. Juni 2017. (Seite nicht mehr abrufbar. Suche in Webarchiven)
16. ↑  Bettina Jungklaus, Marlies Konze, Renate Samariter: Die Stralsunder Stadtbefestigung. 2. Jahrgang. Redieck & Schade, 2012, ISBN 978-3-942673-22-8, S. 98–103.
17. 1 2  Jürgen Drevs: Novellen oder Tagebuch Stralsundischer Begebenheiten vom Jahre 1687 bis zum Jahre 1720
18. ↑  Georg Tessin: Wismars schwedische Regimenter im Nordischen Krieg. Mecklenburgische Jahrbücher, 1937.
19. ↑  Projekt Stralsund, Massengrab von 1715. In: anthropologie-jungklaus.de. Ehemals im Original (nicht mehr online verfügbar); abgerufen am 4. Juni 2017. (Seite nicht mehr abrufbar. Suche in Webarchiven)
20. ↑  Johann Ernst Fabri: Geographie für alle Stände. Teil I, Band 4, Leipzig 1793, S. 639.
21. ↑  Fritz Adler: Aus Stralsunds Geschichte. Carl Meincke’sche Buchhandlung, Stralsund 1937, S. 127.
22. ↑  Fritz Adler: Lebensgeschichte des Bürgermeisters David Lucas Kühl. Stralsund 1925, S. 77.
23. ↑  Sonja Kinzler (Hrsg.): Der Kieler Frieden 1814. Ein Schicksalsjahr für den Norden. Gemeinsam mit Doris Tillmann, Johannes Rosenplänter u. Martin Krieger. Wachholtz, Neumünster/Hamburg 2014, S. 162f.
24. ↑  E. Wendt & Co. (Hrsg.): Übersicht der Preußischen Handelsmarine. Stettin Januar 1848, S. 24 ff. (online [abgerufen am 4. Juni 2015]).
25. ↑  Horst Auerbach: Kriegshafen Dänholm. In: poseidon. Heft 4/1981, S. 22–23.
26. ↑  Herbert Ewe: Zur Geschichte der Technik in Stralsund. Ostsee-Zeitung vom 10. März 1972.
27. ↑  Ernst von Haselberg: Die Baudenkmale des Regierungsbezirks Stralsund. Stettin 1902, S. 537–542.
28. ↑  W. Buchholz: Die Gasthauskirche zu Stralsund. Grundstein einer Krankenhausentwicklung. Greifswald-Stralsunder Jahrbuch 1965, S. 181–182.
29. ↑  Ernst von Haselberg: Die asiatische Cholera im Regierungsbezirk Stralsund. Stralsund 1853, S. 39.
30. ↑  K. Wellner: Die Pockenepidemien im 19. Jahrhundert in der Hansestadt Stralsund (Dissertation), Greifswald 1976, S. 63.
31. ↑  Detlev Brunner: Die Republik in der Provinz. Arbeiterbewegung und Verfassungstag in Stralsund (1919–1933). In: Jahrbuch für Forschungen zur Geschichte der Arbeiterbewegung. Heft I/2010.
32. ↑  W. Stuckmann: Entwicklung und Eigenart der deutschen Spielkartenindustrie. S. 186.
33. ↑  lichtblick99.de Vom Krankenbett in die Vernichtung; abgerufen am 23. März 2011.
34. ↑  Arno Krause: Stralsund. In: Schicksale deutscher Baudenkmale im Zweiten Weltkrieg. Band 1 (Hrsg.): Götz Eckardt, Henschel-Verlag, Berlin 1978, S. 76–84.
35. 1 2 3 4 5 6 7 8 9 10 11 12 13 14 15 16 17 18 19 20 21 22 23 24 25 26 27 28 29 30 31 32 33 34 35 36 37 38 39 40 41 42 43 44 45 46 47 48 49 50 51 52 53 54 55 56 57 58 59 60  
Herbert Ewe (Hrsg.): Sozialistisches Stralsund. Chronik der Stadt von 1945–1971, in: Stadtarchiv Stralsund: Veröffentlichungen des Stadtarchivs Stralsund, Band 7, Ostseedruck Rostock, 1975
36. ↑  Amtliches Ergebnis von 94,49 % dem DDR-Handbuch (Hrsg.: Bundesministerium für Innerdeutsche Beziehungen. Wissenschaftliche Leitung Peter Christian Ludz unter Mitwirkung von Johannes Kuppe), Verlag Wissenschaft und Politik, Köln 1979, ISBN 3-8046-8515-3, S. 1140 entnommen
37. 1 2 3 4 5 6 7 8  
Herbert Ewe (Hrsg.): Sozialistisches Stralsund. Chronik der Stadt von 1972–1976, in: Stadtarchiv Stralsund: Veröffentlichungen des Stadtarchivs Stralsund, Band 8, Ostseedruck Rostock, 1977
38. 1 2 3 4 5 6 7 8 9 10 11 12 13  
Herbert Ewe (Hrsg.): Stralsund. Chronik der Stadt von 1977–1985, in: Stadtarchiv Stralsund: Veröffentlichungen des Stadtarchivs Stralsund, Band 9, Ostseedruck Rostock, 1986
39. 1 2 3 4 5 6 7 8 9 10 11 12 13 14 15 16 17 18 19 20 21 22  
Harry Hardenberg: Wendejahre. Stralsunder Geschichte in Bildern. Druck- und Verlagshaus Kruse, Stralsund, 2021
40. ↑  Historical Archive Of Parliamentary Election Results - Germany (PDF; 15,3 kB). Inter-Parliamentary Union (englisch).
41. ↑  Hermann Weber: Die DDR 1945–1990 (= Oldenbourg Grundriss der Geschichte. 20). 5., aktualisierte Auflage. Oldenbourg, München 2012, ISBN 3-486-70440-0, S. 107.
42. ↑  Anne Kaminsky (Hrsg.): Orte des Erinnerns. Gedenkzeichen, Gedenkstätten und Museen zur Diktatur in SBZ und DDR. Bonn 2007, zu Stralsund S. 272–275.
43. ↑  www.nd-archiv.de, „Zu 18 Monaten Gefängnis verurteilt“, 23. Januar 1962, abgerufen am 8. März 2024
44. ↑  www.nd-archiv.de, „Adolf Metzner wieder in seiner Heimatstadt“, 12. Februar 1962, abgerufen am 8. März 2024
45. ↑  www.ostsee-zeitung.de, Ines Sommer: Sie war jahrelang Kaufhalle, Kantine und Disko: „Kameltränke“ in Stralsund wird abgerissen, in: Ostseezeitung Stralsund, 1. April 2024, abgerufen am 4. April 2024
46. ↑  www.ostsee-zeitung.de, Kai Lachmann: „Stralsunder Breakdancer „Melodics“ noch immer gefragt“, in: Ostsee-Zeitung Stralsund, 17. September 2019, abgerufen am 11. März 2024
47. ↑  Neufassung der Hauptsatzung der Hansestadt Stralsund vom 07.02.2012 (Memento vom 28. Januar 2020 im Internet Archive) (PDF), auf stralsund.de
48. ↑  Kommunalverfassung Mecklenburg-Vorpommern.
49. 1 2 3 4 5 6 7 8 9 10 11 12 13 14 15 16 17 18 19 20  
Hansestadt Stralsund (Hrsg.): Stralsund. Ein Almanach. Von der Wende bis zur Gegenwart, Redieck & Schade, Rostock, 1998, ISBN 3-00-002897-8
50. 1 2 3 4 5 6 7 8  
Hansestadt Stralsund (Hrsg.): Stralsund. Ein Almanach. 1998/99, Redieck & Schade, Rostock, 1999, ISBN 3-934335-00-4
51. 1 2  Oberbürgermeisterwahlen. (PDF) In: www.stralsund.de. Abgerufen am 1. Januar 2018.
52. ↑  www.stralsund.de (Seite nicht mehr abrufbar, festgestellt im Juni 2023. Suche in Webarchiven)  Info: Der Link wurde automatisch als defekt markiert. Bitte prüfe den Link gemäß Anleitung und entferne dann diesen Hinweis., Vorläufiges Wahlergebnis, abgerufen am 10. Mai 2022